# Nápoly
Nápoly (olaszul: Napoli, nápolyi nyelven Napule) Dél-Olaszország legnagyobb városa (közigazgatásilag comune), Campania régió székhelye. A városban található a Nápolyi főegyházmegye érseki széke. A város lakossága kb. egymillió fő, ezzel Róma és Milánó után a harmadik legnagyobb olasz város. A környező településekkel együtt lakossága 3,1 millió fő, ezzel második Olaszország legnagyobb városi agglomerációinak körében (Milánó után). Félúton fekszik a Vezúv és egy másik vulkáni terület, a Campi Flegrei között, a Nápolyi-öböl északi partján. A legendák szerint az első kolóniát az argonauták alapították Phalerum név alatt. A történeti emlékek viszont arra mutatnak, hogy a kolóniát Parthenopé név alatt a Rodosz szigetéről érkező görög tengerészek alapították Megaride (ma Castel dell’Ovo) szigetén, valamint a mai Pizzofalcone negyed egy részén. Nevét – szintén legendák alapján – Akhelóosz görög folyóisten három szirén lánya egyikének, Parthenopénak köszönheti. Miután a város kicsinynek bizonyult, attól keletre, a tengerparton egy új várost építettek Neapoliszt (latinul Neapolis, jelentése új város), Parthenopét pedig átnevezték Paleopolisznak (azaz régi városnak). Az évszázadok során a város többször is uralkodót cserélt (rómaiak, bizánciak, normannok, Anjouk, spanyolok, osztrákok, Bourbonok), majd 1860-ban a Garibaldi által egyesített Olaszország része lett. A város környékének gazdag történelme és kulturális élete van. Híres a népszokásairól és konyhájáról (a pizza szülőhazája). A nápolyi nyelv (napulitano), Olaszország egyik leggazdagabb és legszínesebb regionális nyelve, mely sok jellemzőjében eltér a hivatalos olasz nyelvtől. Történelmi jelentősége, valamint kiemelkedő gazdasági teljesítménye révén Nápolyt Dél-Olaszország nem hivatalos fővárosának tartják.

## Földrajz

### Fekvése

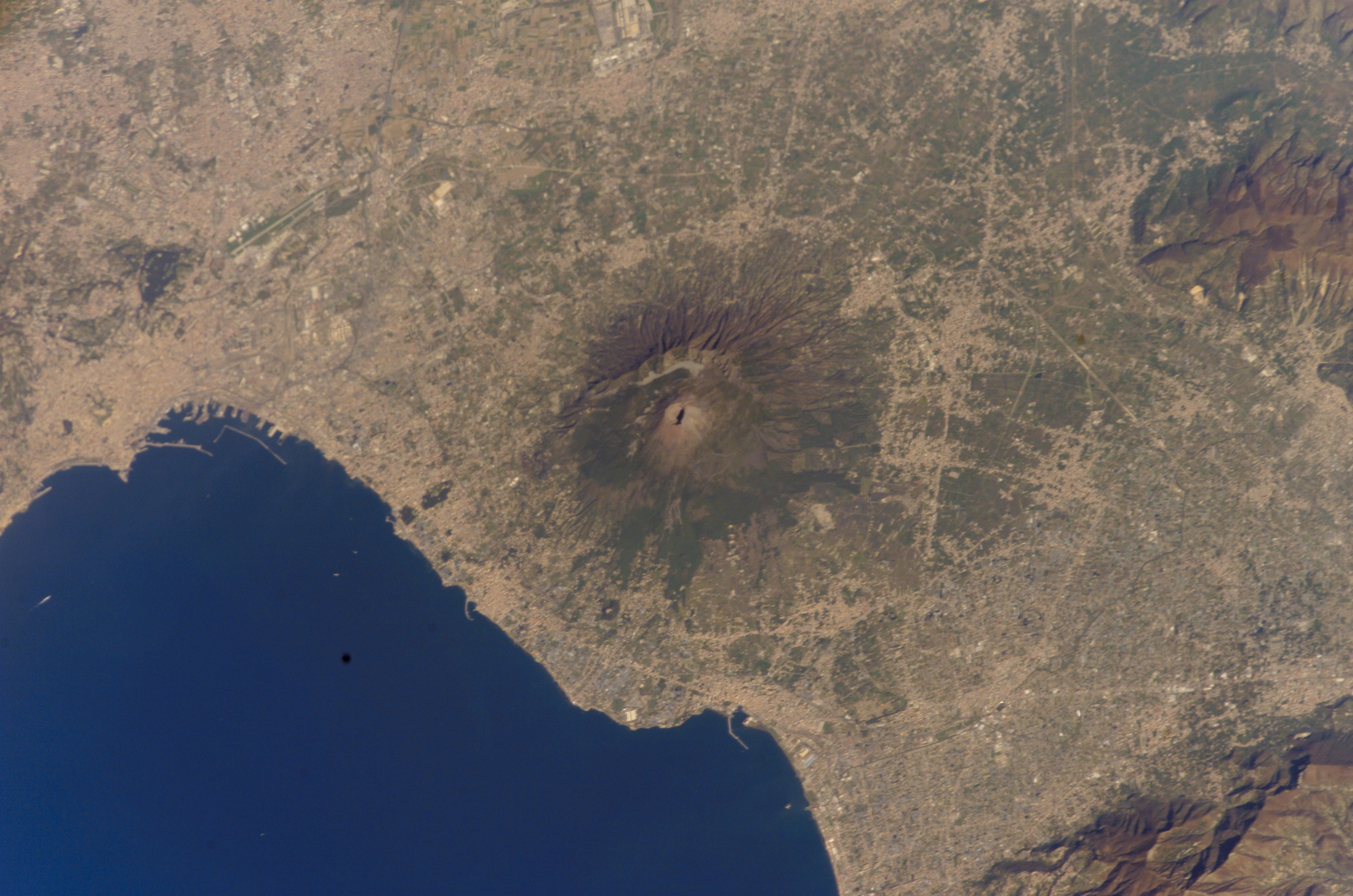
A Vezúv és Nápoly látképe az űrből (NASA felvétele)

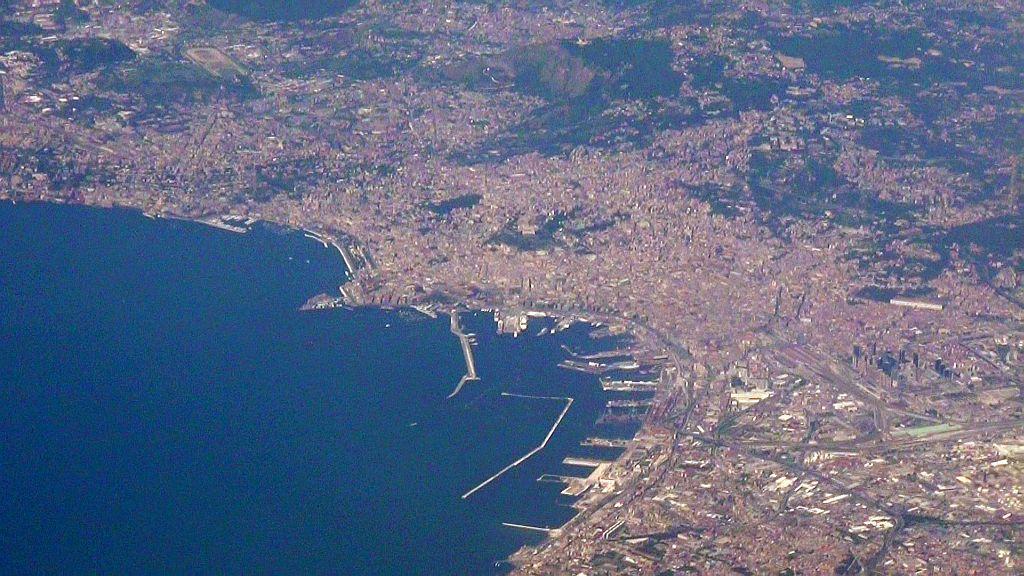
Nápoly belvárosa a levegőből

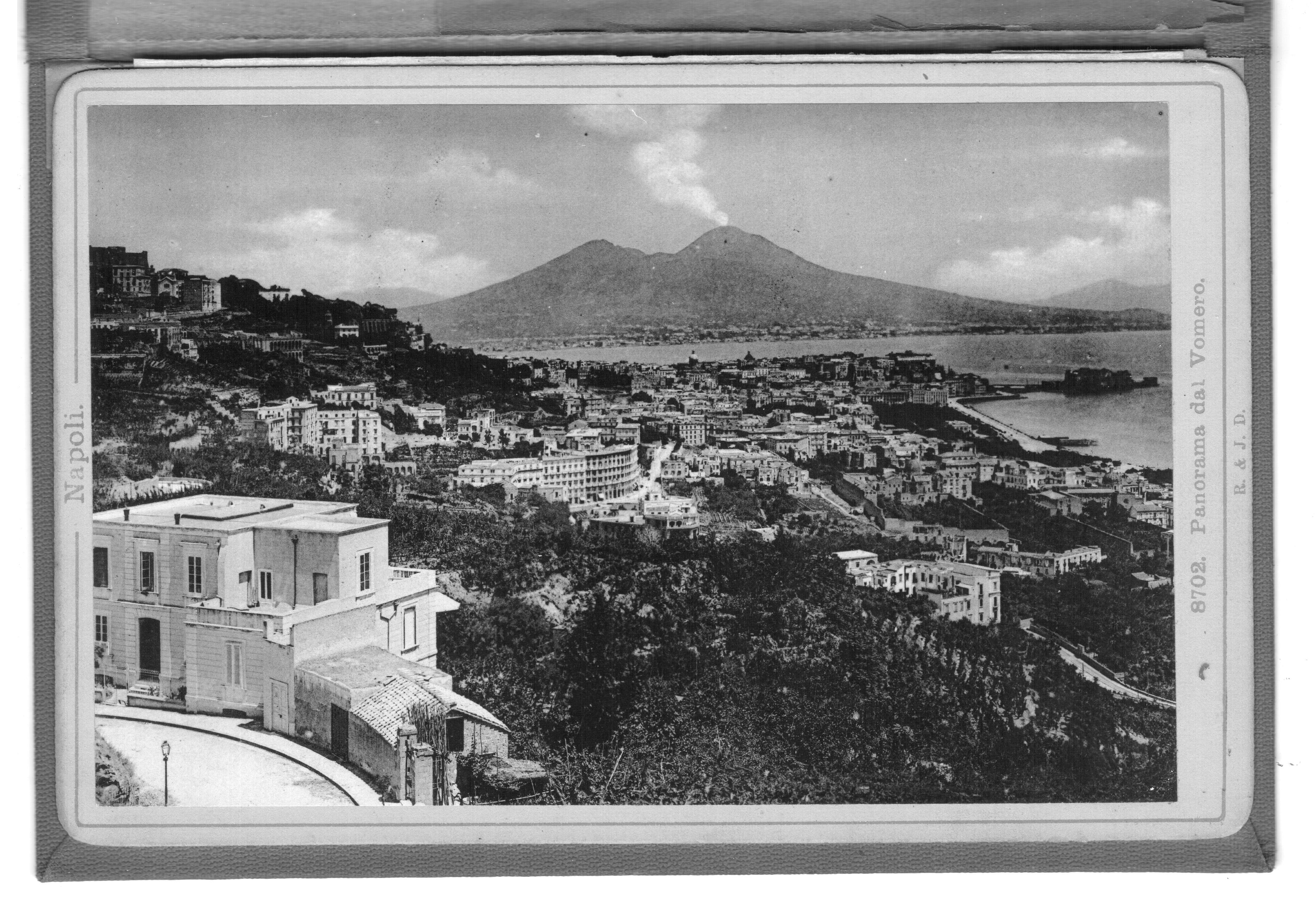
Képeslap Nápolyról a 20. század elején

Nápoly a hasonló nevű öböl északi partján fekszik, a Campaniai-síkság délkeleti részén. Délkeleti városrészei a Vezúv lejtőjére kapaszkodnak fel, északkelet és keleti irányban a síkság irányában terjeszkedik, amelynek enyhe lejtőit a Capodimonte-domb 163 méteres magaslata szakítja meg. Észak-északnyugati irányban a Campi Flegrei határát is képező dombvonulat határolja: Camaldoli-domb (457 m) és a Monte Sant’Angelo (167 m).
A történelmi belvárosától nyugatra egy dombvonulat húzódik, amely kettészeli a mai várost: a Vomero-domb (190 m) illetve a Posillipói-domb (160 m). Ez utóbbi a tengerpartnál meredeken ér véget. A domb alatt két alagút biztosítja az összeköttetést a belváros és Nápoly külső negyedei között (Bagnoli, Posillipo). Mindkét domb sűrűn beépített. A város délnyugati részében található a Posillipo-fok, amely a határt képezi a Nápolyi-öböl és a Pozzuoli-öböl között, így Bagnoli tulajdonképpen már a Pozzuoli-öböl partján fekszik. Ugyanitt, a tengerparthoz közel található a Nápolyhoz tartozó Nisida sziget.

### Geológiája
A Nápolyi-öböl partja tulajdonképpen egy 30 km átmérőjű egykori szupervulkán kalderája. A város félúton fekszik két aktív vulkáni terület, a Vezúv és a Campi Flegrei között. A terület geológiája következtében gyakoriak a földrengések. A Vezúv gyakori kitörései a történelem során többször is veszélyeztették a várost. Ugyanakkor az aktív vulkanizmusnak köszönhetően a városban számos termálvizű forrás található. Nápoly vastag tufarétegekre települt, amelyeket az évszázadok során építőanyagként használtak fel.

### Éghajlat
Tipikus mediterrán éghajlata van: enyhe telekkel és forró nyarakkal. A legtöbb csapadék novemberben és decemberben, valamint március-áprilisban hullik. Az enyhe éghajlat, valamint a változatos földrajzi fekvés következtében már a római korban császárok kedvelt üdülőhelye volt. A város klímája Köppen-féle éghajlatosztályozási rendszer szerint a C osztályba sorolható.
| Hónap                                                  | Jan. | Feb. | Már. | Ápr. | Máj. | Jún. | Júl. | Aug. | Szep. | Okt. | Nov. | Dec. | Év   |
| ------------------------------------------------------ | ---- | ---- | ---- | ---- | ---- | ---- | ---- | ---- | ----- | ---- | ---- | ---- | ---- |
| Rekord max. hőmérséklet (°C)                           | 20,0 | 22,0 | 27,0 | 27,0 | 32,0 | 37,0 | 38,0 | 40,0 | 37,0  | 36,0 | 27,0 | 22,0 | 40,0 |
| Átlagos max. hőmérséklet (°C)                          | 12,0 | 12,0 | 15,0 | 17,0 | 22,0 | 26,0 | 29,0 | 29,0 | 26,0  | 21,0 | 16,0 | 13,0 | 19,9 |
| Átlaghőmérséklet (°C)                                  | 8,0  | 8,0  | 11,0 | 13,0 | 17,0 | 21,0 | 24,0 | 24,0 | 21,0  | 17,0 | 12,0 | 10,0 | 15,5 |
| Átlagos min. hőmérséklet (°C)                          | 4,0  | 5,0  | 6,0  | 8,0  | 12,0 | 16,0 | 18,0 | 18,0 | 16,0  | 12,0 | 8,0  | 2,0  | 10,4 |
| Rekord min. hőmérséklet (°C)                           | −5,0 | −2,0 | −2,0 | 0,0  | 0,0  | 8,0  | 10,0 | 10,0 | 7,0   | 2,0  | −2,0 | −3,0 | −5,0 |
| Átl. csapadékmennyiség (mm)                            | 90   | 80   | 70   | 70   | 50   | 30   | 20   | 30   | 70    | 130  | 120  | 110  | 870  |
| Forrás: a nápolyi meteorológiai állomás adatai alapján |      |      |      |      |      |      |      |      |       |      |      |      |      |

## Története

### A város alapítása

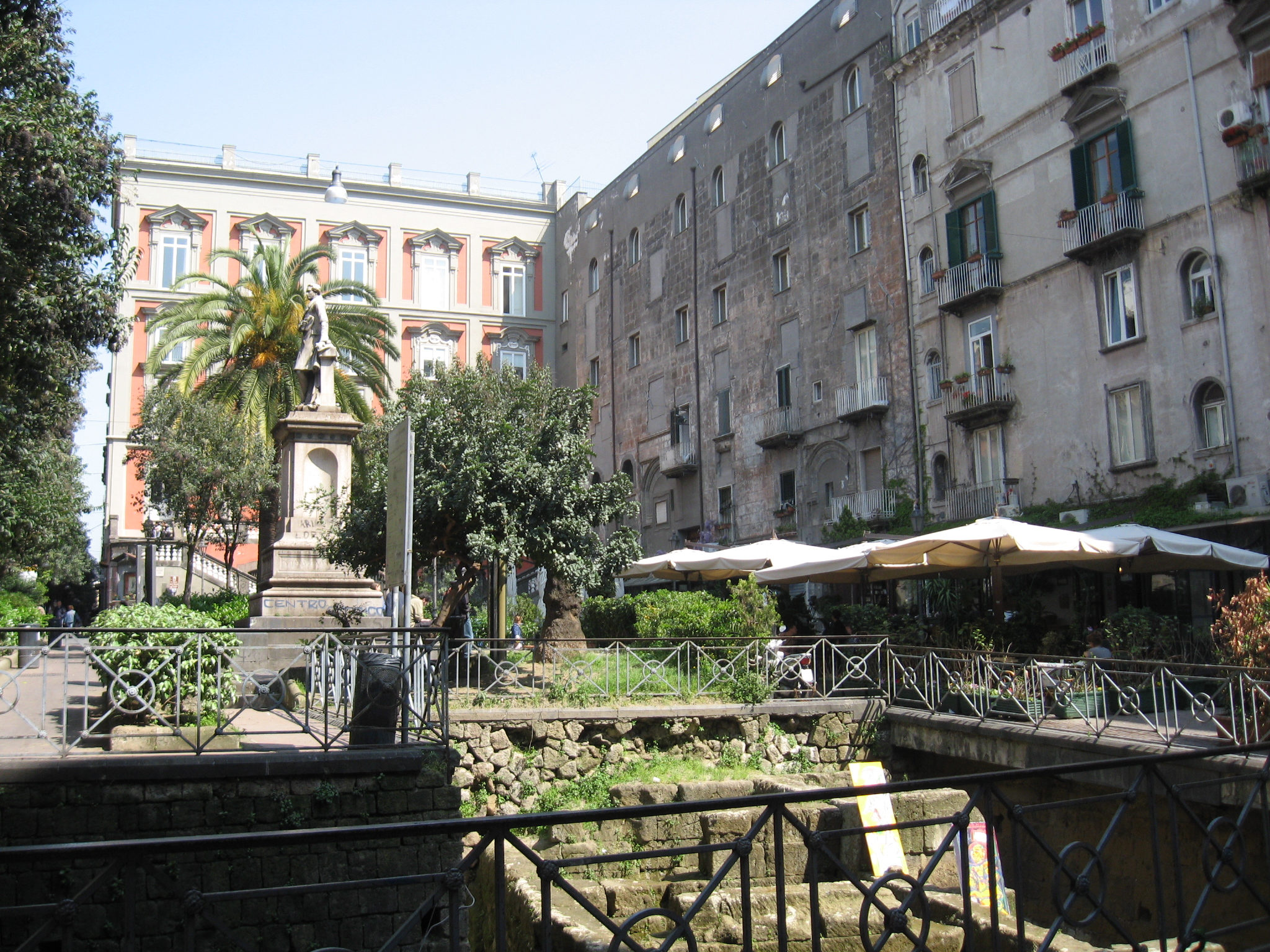
A görög városfalak romjai a Piazza Bellinin

Habár a görög telepesek érkezése előtt is léteztek primitív, elsősorban barlanglakó kultúrák ezen a vidéken, mégis ismeretlenek a mai Nápoly megalapításának körülményei. A legendák szerint az első kolóniát az argonauták alapították Phalerum név alatt. A történeti emlékek viszont arra mutatnak, hogy Parthenopé név alatt a Rodosz szigetéről érkező görög tengerészek Megaride (ma Castel dell’Ovo) szigetén, valamint a mai Pizzofalcone negyed egy részén (Monte Echia). Ugyanakkor Claverius római történész írásaiból ismert, hogy a települést Neapolis urbs ante Partenope dicta est prius Phalerum (Neapolis városa korábban Parthenopé előtte Phalerumnak neveztetett) név alatt is emlegették, így nem kizárt, hogy az argonauta legenda Phalerumja ténylegesen létezett. Nevét – szintén legendák alapján – Akhelóosz görög folyóisten három szirén lánya egyikének, Parthenopénak köszönheti. A legendák szerint Parthenopé, miután énekével nem sikerült elcsábítania Odüsszeuszt, Megaride szigeténél öngyilkos lett.
Az i. e. 7. és 6. században Parthenopé virágzó kolónia volt Kümé fennhatósága alatt, amely az egész Nápolyi-öböl területét uralta. I. e. 524-ben az etruszkok, sikertelenül ugyan, de megostromolták Kümét, ezáltal jelezve terjeszkedési törekvéseik kezdetét az Appennini-félszigeten. Kümé a szürakuszai türannosszal, Hierónnal szövetkezett és a görögök i. e. 474-ben tengeri csatában szétverték az etruszk hajóhadat. A győzelem jelentősége igen nagy volt: az etruszkok ezentúl nem jelentettek hatalmat a tengeren és kénytelenek voltak visszavonulni a félsziget északabbi részeire. Ezután a szürakúszaiak megszállták Ischia szigetét, de már i. e. 470-ben el kellett hagyniuk, mert kitörtek a sziget vulkánjai. Ezzel szemben Kümé és koloniája tovább virágzott és hamarosan szükségessé vált Parthenopé kibővítése. Mivel a települést alapításakor sziklás, mély völgyek valamint a tenger által határolt területre építették, a terjeszkedésnek a természet állta útját. Tehát i. e. 470 után egy új város nőtt ki az egykori Parthenopé mellett Neapolisz (latinul Neapolis) néven (görög jelentése új város). Az egykori Parthenopét ezek után Paleopolisznak (latinul Palaeopolis) nevezték (görög jelentése régi város). Gaius Lutatius Catulus római consul írásai szerint viszont az i. e. 5. században a küméi görög telepesek, irigyelve szomszéduk gazdagságát, elfoglalták a kolóniát. Az itt lakókat kelet felé kényszerítették, ahol új várost alapítottak. A mai kikötőtől északra fekvő Neapolis lakosságát i. e. 450-re khalkiszi, pithékusszai és athéni telepesek gyarapították.
Az új város, Neapolisz, a szürakúszai görögök védelme alatt gyorsan fejlődött, gazdagodott és fokozatosan Athén fennhatósága alá került. Periklész hamar felismerte a város stratégiai jelentőségét a görögök Földközi-tengeren folytatott kereskedelmében, ezért kiemelt figyelmet szentelt a fejlesztésére. Ebből az időszakból származik a város alakját mai napig meghatározó szabályos, négyszögletes, rácsos utcahálózat, amelyet Hippodámosz talált fel Pireusz megtervezésekor. Parthenopéval ellentétben Neapolisznak kitűnő lehetőségei voltak terjeszkedésre, noha a mocsaras vidék miatt nem alakult ki nagy mezőgazdasági hátországa, ami következtében a város ellátása szinte teljes mértékben a tengeri kereskedelemnek volt kiszolgáltatva. Az i. e. 5. században a várost erős, helyszínen fejtett tufa darabokból épített falakkal vették körül. Ezeket a falakat az i. e. 4. században megerősítették, így a várost kettős fal védte. Ezeknek maradványai ma is láthatóak a Piazza Bellinin.

### A rómaiak fennhatósága alatt

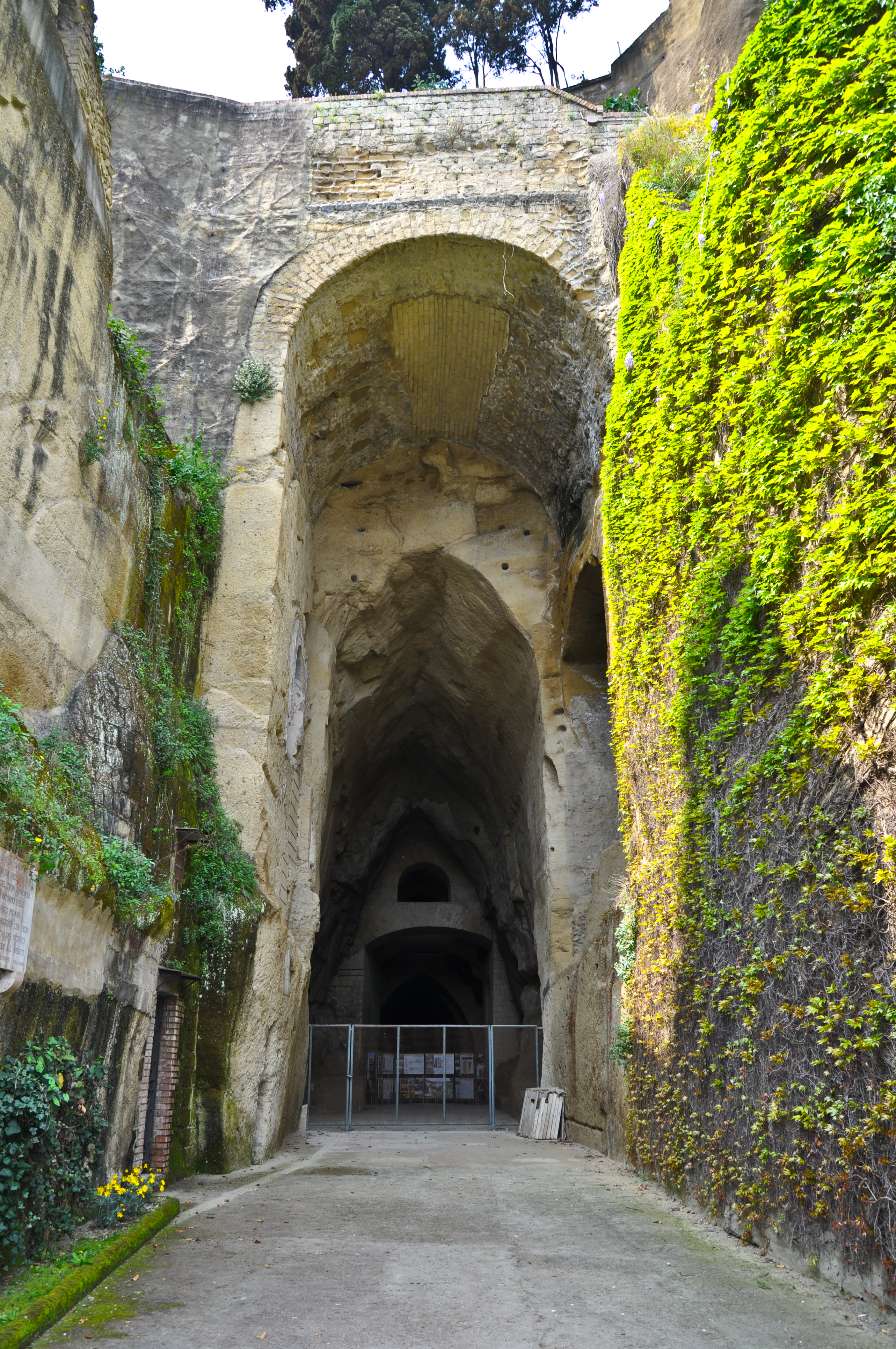
A rómaiak által fúrt Crypta Neapolitana alagút a Posillipói-domb alatt

I. e. 4. században a szamniszok sikeres hadjáratot folytattak a mai Campania területén és miután legyőzték az őslakos oszkokat, fennhatóságuk alá kerítették Kümé, Capua, Puteoli valamint Herculaneum városait is. Ezáltal Neapoliszt is teljesen körbevették, viszont a várost soha sem támadták meg, erős védvonalainak köszönhetően. A szamniszokkal való állandó harcban északon új hatalom nőtt fel, Róma, amely egyre nagyobb területet foglalt el a félszigeten. I. e. 328-ban Neapolisz lakossága, amelyen belül erős volt a szamniszokat támogató párt, hadat üzent Rómának, remélve, hogy a környék még független népei segíteni fogják őket. A római seregek Quintus Publius Philo vezetésével azonban elvágták a szövetségesekhez való útvonalakat, másrészt pedig, a különböző népek közötti nézeteltérések miatt sem sikerült egy Róma-ellenes szövetségek összekovácsolni. Viszont a rómaiak is felismerték Neapolisz stratégiai jelentőségét a szamniszok elleni háborúk során, de azt is tudták, hogy a város védvonalait nehezen tudnák áttörni, emiatt inkább diplomáciai úton próbálták a város szövetségét megszerezni. Mindez végül oda vezetett, hogy i. e. 328-ban Neapolisz elfogadta Róma feltételeit és civitas foederata lett, ami által biztosítva volt önállósága a birodalom keretei belül. A város élére római consul került. Róma ezen stratégiai szövetség által a szamniszok fennhatóságát gyengítette a campaniai partok felett. Közvetlenül e szövetség után Pompeji is megnyitotta kapuit a rómaiak előtt. Neapolisz nem legyőzöttként került ki a konfliktusból és így biztosított volt a város további fejlődése. Noha a szamnisz-pártiakat kegyetlen megtorlásokban részesítették, a rómaiak mégsem számolták fel a két várost, inkább a korábban megkötött szerződést léptették ismét életbe, és ismételten elismerték a város szuveranitását és görög hagyományait.
A rómaiak által biztosított jogok birtokában a neapoliszi görögök mindenkor kitartottak a rómaiakkal kötött szövetség mellett, így amikor a dél-itáliai görögök Pürrhosz vezetésével, majd Hannibál a punok élén Róma ellen indult, a város nem nyitotta meg kapuit Róma ellenségei előtt. Sőt a punok elleni háború nehéz időszakában is sok hajót gyártottak a római seregek számára és a helyi hajósok római gályákon szolgáltak. Neapolisz védvonalainak megtörése még Hannibál számára is elérhetetlennek bizonyult. Kénytelen volt a város ostromát feladni, miután nem sikerült a várost ellátó tengeri útvonalakat ellenőrizése alá vonni. A pun háborúkat megsínylette ugyan a város, azonban gazdasági szerepe és jelentősége a Római Birodalmon belül tovább növekedett, annak ellenére, hogy továbbra is görög város volt. A városnak kiterjedt birtokai voltak, hozzá tartoztak többek között Capri és Ischia.
Róma lassan megváltoztatta a szövetséges városok, így a görög városok jogállását is, és ezzel egyidőben latinosították el a városok nevét is, így lett Neápoliszból Neapolis. A város gazdaságát súlyosan érintették a Capua és Puteoli által i. e. 199-ben bevezetett vámok. Puteoli jelentősége rohamosan nőtt és a Római Birodalom egyik legfontosabb kikötőjévé vált, valamint a földközi-tengeri flotta legfontosabb bázisává, ezáltal Neapolis háttérbe szorult. I.e. 90-ben a város megkapta a római municipium valamint lakosai a római polgár titulust, a birodalomért tett szolgálatai elismeréseként. Ennek ellenére a neapolisiak megpróbálták visszautasítani ezt, ami annak tulajdonítható be, hogy a város lakosaiban erősen élt a görög szellem. A köztársaság utolsó századában a rómaiak már nemcsak hódítói, hanem hódolói is voltak a görögségnek. A görög kultúra kedvelői előszeretettel keresték fel a hellén hagyományokat őrző Neapolist. Sokan meg kellemes éghajlata és földjeinek gazdagsága miatt szerették a várost és környékét.
A véres pártvillongások korát azonban még az óvatos görögöknek sem sikerült baj nélkül átvészelniük. Az i. e. 82-es polgárháborúban Caius Mariust támogatta. A győztesen kikerülő Lucius Cornelius Sulla megfosztotta Neapolist nemcsak a flottájától, hanem Ischia szigetétől is, aminek következtében a város fazekas manufaktúrái nyersanyag nélkül maradtak. Különösképpen a közeli Puteoli, húzott hasznot Neapolis kínos helyzetéből. I. e. 50-ben a város szintén a vesztes oldalon állt Pompeius és Caius Iulius Caesar polgárháborújában. Ezek után a Tirrén-tenger legfontosabb hadikikötője Misenum lett, a kereskedelem pedig Baiae kezében összpontosult.
Neapolis és környéke történetében Augustus kora hozott nagy változást. Az egyeduralom megszerzése után nem sokkal a császár meglátogatta Capri szigetét (latinul Capreaet), s annyira megtetszett neki, hogy Neapolis városának felajánlotta érte cserébe Ischiát, amelynek gazdagságát a nápolyiak jól ismerték, hisz nem is olyan régen még az övéké volt. Augustus korában Neapolis falai között megfordult minden számottevő római író és költő, így Vergilius is, aki eposzában, az Aeneisben nem egy költői részlet színhelyéül választotta ezt a vidéket. Állítólagos síremléke ma is a turisták egyik kedvenc célpontja. Neapolis kellemes éghajlatának köszönhetően üdülőközpontként is ismert volt, erről Vergilius feljegyzései is tanúskodnak. A mai Posillipo negyed nevét az egykori Villa Pauszülüpon (latinosan Pausylipon) után kapta, amelynek görög jelentése szabadulás és megpihenés a gondoktól.
Augustus utóda, Tiberius császár korában gyakorlatilag Neapolis volt a Római Birodalom központja, ugyanis a császár tíz évet töltött a Capri szigetén felépített palotájában, sőt a halál is a közelben, Misenumban érte. Tiberius utóda, Caligula császár viszont más különcségével hagyott maga után emléket: Baiae és Puteoli között, az öblön keresztül két római mérföld hosszúságú hajóhidat építtetett, csakhogy előbb érjen egyik városból a másikba. Ebben a korszakban Neapolis virágzó város volt. Horatius „felix Neapolis”-nak, azaz „boldog városnak” nevezte, Martialis pedig „docta Parhenope”-nak, azaz a „tudós Parthenopénak”. Nero is ellátogatott a városba, és saját maga adta elő saját szerzeményű dalait, ráadásul görögül, a görög közönségnek.
A Flaviusok idején készült el a Naepolist Rómával összekötő út, a Via Domitiana, ugyanakkor alagutat (Crypta Neapolitana) is ástak a Posillipói-domb alatt, hogy összekössék a várost Puteolival. Ebben az időben bővült a kikötő is, számos termálfürdőt és vízvezetéket is építettek.
A város fellendült gazdasági életét a 62-es földrengés, majd a Vezúv 79-es kitörése döntötte romba és ezt követően Neapolis jelentősége jelentősen lecsökkent.
A legendák úgy tartják, hogy Szent Péter és Szent Pál is megfordult a városban prédikálni. A Római Birodalom vége felé Neapolisban jelentős ókeresztény közösség élt, ennek tanúi a katakombák, valamint a számos bazilika. Szent Januáriuszt, akit 305-ben fejeztek le a városban, az 5. századtól kezdve – hivatalos temetése óta – a város védőszentjeként tisztelik.
A 4. századtól kezdve Neapolisról kevés említés történik. Az 5. század második felében III. Valentinianus császár újabb falakkal vetette körül a várost, akkor, amikor a hunok Róma falai alá érkeztek. Neapolisban, Lucullus egykori villájában, a mai Castel dell’Ovo helyén raboskodott az utolsó nyugatrómai császár, Romulus Augustulus, miután 476-ban megdöntötték hatalmát. A népvándorlások során a várost többször is kifosztották – először a gótok, majd a 6. században a bizánciak támogatásával az osztrogótok. A gót 536-ban szűnt meg, amikor Belisarius, I. Justinianus bizánci császár hadvezére elfoglalta. Ettől kezdve a Bizánci Birodalom gyarmata volt.

### Nápoly a korai középkorban
Az egész kora középkorban a nápolyi püspökök gyakorolták a világi hatalmat a város és környékének lakossága felett, ők „védték és oltalmazták őket” a vandálok és Bizánc ellenében. A Nyugatrómai Birodalom bukása után ugyanis a barbárok elözönlötték Itáliát. Még 410-ben Alarich, 455-ben pedig Geiserich eljutottak Dél-Itáliába is. A vandálok, majd a keleti gót Totila 6. századi pusztításai során a régi virágzó települések teljesen elnéptelenedtek. A vandálok alatt szenvedő Capri szigetét a század végén egy Tertullus nevű római patricius a montecassinói bencés apátságnak adományozta, amely bírói joghatósága alá vonta a sziget megmaradt lakóit.
A gót háborúk idején Nápolyban állomásozott a gót hadsereg helyőrsége, ez arra késztette I. Justinianus bizánci császárt, hogy tábornokát, Flavius Belisariust, erős hadserege élén, 535-ben a város ellen küldje. Noha a lakosság örömmel fogadta a felmentő sereg érkezését, a nápolyi helyőrség erős ellenállást tanúsított. Belisariusnak végül sikerült meghódítania a város, miután a titkos város alatti alagutakon sikerült bejuttatnia hadseregét a falakon belülre. Belisarius Bizánc uralma alá vonta a várost és azonnal megtorló intézkedéseket léptetett életbe. A gótok mellett a város zsidó lakossága is áldozatul esett megtorlásnak, így a város szinte elnéptelenedett. Második itáliai hadjárata során azonban megakadályozta a város kifosztását és úgy tartják Afrikából hozott rabokkal próbálta újra benépesíteni a várost. Ekkor kezdődött el a bizánciak beözönlése. A bizánci görögök könnyen feltalálták magukat, mert a városban sokan beszéltek görögül, s megőrizték a görög szokásokat is. Nápoly ismét kétnyelvű lett: az egyház berkei belül a latint beszélték, a város vezetősége pedig a görögöt.
Néhány év múlva Totila hadai érték el a várost, miután sikeresen elfoglalták Beneventót. Háború nélkül, diplomáciai úton próbálta elfoglalni a várost. A Kis-Ázsiából idetelepített helyőrség azonban nem fogadta el feltételeit, így Totila ostrom alá vette a várost és elfoglalta az. Sem a cumaei seregek, sem pedig a bizánci flotta nem járt sikerrel a város felmentésében, így Nápoly az osztrogótok kezébe került, akik csak a várost védő helyőrséget mészárolták le, megkímélve a lakosságot. Az osztrogót uralom 552-ig, Totila haláláig tartott. A város ismét a bizánciak kezébe került, akik így próbálták megvetni lábukat Itáliában, azonban szembe találták magukat az északról érkező longobárdokkal. A bizánci uralom alatt ismét felvirágzott a görög kultúra a városban, és a város vezetésében pedig egyre nagyobb helyet kapott a püspök. A 8. században már mintegy 40 000 lakosa volt a városnak és a birodalom egyik bírói székhelye volt, polgári hivatalai pedig közvetlenül Itália kormányzója alá voltak rendelve. Helyőrségi parancsnokának csak Bizánc ravennai exarchája parancsolt.

### A Nápolyi Hercegség megalakulása

A Nápolyi Hercegség 1000-ben

A pápai állam úgy tekintett Nápolyra, mint egy előörsre a longobárd támadásokkal szemben. Így történhetett meg, hogy 592-ben a pápa segítséget küldött, mikor Nápolyt a longobárdok ostromolták. A Nápolyban állomásozó bizánci sereg megállta a próbát az előretörő longobárdokkal szemben, mert a barbárok elfoglalták ugyan a város környékét, a város azonban megmaradt Bizánc hatalmi támaszának. I. Gergely pápa több, mint harminc éven keresztül támogatta a várost, amelynek falai között egyre többen találtak menedéket a longobárdok elől. A longobárd hódítások idején a Nápolynak 30-35 ezer lakosa volt. 615-ben Giovanni Consino vezetése alatt a város lakossága fellázadt a Bizánci Birodalom itáliai helytartója, a ravennai exarcha ellen. Ennek eredményeképpen Eleutherius exarcha 638-ban megalapította a Nápolyi Hercegséget, a szicíliai stategos vazallusaként. A hercegség területe nagyjából a mai Nápoly megye területének felelt meg. 661-ben Bazileusz herceg uralkodása idején a Bizánci Birodalomnak már csak kevés ráhatása volt a hercegség ügyeire, a hercegség és a császárság kapcsolata már csak a névlegességre korlátozódott. 763-ban II. Nápolyi István herceg a római pápának esküdött hűséget, így a hercegség pápai érdekszférába került. A hercegség azonban megőrizte autonómiáját, bíró- és elöljáróválasztási jogát. Amikor a város elszakadt a Bizánci Birodalomtól és a hercegség területén kialakult a feudális rendszer a város nevét is megváltoztatták a mai napig használatos Napolira. Nápoly virágkorát Athanasius püspök-herceg és utódai idején érte el, majd a 915-ös gariglianói csata után kezdett veszíteni jelentőségéből. A 10. században V. Pandulf, Capua hercege kifosztotta.

### A szaracén támadások
A 9. század első felében a longobárdok többször is megpróbálták meghódítani a várost. A nápolyiak ekkor a szaracénokhoz fordultak segítségért, akik a közeli Ponza szigetét használták portyázásaik bázisaként. A szaracénok segítettek megvédeni Nápolyt a longobárdok ellen, cserében a nápolyi flotta segédkezett Bari elfoglalásánál, amely még harminc éven keresztül muszlim támaszpont maradt. 836-ban már hivatalos szövetség létezett Palermo (szaracénok) és a Nápolyi Hercegség között. Ez a szövetség gyengítette a Bizánci Birodalom hatalmát a Tirrén-tengeren, aki így a frankokkal kényszerült szövetséget kötni a longobárdok ellen. Nápoly ellenállt a frank támadásoknak.
Noha Nápoly segítséget nyújtott a szaracénoknak Bari, majd később Messina bevételénél, a hercegség gazdasági érdekeit sértette jelenlétük. Ekkor Nápoly szövetséget kötött Amalfi, Gaeta és Sorrento városaival és sikerült legyőzniük a szaracén kalózokat és 846-ban egyesített flottájuk megakadályozott egy Róma ellen irányuló inváziót is. Ezen háborús megnyilvánulások azonban nem befolyásoltak a kereskedelmi kapcsolatokat Palermo és Nápoly között. A szaracénokat végül a szövetséges bizánci és német-római seregeknek sikerült kiszorítaniuk a félszigetről, kivéve Lucera városát, amely a 13. századig muszlim város maradt. Az arabokkal vívott háborúk során bontatták el a hajdani Paleopolisz erődítményeit és köveiből bővítették ki a Castel dell’Ovót. A mohamedánok elleni harcban Amalfi volt a nápolyi hercegek fő szövetségese, de ennek ára is volt, ugyanis a hercegek kénytelenek voltak átengedni Capri szigetét a köztársaságnak.

### A normannok érkezése

A Szicíliai Királyság 1154-ben

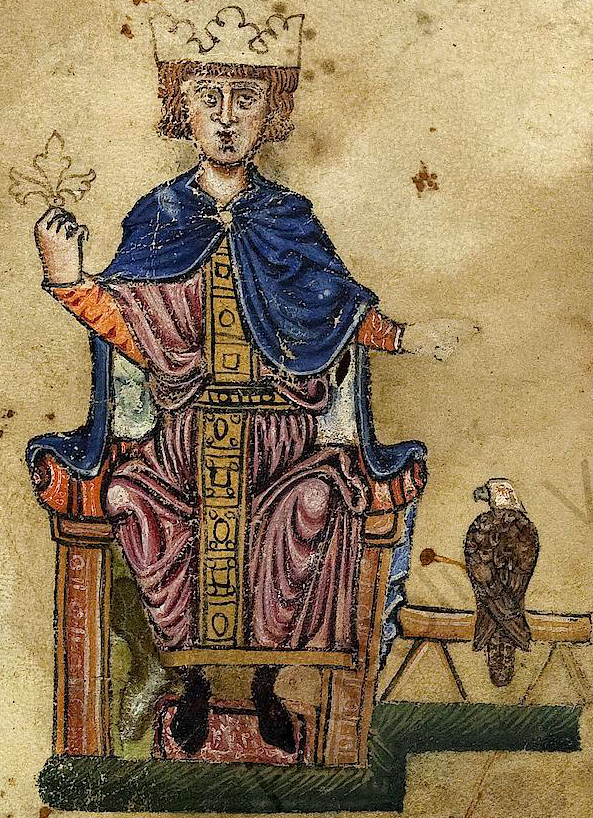
II. Frigyes német-római császár

A 11. század elején a capuai longobárd herceg megtámadta Nápolyt és elűzte IV. Sergius herceget, aki özvegy nővéréhez menekült Gaetába. Az özvegy másodszor is nőül ment egy arrafelé kalandozó normann vezérhez, s annak segítségével Sergiónak sikerült visszafoglalnia a hercegséget. Hálából a segítségért a normann vezért grófi címmel jutalmazott és nekiadta Aversát és a környező földeket. Rainulf Drengot falakkal megerősítette Aversát és behívta, maga köré gyűjtötte a messze földön kalandozó normann harcosokat. A normannok így könnyen megvethették lábukat ezen a vidéken.
1059-ben Robert Guiscard, a pápa vazallusa, és öccse Roger létrehoztak egy normann államot Benevento központtal. 1076-ban az Amalfi Köztársaság is elfogadta a normann fennhatóságot, 1090-re pedig sikerült meghódítaniuk Szicíliát. 1130-ban II. Roger a pápa segítségével szicíliai királynak koronáztatta meg magát és igényt tartott a nápolyi hercegségre is. 1137-ben sikerült elfoglalnia a várost. Az új királyságát a mediterrán hatalmak köréből kiemelte a nyugat-európai hatalmak közé. A normannok előtti meghódolás Nápoly számára a függetlenség elvesztését és a gazdasági fejlődés megszűnését jelentette. A normann király negyedszülött fiának adta hűbérül a várost és környékét. Meghagyták viszont a város autonómiáját, a bíróválasztás, az igazságszolgáltatás jogát. Nápoly lakossága a zavaros időkben megcsappant: a négy kilométer hosszúságú falak között 30 000 ember lakott, míg a falakon kívül a környékről jött iparosok és kereskedők telepedtek le. A város ugyan elvesztette függetlenségét, viszont egy Európában vezető szerepet betöltő királyság része lett, mely Észak-Afrikát és a Kelet-Mediterrán régió nagy részét ellenőrzése alatt tartotta. Az új királyság fővárosa Palermo lett, korának leggazdagabb és legfényűzőbb városa, amelyben a normann arisztokrácia mellett megfértek az arabok és görögök is.
II. Roger 1154-ben halt meg Palermóban és az utódlást követő viták miatt hamar fellángoltak a hatalmi harcok. Roger fiát és egyben utódját a történészek I. (Kegyetlen) Vilmosként tartják számon, miután számos bárói felkelést levert, uralkodása viszont békében ért véget 1166-ban. Fia, II. Vilmos még gyermek volt, amikor királlyá koronázták, ezért az országot régensek irányították 1172-ig. Ebben az időszakban a királyság és az uralkodó dinasztia léte veszélyben forgott a különféle trónigények miatt. Uralkodásának utolsó két évtizedét viszont a béke és fellendülés jellemezte, emiatt gyakran II. (Jó) Vilmos néven emlegetik. 1189-es halála utód nélkül érte. A trónt ezután Leccei Tankréd kapta meg, miután legyőzte távoli rokonát Andriai Rogert valamint a Hohenstauf VI. Henrik német-római császár hadait, akinek felesége, Konstancia, II. Roger lánya volt. Konstancia révén fia, II. Frigyes német-római császár igényt tarthatott a szicíliai trónra. Nápoly Tankréd mellé állt, mert a hűség fejében a város valamennyi polgára lovag lett, ami nagy kiváltság volt a feudális társadalomban. (A kiváltság ugyanis azt jelentette, hogy adót nem fizettek, csak a király személyesen rendelkezhetett velük, sőt fegyveres támogatást is kaphattak tőle). Tankréd halála után VI. Henrik foglalta el a várost: jogait elvették, falait lerombolták. Henriket II. Frigyes követte a trónon, aki meghálálta a városnak, hogy elismerte királyául. Királyi székhelyéül ugyan megtartotta Palermót, de Nápolyt szellemi központtá tette. II. Frigyes többször is megfordult Nápolyban és néhány kisebb kereskedelmi kedvezményt ajándékozott a városnak. Ennek ellenére a nápolyiak nagyobb autonómiát szerettek volna elérni, amit azonban a palermói udvar meghiúsított, miután a város túl nagy stratégiai jelentőséggel bírt. Ebben az időszakban (1224-ben) alapították meg a Nápolyi Egyetemet, amely napjainkban Frigyes nevét viseli és mely évszázadokon keresztül Dél-Itália egyetlen hasonló jellegű intézménye volt. A város gazdasági és társadalmi élete is fellendült, a Frigyes által ellenőrzött területekről ide özönlött kereskedőknek köszönhetően. A kikötőben a pisaiak, genovaiak áruraktárakat létesítettek, körülöttük telepek épültek ki, ahol a Földközi-tenger távoli vidékéről jött hajósok laktak. II. Frigyes életében Nápoly támasza volt a Hohenstaufoknak, de a császár halála után örökösének jogait nem ismerték el. A város vezetői ekkor a pápa pártjára álltak, aki 1251-ben szabad várossá nyilvánította Nápolyt. Függetlenségük védelmében és a pápaság iránti hálából harcoltak a nápolyiak az utolsó Hohenstaufok ellen. Sőt arra is volt eset, hogy az ide menekült pápának hajlékot, az új pápa választására pedig megfelelő helyet is biztosítottak. Végül – szintén a pápa kedvéért – a város elfogadta urául Dél-Itália új királyait, az Anjoukat.

### Az Anjouk uralkodása

I. Anjou Károly címere

IV. Kelemen pápa 1266-ban a francia Anjouk családjából való IX. Szent Lajos testvérét, I. Károlyt iktatta be a Szicíliai Királyságba. A beiktatás idejében még Palermo volt a királyság székhelye. I. Károly azonban néhány év múlva a Rómához közelebb fekvő Nápolyba tette át székhelyét. Új rezidenciáját a Castel Nuovóban rendezte be. Ez utóbbi körül alakult ki Nápoly új arisztokrata központja számos palotával és királyi hivatali épülettel. I. Károly uralkodása idején számos gótikus templom és bazilika épült: Santa Chiara, San Lorenzo Maggiore, Santa Maria Donna Regina Vecchia valamint a nápolyi dóm. A király építészei franciák voltak, akik mellett itáliai építészek is működtek. A vár melletti kikötőt bővítették, s a kikötő és a domboldal között új városnegyed épült. A fényűző Anjou-udvar körül élénk művészeti és szellemi élet alakul ki.
1284-ben a szicíliai vecsernye után Szicília Királyságát két részre osztották: Szicíliában az Aragóniai-ház, míg Nápolyban az Anjou-ház királyai uralkodtak. Hivatalosan mindkét államalakulat a Szicília Királysága nevet viselte, viszont a hétköznapokban az Itáliai-félszigeten ekvő területeket Nápolyi Királyság néven emlegették. Annak ellenére, hogy a királyság kettéoszlott, Nápoly jelentősége egyre nőtt. A pisai és genovai kereskedők mellett toszkán bankárcsaládok is megjelentek, valamint számos világhírű művész, mint Giovanni Boccaccio vagy Francesco Petrarca is megfordultak a városban.

### Nápoly és a magyarok

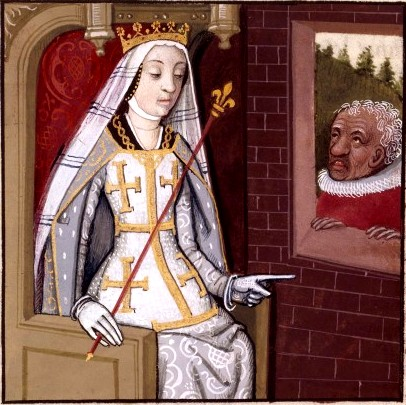
I. Johanna királynő

A Nápolyi Királyság első korszaka az Anjou-kori Magyar Királyság történetével is összefonódik, különösen attól az időtől kezdve, hogy a Magyar Királyság trónjára is Anjou-királyok kerültek. Az Anjouk örökösödési rendje szerint a nápolyi trón Károly Róbert magyar királyt illette volna, fiatal kora és magyarországi ügyei miatt azonban nagybátyja, Bölcs Róbert lett a szicíliai – valójában nápolyi – király 1309-ben. Miután Bölcs Róbert egyetlen fia még atyja életében úgy halt meg, hogy két leányt hagyott hátra, Károly Róbert felelevenítette trónigényét most már nem saját, hanem fia számára. A magyar-nápolyi hatalom egyesítését sem Nápolyban, sem a pápai udvarban nem támogatták. Károly Róbert 1333-ban személyesen vitte Nápolyba második fiát, a hatéves Andrást, akit eljegyeztek Johannával, Bölcs Róbert idősebbik unokájával. Károly Róbert ugyan nem érte el, hogy fiát királlyá koronázzák, de abban bízott, hogy Bölcs Róbert halála után András fog trónra lépni, mivel addig Európában leányok uralkodására nem volt példa.
Az 1343-ban meghalt nápolyi Bölcs Róbert végrendeletében csak unokáját, Johannát tette meg örökösévé. Amikor a pápa hosszas habozás után hozzájárult András szicíliai királlyá koronázásához, Johanna hívei a királynő tudtával a herceget megölték. A gyilkosokat ugyan kivégezték, I. Lajos magyar király azonban hiába kérte a pápától, hogy Johannát fossza meg a koronájától, ő most sem kívánta egyesíteni az Anjouk magyar és nápolyi ágát. A magyar király apja egykori igényére támaszkodva magát tartotta a nápolyi trón örökösének, a megváltoztatott trónöröklési rend szerint azonban I. Johanna letétele esetén egy másik Anjou, Károly durazzói herceg lett volna jogosult a trónra.
Nagy Lajos 1347-ben személyesen indított hadjáratot Nápoly ellen. Magyar és német zsoldosai csak gyenge ellenállásba ütköztek, I. Johanna királynő francia birtokaira menekült, hogy csapatokat toborozzon. Lajos a hódolatára érkező Anjou hercegeket elfogatta, riválisát, Károlyt kivégeztette, 1348 elején bevonult Nápolyba, felvette a „Szicília és Jeruzsálem királya” címet. A kivégzés nyomán keletkezett elégedetlenség, majd a Nápolyt is elérő nagy pestisjárvány miatt néhány hónap múlva hazatért. A hátrahagyott csapatok a hódítást nem tudták megtartani, az új férje oldalán hamarosan visszatérő Johanna néhány vár kivételével visszafoglalta országát.
1349-ben a járvány elérte Magyarországot. Pestisben halt meg a királyné, Nagy Lajos első felesége is. 1350-ben a magyar királyi sereg elindult a második nápolyi hadjáratra. A fővárost elfoglalták, de a magyar uralmat ezúttal sem sikerült megszilárdítani. Nagy Lajos lemondott nápolyi és szicíliai királyságáról, 1352-ben fegyverszünetet kötött Johannával. A királyi had nagy része hazatért Magyarországra, magyar lovagok azonban a „nagy magyar sereg” nevű zsoldoscsapat tagjaiként még évekig harcoltak Itáliában.
A gyermektelen I. Johanna I. (Anjou) Lajost nevezte ki utódjaként, annak ellenére, hogy unokatestvére a durazzói herceg is igényt tartott a trónra. A királynőt 1382-ben meggyilkolták, és így III. Durazzói Károly került a királyság élére, ami a királyságon belüli öröklési harcokhoz vezetett. Károlyt fia, László követte a trónon, aki egyben a magyar trónt is követelte. László után III. Károly leánya, II. Johanna foglalta el a nápolyi trónt A gyermektelen Johanna először III. Lajost Anjou hercegét, II. Lajos nápolyi ellenkirály fiát tette meg örökösének, akivel aztán összekülönböztek, ezért V. Alfonz aragóniai királyt hívta be az országba Lajos ellen, akit 1425-ben utódának is fogadott. Alfonz el is fogadta a trónjelöltséget és Lajost kiűzte az országból. Alfonz viszont Johanna kegyencét, Giovanni Caracciolót űzte el az udvartól, ezért Johanna kitagadta, és újra fiává fogadta Lajost. Lajos azonban 1434-ben meghalt. Ekkor Lajos öccsét, Renátusz herceget fogadta örökbe, aki viszont burgundiai fogságban ült. Johanna a következő év elején meghalt, kijelölt utódja viszont csak három évvel később 1438-ban foglalhatta el a trónt, de 1442-ben Johanna másik fogadott fia, V. Alfonz aragon király űzte el a Nápolyi Királyságból.

### Aragón fennhatóság alatt

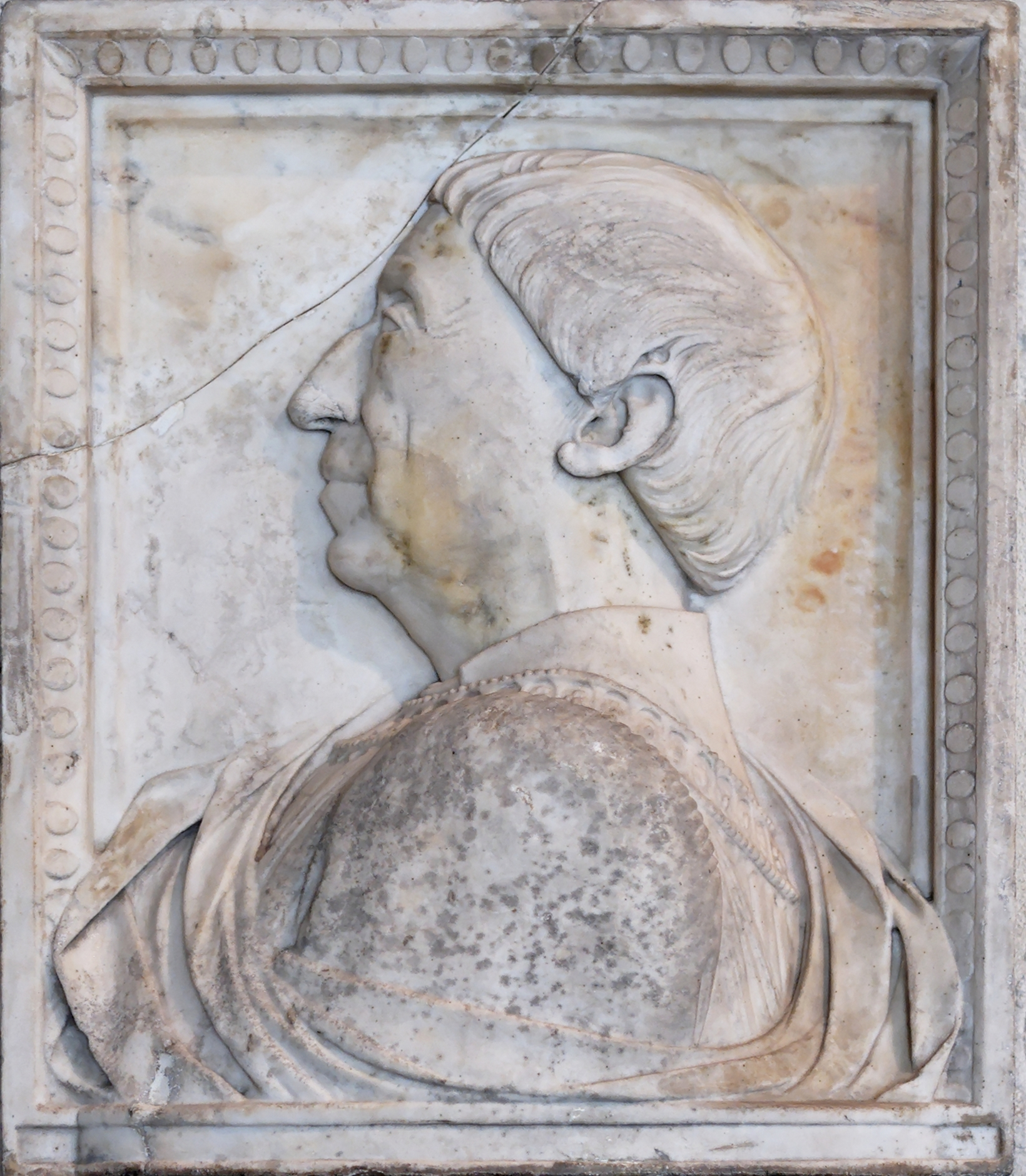
I. Aragóniai Alfonz

1442-ben V. (Aragóniai) Alfonz, később I. Alfonz nápolyi király meghódította a várost legyőzve az utolsó Anjou uralkodót, I. Renátuszt. Győztes uralkodóként 1443-ban vonult be Nápolyba és ezzel kezdetét vette az aragóniaiak uralkodása. A város lakossága nem nézte jó szemmel, hogy az új uralkodó saját honfitársai között osztja szét a városvezetés fontosabb pozícióit, viszont a király nagyszabású építkezéseinek és kitűnő gazdasági érzékének köszönhetően, amelyek hozzájárultak a város felvirágoztatásához, megváltoztatták az itt lakók véleményét. Mintegy fél évszázadig tartott az aragóniaiak uralma Nápolyban, amely időszak sok műemlékkel gazdagította a várost. Az új uralkodóház megjelenésével újabb kereskedelmi utak nyíltak meg az Ibériai-félsziget és Nápoly között. Ekkor lett a város az itáliai reneszánsz központja, olyan hírességek által, mint Francesco Laurana, Antonello da Messina, Jacopo Sannazaro és Angelo Poliziano. Az aragóniai udvar ugyanakkor újabb területeket osztott szét a helyi nemesség között, aminek viszont negatív hatása is volt, névlegesen a királyság feldarabolódása.
A francia királyok, az Anjou-ház leszármazottjai révén igényt tartottak a nápolyi trónra. Noha 1495-ben, Milánó, Velence és a pápai állam támogatásával VIII. Károly francia királynak sikerült meghódítani a Nápolyi Királyságot, hadjárata mégsem járt sikerrel, hiszen nem sikerült meggyőznie a pápát, hogy hivatalosan is megkoronázza nápolyi királynak. A Nápolyi Királyság megmaradt a francia és a spanyol király közötti vetélkedés fő tárgyának. 1500-ban VIII. Károly francia király francia király megpróbálta a II. Ferdinánd aragóniai király segítségét kérni a királyság meghódítására az aragóniaiaktól. Egyezségüket a granadai szerződés szentesítette, amelynek értelmében kettéosztották volna a királyságot. 1501-ben a franciák sikeresen elfoglalták Nápolyt, de a spanyolok nem elégedtek meg a szerződés által megígért területekkel és hadat üzentek Franciaországnak. Az ezt követő háborúban a nép hiába volt a franciák mellett, a gazdag polgárságból álló városi tanács inkább a spanyol hadvezérnek nyitotta meg a város kapuját, s ezzel új fejezet kezdődött a város történetében. A franciák alulmaradtak, és így 1503. május 16-án Gonzalo Fernández de Córdoba spanyol tábornok, a „Nagy Kapitány” bevonult a városba. Innen számítják a teljhatalmú nápolyi alkirályok uralkodásának idejét.

### A spanyol alkirályok korszaka

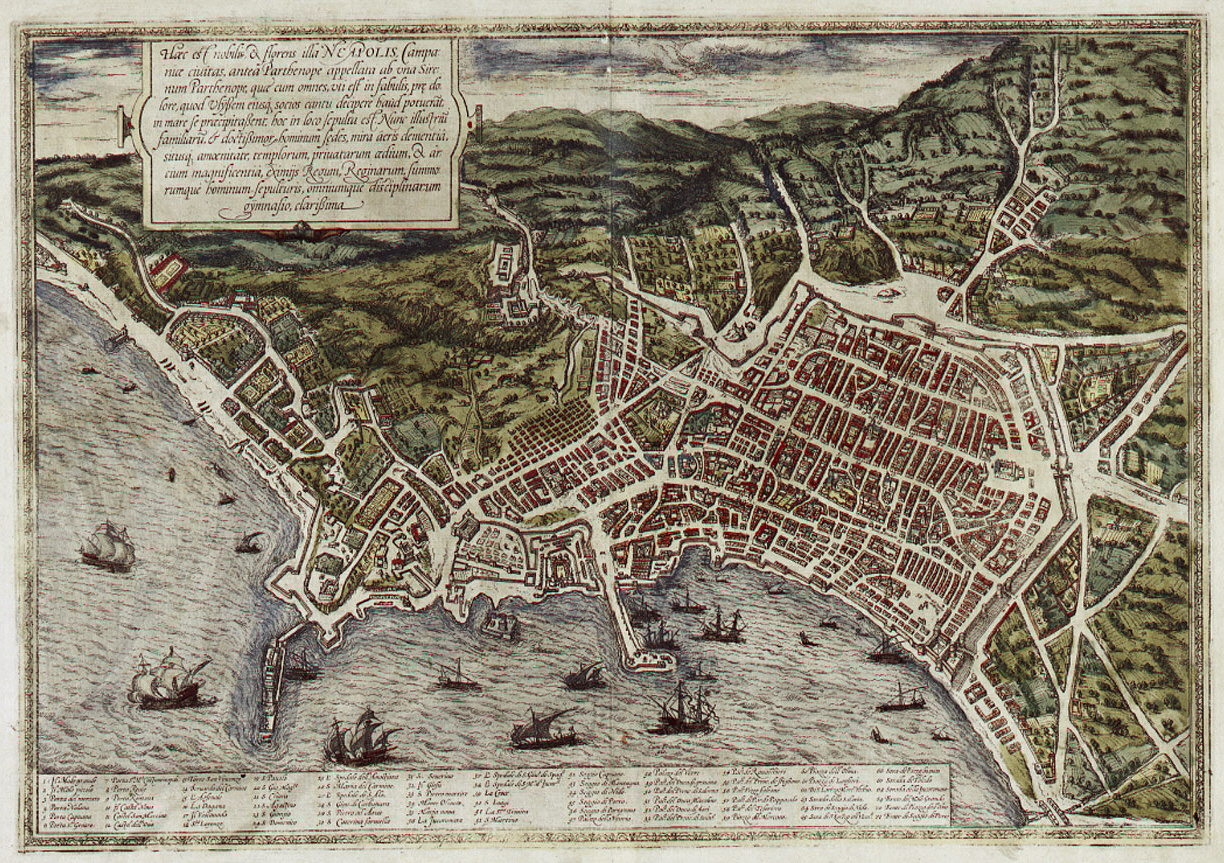
Nápoly térképe a 16. században

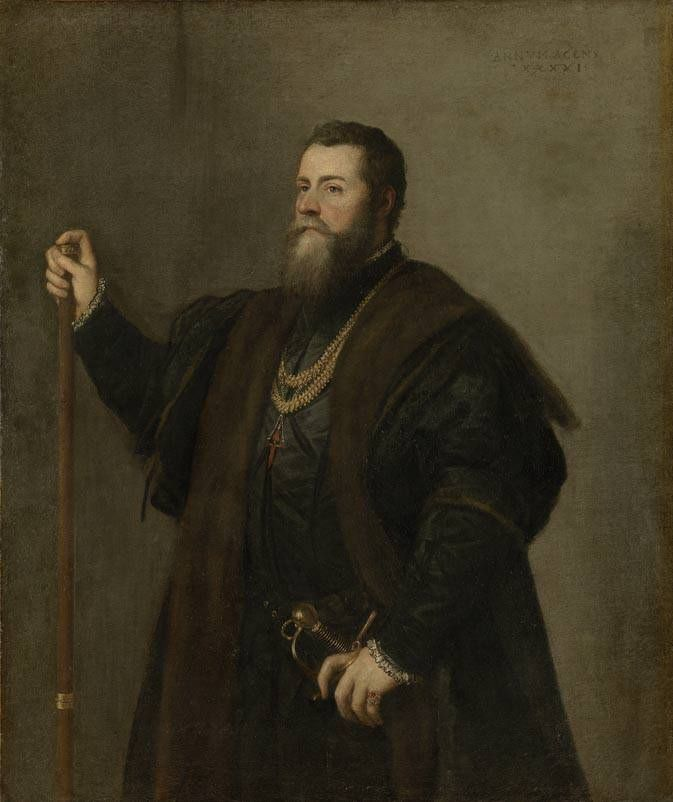
Don Pedro de Toledo alkirály

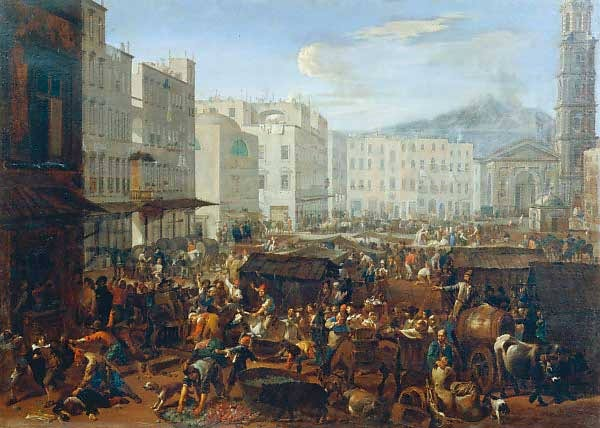
A Masaniello vezette felkelés 1648-ban

A Habsburgok nápolyi térfoglalása összefügg a spanyol trón birtoklásával kapcsolatos eseményekkel. Az első nápolyi Aragóniai király, Alfonz testvérének fia, Katolikus Ferdinánd házasságot kötve Kasztíliai Izabellával létrehozta az Aragónia és Kasztília perszonálunióját, mely később Spanyolország létrejöttéhez vezetett. Ferdinánd leánya viszont nőül ment Habsburg Miksa császár fiához, Szép Fülöphöz. Ezzel a házassággal a Habsburgok ölébe hullott Spanyolország. Fülöp halála után két fia: Károly és Ferdinánd osztozott a Habsburg birtokokon, leánya, Mária pedig nőül ment a magyar királyhoz, II. Lajoshoz. Az aragóniai vonalon követelték a Habsburgok Nápolyt, és I. Károly spanyol király, V. Károly néven német-római császár hadai Nápoly megszerzése végett elözönlötték egész Dél-Itáliát. Az új uralkodó ugyan csak egyszer (1535-ben) kereste fel Nápolyt, s a továbbiakban a Habsburgok alkirályokkal kormányoztatták nápolyi birtokaikat. Az alkirályok idején kezdődött Nápoly spanyollá formálódása, ami nemcsak a város képén, hanem a nép gondolkodásában és szokásaiban ma is érezhető. Az alkirályok uralkodása idején Nápoly lakossága 100 000-ről 300 000-re nőtt, ezzel Párizs után a második legnagyobb európai nagyváros lett.
Az első nápolyi Habsburg-király, V. Károly császár nevéhez fűződik Nápoly első, mai értelemben vett városrendezése. Alkirálya, Don Pedro Alvarez de Toledo, aki ugyan súlyos adóterheket vetett ki és támogatta az inkvizíciót, de javított a lakosság életkörülményein, a városfalakat kijjebb tolta a Mergellina felé, új főútvonalat nyitott a városban, amit róla neveztek Via Toledónak. Az út tengerpart felé eső végén Domenico Fontana, a nagy római építész tervei szerint építették fel a királyi palotát. A főút másik végén új egyetemi épületet építettek (a mai Museo Archeologicót), amelyben a spanyol (salamancai) mintára átszervezett egyetem fakultásai működtek. 1560-ban Nápoly a Spanyol Királyság legnagyobb és legjobban megerősített városa volt. A 16. és 17. századok során Nápolyban számos híres művész és tudós megfordult, közülük a leghíresebbek Caravaggio, Salvator Rosa, Giordano Bruno, Bernini, Bernardino Telesio, Gian Battista Campanella és sokan mások. Ezáltal Nápoly Európa egyik legfontosabb fővárosa lett.
Don Pedro Afan de Riviera, Alcalà hercegének uralkodása alatt a várost a túlnépesedés, az állandó éhínségek és járványok jellemezték. A helyzetet a sorozatos földrengések is rontották. Az alkirály nem próbálta enyhíteni az lakosság életkörülményeit, inkább vallási túlbuzgóságból bevezette az inkvizíciót. Emiatt a város lakossága fellázadt és elűzte őt. A felkelés leverése után, az alkirály figyelmét az útonállók és a török kalózok megsemmisítésére fordította, ugyanis ekkor az útonállók már hadsereget is felállítottak, amely súlyos veszteséget okozott a spanyolok körében. Utódja, Antonio di Granvelle Perrenot folytatta a törökök elleni harcot és csatlakozott a közös spanyol-velencei flottához, amely 1571-ben Lepantónál súlyos vereséget mért a török hajóhadra.
A 17. század első felében a város társadalmi-gazdasági helyzete folyamatosan romlott. A spanyol uralom abszolutisztikus volt. Az alkirályok engedélyeztek ugyan egy „parlamentet”, amelynek tagjai a város polgárai közül kerültek ki, ezeknek joga azonban abban merült ki, hogy évente megszavazzák a királynak járó „ajándékot”, amelynek összegét fejadó formájában hajtották be a nápolyi lakosokon. Később még ezt a parlamentet is feloszlatták és öt „seggi”-re (az előkelők képviselőire), valamint a „piazza”-ra (a köznép képviselőre) bízták a város önkormányzatát, az adók behajtását. A túlnépesedett városban 1647-ben robbant ki a Masaniello vezette híres felkelés az idegen (spanyol) uralom ellen. Ekkor kiáltották ki az Első Nápolyi Köztársaságot. Franciaország segítségét kérték, viszont a spanyolok kétszer is megakadályozták a franciák partraszállását és a következő évben leverték a felkelést. 1656-ban súlyos pestisjárvány söpört végig a városon, mely során a lakosság több mint fele elpusztult.

### Az osztrák alkirályok korszaka
Miután II. Károly spanyol király örökös nélkül halt meg, a Nápolyi Királyság utódlását illetően is hatalmi harcok törtek ki. A spanyol uralomból kiábrándult nápolyi nemesség Habsburg Károlyt támogatta a Bourbon Fülöp elleni harcban. Ezen felbátorodva, az osztrák Habsburgok Itáliát választották harctérül a koronáért, sőt még a pápa támogatását is elérték. Nápoly 1706-ban hivatalosan az osztrák Habsburg-ház birtoka lett. A Nápolyi Királyságot 1734-ig az osztrák császár által kinevezett alkirályok kormányozták. Az osztrák alkirályok átszervezték az adórendszert, ami a város gyors fejlődéséhez vezetett a spanyol uralom alatti stagnálás után. Ugyancsak az osztrák alkirályok vezették be iureconsultus intézményét, egy jogi tanácsadói testületet, amely nem csak a királyi udvart, hanem a városi lakosságot is kiszolgálta. Megépültek az első utak a Vezúv irányába és a város ekkor kezdett ez irányba is terjeszkedni. A művészetek terén is egyik virágkorát élte. Ekkor élt és alkotott a városban Francesco Solimena, Luca Giordano, Alessandro Scarlatti, Giovanni Battista Pergolesi és Giovambattista Vico.

### A Bourbon-ház uralkodása

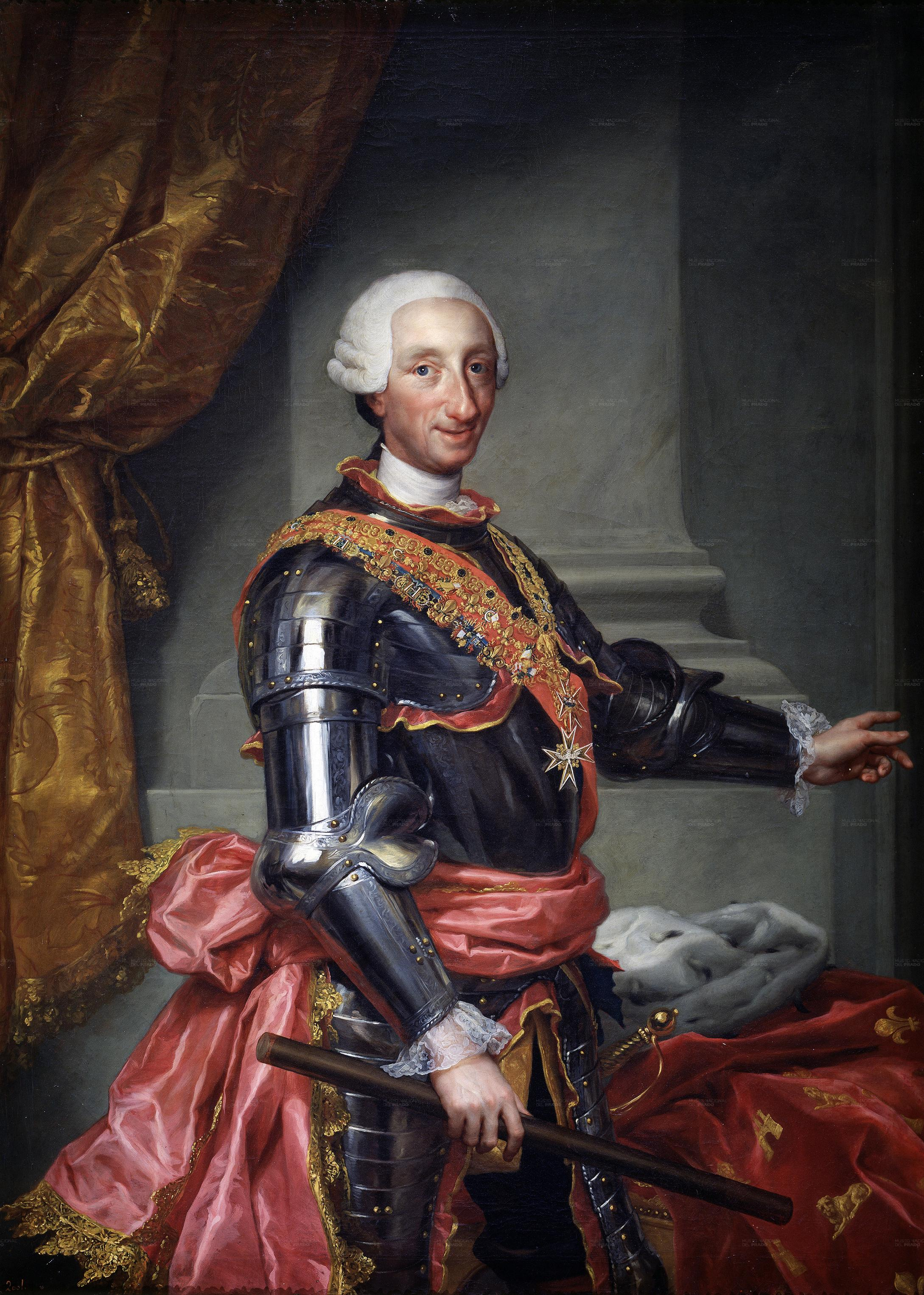
III. Károly

1734-ben III. Károly spanyol király elfoglalta Nápolyt és VII. Károly néven nápolyi királlyá koronáztatta magát. Trónrakerülésével kezdődött a Bourbon-ház uralkodása Dél-Itáliában. A Nápolyi Királyság ekkor vált ismét függetlenné 200 év spanyol és osztrák uralom után.
A nápolyi Bourbonok csaknem százötven esztendős uralma a felvilágosult abszolutizmus és a nagy európai forradalmak jegyében telt el. A város nagyot fejlődött: többen laktak ekkor Nápolyban, mint a korabeli Berlinben vagy Bécsben. A város lakossága ekkor megközelítőleg 300 000 nápolyi és 100 000 idegen volt. Ekkor töltötték fel és építették be a Posillipo és a Pizzofalcone közti partszakaszt, ekkor épült fel a tengerparti palota negyed a Chiai, valamint a Santa Lucia halásznegyed a Castel dell’Ovo körül. Az ideköltözött király kibővítette a királyi palotát, megépíttette mellette a San Carlo színházat, a falakon kívül a capodimontei királyi palotát, a jelenlegi múzeum épületét, Porticiban pedig a királyi nyaralót. A városrendezés nagy ütemben zajlott. Meghosszabbították a Via Toledót, amelynek végében Luigi Vanvitelli megtervezte a Foro Borbonicót, a mai Piazza Dante épületsorát. Ebben az időszakban épült meg a város legnagyobb épülete, az Albergo dei Poveri, a szegények szállója. Károly, 25 év uralkodás után, a spanyol trón elfoglalása érdekében lemondott a nápolyi trónról. A történelem a 18. század egyik felvilágosult uralkodójaként tartja számon. Sikerült rendbe hoznia a királyság pénzügyeit, jó viszonyt ápolt az egyházzal. Károly elsősorban a megjelenőfélben levő középosztály fejlődését támogatta.
1759-ben, miután Károlyt spanyol királlyá koronázták hazautazott, utódjának pedig fiát Ferdinándot nevezte ki, aki 1825-ig uralkodott. Uralkodása rendkívül dinamikus időszakra esett: ekkor zajlott az ipari forradalom, valamint ekkor robbant ki a francia forradalom is. 1759-ben Ferdinánd Parmából átszállíttatta a Farnese-örökséget, a legnagyobb itáliai gyűjtemények egyikét, amelyben igen sok antik szobor volt. Ez irányította az udvar figyelmét a Vezúv kitörései által eltemetett városokra (Pompeji, Herculaneum). Az uralkodó megalapította a tudományos akadémiát és a katonai nevelőintézetet. A San Pietro a Maiella-templom körüli épületekben központosították a felvirágzó zenei életet, létrehozták a ma is működő zenei konzervatóriumot. Királyi alapítású bankok keletkeztek.
Mivel trónrakerülésekor csak 8 éves volt, helyette régensként külügyminisztere Bernardo Tanucci gyakorolta a hatalmat, aki a későbbiekben is erős kézzel kormányozta a királyságot a Károly által elkezdett politikának megfelelően. 1768-ban Ferdinánd király feleségül vette Mária Karolina főhercegnőt, II. József német-római császár húgát, Mária Antónia francia királyné nővérét. Az intelligens és nagyratörő Mária Karolina királyné első feladata a nápolyi udvar átalakítása a bécsihez, meg párizsihoz hasonlatossá. A királyné unszolására Ferdinánd leváltotta Tanuccit, helyébe John Acton egykori angol admirálist nevezte ki. Acton újjászervezte a nápolyi flottát és megnyitotta a Királyi Katonai Akadémiát.
Ferdinánd hosszú uralkodását a város és vidék jelentős fejlődése és sokféle politikai változás kísérte. A francia polgári forradalom és az utána következő francia és európai események váltották ki ezeket. 1789-ben, a francia forradalom kitörésekor Acton és a királyné megpróbálták távol tartani Nápolytól a forradalom szellemét, habár a város lakosságának nagy részét kitevő lazzarikat nem érdekelték az új reform-eszmék, és lojálisak maradtak királyuk iránt. A forradalmi eszméken inkább az értelmiségi rétegek vitatkoztak. 1793-ban XVI. Lajos francia király lefejezése után a Nápolyi Királyság is csatlakozott az osztrák-spanyol-angol koalícióhoz Franciaország ellen. 1798-ban a franciák Napóleon vezetésével meghódították a pápai államot, a nápolyiak felmentő sereget küldtek, de próbálkozásuk kudarcba fulladt. A francia előretörés elől menekülve a király és királynő Palermóba vonult vissza. A franciák elfoglalták a nápolyi királyság területét és a várost. A szabadság jelszavával érkező idegeneket a város liberális körei lelkesen fogadták, és kikiáltották a rövid életű Parthenopéi Köztársaságot. A király hívei Szicíliából visszatérve, az angol Nelson admirális segítségével visszafoglalták a várost és kivégezték a köztársaságpárti vezetőket.

### Francia uralom

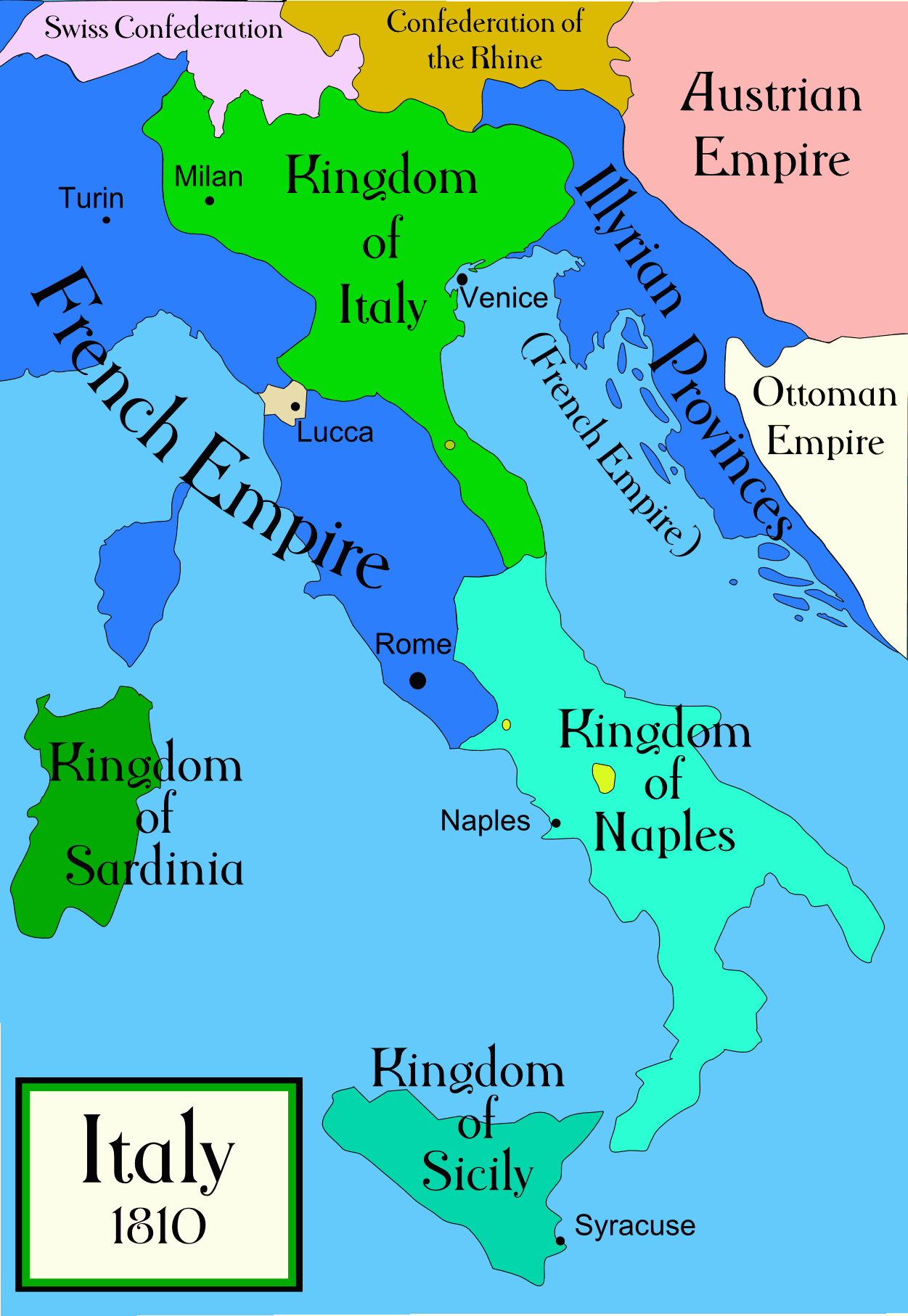
Dél-Olaszország 1810-ben

A 19. század első évtizedeiben Napóleon hadai végigsöpörtek egész Európán, megváltoztatva az addig létező feudális rendszert, királyságokat számolva fel, valamint új államokat alapítva. Napóleon sikeresen elfoglalta a királyságot és a trónra testvérét Bonaparte Józsefet ültette. Miután 1808-ban sikerült Spanyolországot is leigáznia, testvéréből spanyol királyt csinált, és a megüresedett nápolyi trónra sógorát, Joachim Murat tábornagyot ültette. A királyi család ismét Palermóba menekült.
Murat 1815-ig uralkodott Nápolyban. Uralkodásának idején honosították meg Dél-Olaszországban a Code Napoleont, amely megszüntette az egyház és a bárók privilégiumait, újraszervezte a helyi törvénykezést, iskolákat létesített. A francia forradalom eszméinek meghonosítása az Appennini-félszigeten meghatározó szerepet játszott a későbbiekben egységes Olaszország kialakulásában.
Napóleon veresége következtében Murat hatalma is meggyengült. 1814-ben az európai nagyhatalmak először megerősítették nápolyi királyként, de uralmára többen, elsősorban Nagy-Britannia gyanakodva tekintett, így helyzete egyre bizonytalanabbá vált. 1815-ben, mikor Napóleon száz napra visszatért a francia trónra, Murat támogatásáról biztosította sógorát. A tolentinói csatában az osztrák haderő leverte hadait, és helyreállították IV. Ferdinánd király uralmát a Nápolyi Királyságban. A waterlooi csata után Ferdinánd király elfogatta és kivégeztette Muratot.

### A Bourbon-restauráció

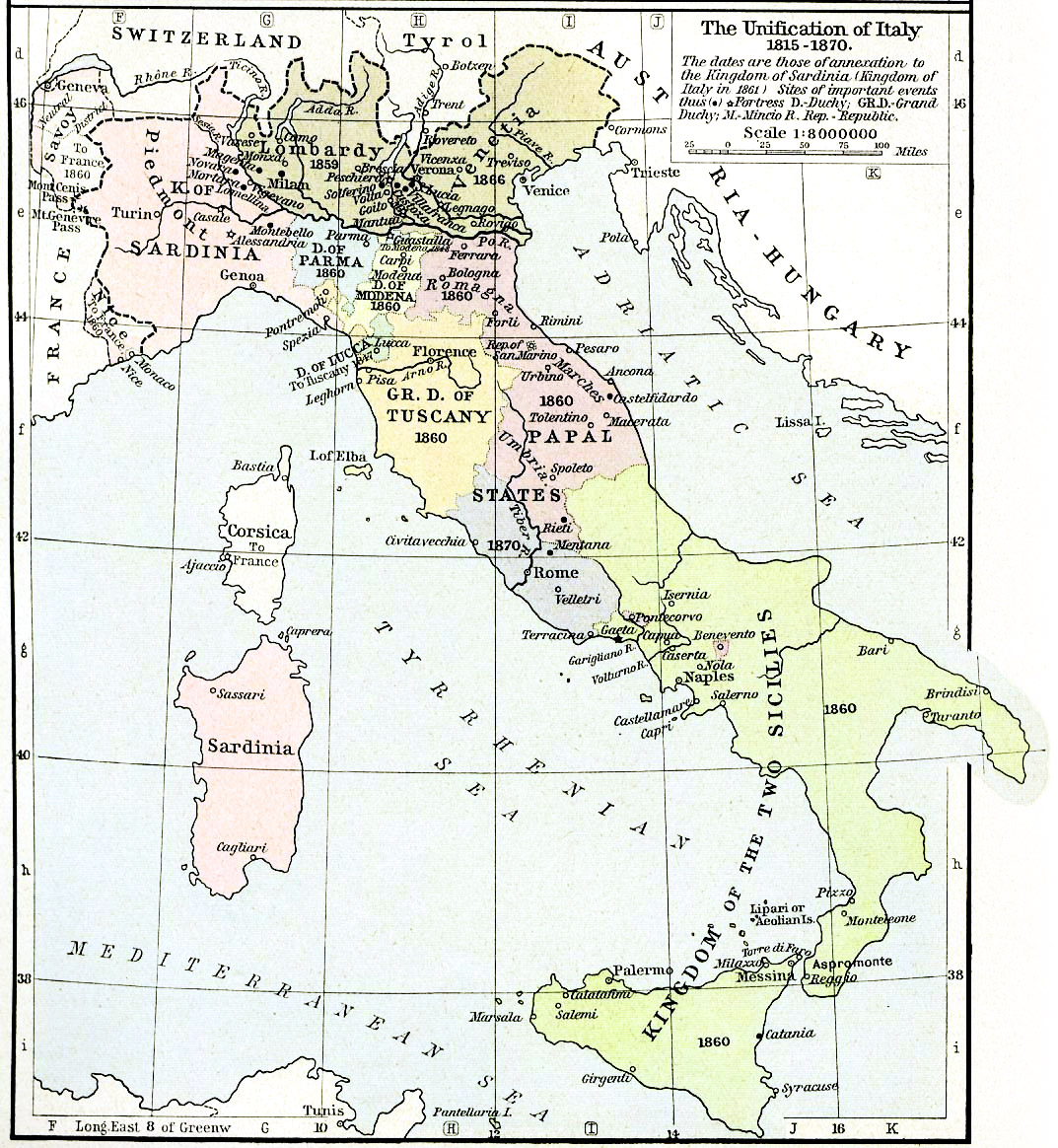
Olaszország 1815-1870 között

1816-ban a király hivatalosan is egyesítette a Nápolyi Királyságot a Szicíliai Királysággal (mindkettőnek ura volt), így megalakult az új államalakulat, a Két Szicília Királysága, amelynek I. Ferdinánd néven első uralkodója lett. Utódai már a Két Szicília Királya címen léptek trónra.
I. Ferdinánd király uralkodását három fő tényező határozta meg: először is meghalt keménykezű felesége, Mária Karolina, így saját kezébe kellett vennie az államigazgatás ügyeit; másodsorban a gyorsan növekvő középréteg választott országgyűlést és alkotmányt akart; harmadsorban pedig egyre erősödött az olasz nemzeti érzés. A tízéves francia uralom nem tudta teljesen megszüntetni a feudális rendszert, de nagy lépéssel vitte előbbre a város építészeti fejlődését. Meghosszabbították a Via Toledót, megépítették a Capodimonte előtti viaduktot. Sok intézmény született: a botanikus kert, a csillagvizsgáló, a nőnevelő intézet. Kibővítették a zenei konzervatóriumot, ahol a nagy olasz zeneszerző, Vincenzo Bellini tanult. Az egyetemen bevezettek néhány modern tárgyat, az orvostudományi fakultáson a természettudományi tárgyakat.
A francia uralom utáni Bourbon-restaurációt követően 1820-ban forradalom tört ki a királyságban. Ferdinánd kénytelen volt alkotmányt adni, de a következő évben az osztrákok segítségével helyreállította abszolutisztikus uralmát. 1825-ben halt meg, uralkodása az egyik leghosszabbnak számít Európa-szerte. Utódja, I. Ferenc 1830-ig uralkodott, őt unokája, II. Ferdinánd követte a trónon.
A királyság fennállásának utolsó harminc évében sohasem látott tudományos fejlődésen ment keresztül. Megépült az első vasút Nápoly és Portici között, 1839-ben a város utcáit gázlámpákkal világították. Elindultak az első nápolyi gőzhajók, hajóépítő műhelyek létesültek a tengerparton. A nápolyi kereskedelmi hajók bruttóregisztertonna tartalma 14 év alatt 8000 tonnáról 167 000 tonnára emelkedett. A vasfeldolgozás és fegyvergyártás helybeli és angol tőkével újraindult. Számos szövőgyárat, bőrkészítő műhelyet és kesztyűgyártó műhelyet alapítottak.
Az 1848-as forradalom Nápolyt is elérte, nagyapjához hasonlóan, II. Ferdinánd is kénytelen volt jóváhagyni az alkotmányt, amelyet a forradalom leverése után fel is függesztett. Ezt követően számos nápolyi liberálisan gondolkodó személyiség észak felé menekült, ahol az egyesült Olaszország eszméjéért harcoltak tovább. II. Ferdinánd 1859-ben halt meg, őt fia, II. Ferenc követte a trónon, aki 1860-ban engedve a liberális követeléseknek visszaállította az alkotmányt, de ennek ellenére is tovább mélyült a szakadék a királyi udvar és a intellektuális rétegek között.

### Egyesítés az Olasz Királysággal

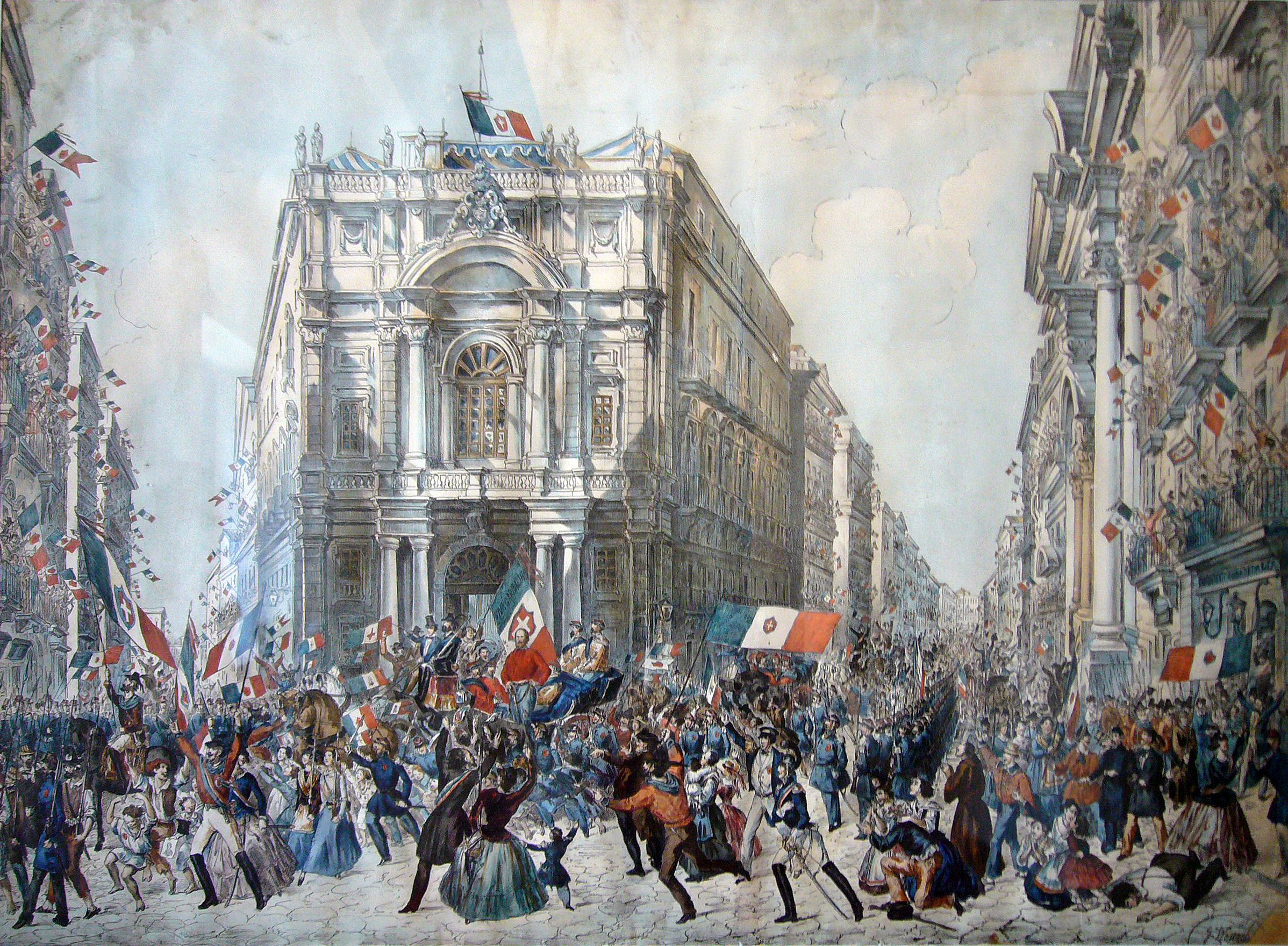
Garibaldi bevonulása Nápolyba

1860-ban Szicília elfoglalása után, Giuseppe Garibaldi 3500 katonájával átkelt a Messinai-szoroson a királyság területére. A vidéki parasztság soraiban, már Olaszország Atyja-ként emlegették, miután észak-olaszországi cselekedeteinek híre ide is elért. A Bourbon királyi hadsereg nagy része átállt Garibaldi oldalára, így az útja során alig ütközött ellenállásba. 1860. szeptember 7-én vasúton bevonult Nápolyba, ahol hősként ünnepelték. A nép 1860. szeptember 6-án már tüntetett a Bourbonok ellen: olasz nemzeti zászlókkal vonultak fel a Via Toledón, a kereskedők üzleteikben felcserélték a Bourbon-liliomot a Savoyai-kereszttel. Amikor Garibaldi bevonult a városba, a királyi katonák még laktanyáikban voltak és őreik katonai tiszteletadásban részesítették a bevonuló szabadsághőst. A bevonulás a nép elragadtatott lelkesedése közepette folyt le. A balkonokról virágot szórtak. Garibaldi, a diktátor a Piazza del Plebiscitón köszönte meg a fogadást.
A király és mintegy 20 000 főnyi, hozzá hű katonát számláló hadsereg észak felé, Gaeta felé vonult. Ezt a stratégiai visszavonulást II. Viktor Emánuel szárd–piemonti király érkezése zavarta meg észak felől. A volturnói ütközetben a királypárti csapatok alulmaradtak Garibaldi csapataival szemben. 1860. október 25-én Garibaldi már az egyesített Olasz Királyság uralkodójaként üdvözölte a szárd–piemonti királyt, és átadta neki hódításait: Szicíliát, az Appennini-félsziget déli részét, valamint a nápolyi flottát. A volturnói ütközet után II. Ferenc és hívei visszavonultak Gaetába, ahol egy végső ellenállással próbálkoztak. 1861-ben feladták a várost is, a királyi család Rómába menekült a pápa vendégeként. A Bourbonok felett aratott teljes győzelem után a Piazza del Plebiscitón Garibaldi javaslatára a nép megszavazta az egységes Olaszországhoz való csatlakozását. Miután 1870-ben az olasz királyi csapatok elfoglalták a pápai államot is, a Bourbonok Párizsba költöztek. II. Ferenc király 1894-ben halt meg.

### Nápoly, az egyesült Olaszország városa

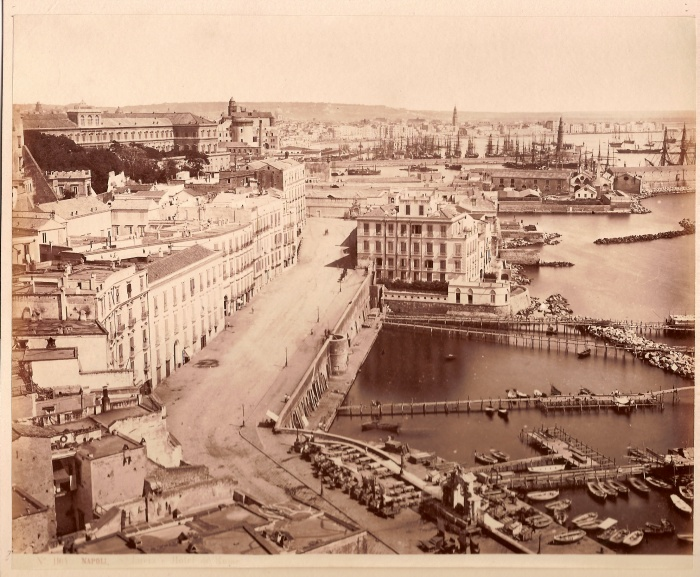
A királyi palota és tengerparti sétány 1865-ben

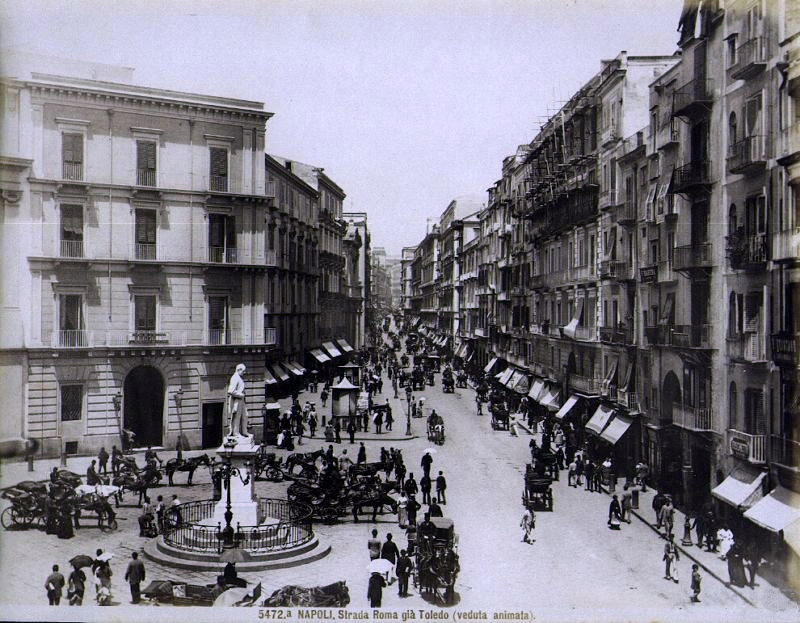
Nápoly a 19. század második felében

Nápoly és a környező területek Campania tartomány néven kapcsolódtak be az 1870-ben létrejött, az Alpoktól Szicíliáig terjedő egységes Itália életébe, amely a kapitalista fejlődés korában a többi európai országhoz képest talán még fokozottabb ütemben igyekezett behozni századok elmaradását. A félszigeten megszűntek a vámhatárok. Ez és az egységes olasz nemzeti piac kialakulása önmagában is nagyban segítette a fejlődést, mindez azonban nem volt elegendő ahhoz, hogy a hűbéri maradványok és a délen túltengő nagybirtok következtében is hátrányosabb helyzetben lévő déli tartományok, így Campania is sikerrel versenyezhessen a korábban is fejlett Északkal. Az egyesített Olaszország megalakulása után a kezdeti bizalom a római kormányzásban hamarosan megdőlt, hiszen az állam által pénzelt projektek kimagaslóan nagy arányban az északi tartományokat érintették, míg a déli tartományok, köztük Campania is, egyre inkább kimaradt a gazdasági fejlődésből. Míg az északi tartományok ipara az egyik legfejlettebb volt egész Európában, a déli tartományokban a szegénység sohasem látott mértékben megnőtt. Emiatt az olasz államok egyesítése inkább mélyítette a szakadékot a különböző régiók fejlettségi szintje között. Így Nápoly is tipikus dél-olaszországi nagyváros lett, amelyet a szegénységgel, bűnözéssel, feketegazdasággal és maffiahálózatokkal hoztak összefüggésbe. Ráadásul a várost 1884-ben katasztrofális kolerajárvány sújtotta.
Erre vezethető vissza, hogy már a századforduló idején törvényhozási úton igyekeztek elősegíteni az elmaradott tartományok fejlődését. Ennek hatásaként épül a vízerőmű a Volturnón, a városban vasútikocsi és mozdonygyárat építettek, bővítették Nápoly és környéke élelmiszeriparát, Bagnoliban acélgyárat létesítettek. A fejlődés bizonyítéka, hogy az 1860-ban 450 000 lakosú Nápoly az első világháború idején már 750 000 lelket számlált. Erre az időre esnek a nagy városrendezési munkálatok: a város forgalmasabb útvonalainak korszerűsítése, a Via del Dumo és a Corso Garibaldi kiszélesítése. Óriási bérkaszárnyákat építettek a tengerparton, kialakították a Parco Comunalét. A század elején az állomás terétől a város központjáig kiépül a „Rettifilo”, az egyenes vonal, a mai Corso Umberto épületeivel együtt. Kiépültek a Nápolyba vezető és onnan kiinduló vasutak, megépült a földalatti vasút. Az első világháború előtt Nápoly már világváros volt rengeteg munkanélkülivel, akiknek egy része kivándorolt a tengerentúlra. A kivándorlással egyidőben a város magához szívta a környék népfeleslegét, így a város súlyos demográfiai problémákkal szembesült.
A gazdasági környezet kedvezett a fasizmus begyökerezésének a városi politikába. 1922-ben Nápolyban rendezték az egyik legnagyobb fasiszta népgyűlést. A fasiszta rezsim idején és szellemében csak a város központját modernizálták, a Via Diazon márvány középületeket emeltek. A közlekedés meggyorsítása és a környék közelebbhozatala érdekében alagutakat építettek a Posillipo és a Pizzofalcone alatt. Mussolini hatalomra kerülése után Dél-Olaszország problémái ismét háttérbe szorultak, az olasz politika birodalmi ambíciói, később a második világháború kitörése miatt. Nápolyt a háborúban többször is bombázták, elsősorban kikötőjét. Mussolini félreállítása után, 1943. július 25-től a német Wehrmacht csapatai szállták meg. A Resistenza (olasz ellenállási mozgalom) és a szövetségesek 1943. október 1-jén szabadították fel a várost a megszállás alól.
A második világháború és a német megszállás pusztításai után hosszú ideig lebombázott állapotban maradt a város, elhanyagoltan a környéke. Az újjáépítés csak 1950-ben kezdődött, és jóval később – a Cassa per il Mezzogiorno anyagi eszközeivel – haladt gyorsabban a város és a kikötő újjáépítése, a műemlékek restaurálása, a múzeumok felfrissítése és a Capodimontei Múzeum megnyitása. A háború után rövid ideig tartó amerikai megszállás enyhe fellendülést hozott Nápoly gazdaságában, ugyanakkor az amerikai katonák dollárjai kellő alapot adtak a feketegazdaság virágzásához. Az 1946-os népszavazáson Nápoly lakossága, az ország többi részével ellentétben, a monarchia visszaállítása mellett szavazott. A népszavazást követően megalakult az Olasz Köztársaság, melynek elnöke a nápolyi Enrico de Nicola lett. Az Olasz Köztársaság megalakulása nem változtatott a lakosság életkörülményein, ennek következtében megindult egy második kivándorlási hullám is az 1970-es és 1980-as években, szintén Észak-Olaszország és az Amerikai Egyesült Államok felé, illetve Nyugat-Németország is kedvelt célponttá vált.
A római kormány a Cassa per il Mezzogiorno pénzügyi program keretén belül rengeteg pénzforrást átcsoportosított a déli tartományok fejlesztésére, azonban ezek nagyrészt a feketegazdaságba kerültek és az előirányzott projektek sosem valósulhattak meg. A nápolyi maffiaszerű bűnszervezet, a camorra befolyása nemcsak a gazdasági, hanem a politikai életre is rányomta a bélyegét. Ennek egyik személyisége Achile Lauro, a város 1950-es évekbeli polgármestere volt, aki az állami segélyeket saját pénzügyi birodalmának kialakításához használta fel. A lakosság bizalmát populista beszédeivel nyerte meg. Igazi változás 1992-ben kezdődött, amikor Antonio Bassolino baloldali politikust választották polgármesternek. A korrupciót és camorra befolyását sikerült csökkentenie, ugyanakkor elindította a városmegújítási projekteket, amelyek egy része még ma is folyamatban van. 1994-ben a G7 államok itt tartották éves gyűlésüket, 1995-ben a történelmi városközpontot az UNESCO világörökség részévé nyilvánították. 2001-ben Rosa Russo Jervolino került a polgármesteri székbe, aki az elődje által elindított politikát folytatta illetve folytatja.

## Népesség
A város vonzáskörzetében 3,1 millióan élnek, ezzel Nápoly második az olasz városi agglomerációk sorában. A tulajdonképpeni város lakossága 2009. január 1-jén 963 661 fő volt, ebből 457 738 férfi és 505 923 nő.
A lakosság kor szerinti megoszlása:
- 0–14 év között: 154 707 fő (ebből 78 656 férfi, 76 051 nő),
- 15–64 év között: 639 443 fő (ebből 311 833 férfi, 327 610 nő),
- 65 év felett: 169 511 fő (ebből 67 249 férfi, 102 262 nő).

A lakosság számának alakulása (1000 lakos):
Nápolyban a bevándorlókat extracomunitari néven emlegetik. Ezek nagy része ázsiai, afrikai illetve kelet-európai (ukrán, albán, román) származású. Az észak-olaszországi nagyvárosokkal ellentétben Nápolyban jóval kisebb a bevándorlók aránya, ami magyarázható a város gazdasági helyzetével is. A város lakosságának kb. 2,23%-a bevándorló (2007. december 1-jén). A legtöbben a következő országokból érkeztek:
| - Ukrajna – 4515 - Srí Lanka – 3469 - Kína – 1708 - Lengyelország – 1298 - Fülöp-szigetek – 978 | - Románia – 788 - Zöld-foki Köztársaság – 532 - Dominikai Köztársaság – 486 - Peru – 457 - Albánia – 410 | - Szerbia és Montenegró – 352 - Szenegál – 324 - Pakisztán – 319 - Tunézia – 310 - Bulgária – 281 |

Főleg az afrikai bevándorlók a Corso Umberto és a Piazza Garibaldi járdáin, kiteregetett kartondobozokon kínálják portékáikat (bőrtáskák, kendők, afrikai kézműves szuvenírek stb.), amolyan bolhapiaccá varázsolva az utcát és teret.

### Kivándorlás
A kivándorlásnak Dél-Olaszországban nagy jelentősége van. A 20. század első felében a várost sújtó társadalmi-gazdasági válság következtében több hullámban is elindultak a kivándorlók nemcsak Észak-Olaszország hanem az Amerikai Egyesült Államok felé is. Az olasz menekültek az amerikai nagyvárosokban tömbben telepedtek le, így alakultak ki a nagyvárosok Little Italy (Kis Olaszország) nevet viselő negyedei. A második kivándorlási hullám az 1970-es és 1980-as években zajlott, ekkor elsősorban Észak-Olaszország és a rohamosan fejlődő Nyugat-Európa (elsősorban Németország) voltak a célpontok. Kb. 800 000 lakos hagyta el ebben a periódusban a várost. Ezen kivándorlási hullámoknak tudható be, hogy ma szinte minden nápolyinak van külföldi rokonsága. A nápolyi kivándorlókról szól az 1925-ös Lacreme napulitane című örökzöld sláger is.

### A nápolyi nyelv
A nápolyi nyelvváltozat a vulgáris latinból alakult ki, hasonlóan az olasz, francia, spanyol, portugál stb. nyelvekhez. Két Szicília Királyságának Olaszországgal történő egyesítéséig a királyság hivatalos nyelve volt. Az egyesülés után, miután az újonnan megalakult Olaszország hivatalos nyelve a toszkán dialektuson alapuló köznyelv lett, a nápolyi nyelvet lefokozták dialektus szintjére. Az utolsó népszámlálási adatok szerint a város lakosságának 50%-a (mintegy 500 000 ember) a nápolyi nyelvet jelölte meg anyanyelvének. Jelenleg törvényhozási próbálkozások vannak az olasz parlamentben a nápolyi nyelv elismerésére regionális és kisebbségi nyelvként. Az UNESCO Nemzetközi Szabványügyi Szervezete ISO 639 szabványszám alatt már elismerte: hivatalos kódja NAP.

## Közigazgatás
A város főpolgármestere 2011. május 30-a óta Luigi de Magistris, az Italia dei Valori balközép irányultságú párt színeiben. Nápoly 31 negyedét 10 kerületre osztották, mindegyik külön polgármesterrel és tanáccsal rendelkezik. Ezek a következők.
| Térkép | Kerület | Lakosság            | Polgármester                                                     | Negyedek |
| ------ | ------- | ------------------- | ---------------------------------------------------------------- | -------- |
|        |         |                     |                                                                  |          |
| I      | 84 067  | Fabio Chiosi        | Chiaia, Posillipo és San Ferdinando                              |          |
| II     | 91 536  | Alberto Patruno     | Avvocata, Montecalvario, San Giuseppe, Porto, Mercato és Pendino |          |
| III    | 103 633 | Alfonso Principe    | Stella és San Carlo all’Arena                                    |          |
| IV     | 96 078  | David Lebro         | San Lorenzo, Vicaria és Poggioreale-Zona Industriale             |          |
| V      | 119 978 | Mario Coppeto       | Arenella és Vomero                                               |          |
| VI     | 84 067  | Anna Cozzino        | Barra, Ponticelli és San Giovanni a Teduccio                     |          |
| VII    | 91 460  | Giuseppe Esposito   | Miano, S.Pietro a Patierno és Secondigliano                      |          |
| VIII   | 92 616  | Carmine Malinconico | Chiaiano, Piscinola-Marianella és Scampia                        |          |
| IX     | 106 299 | Fabio Tirelli       | Pianura és Soccavo                                               |          |
| X      | 101 192 | Giuseppe Balzamo    | Bagnoli és Fuorigrotta                                           |          |

## Városkép

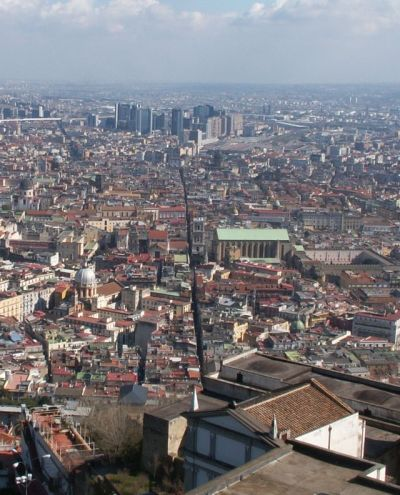
Nápoly történelmi belvárosának látképe, középen a Spaccanapolival

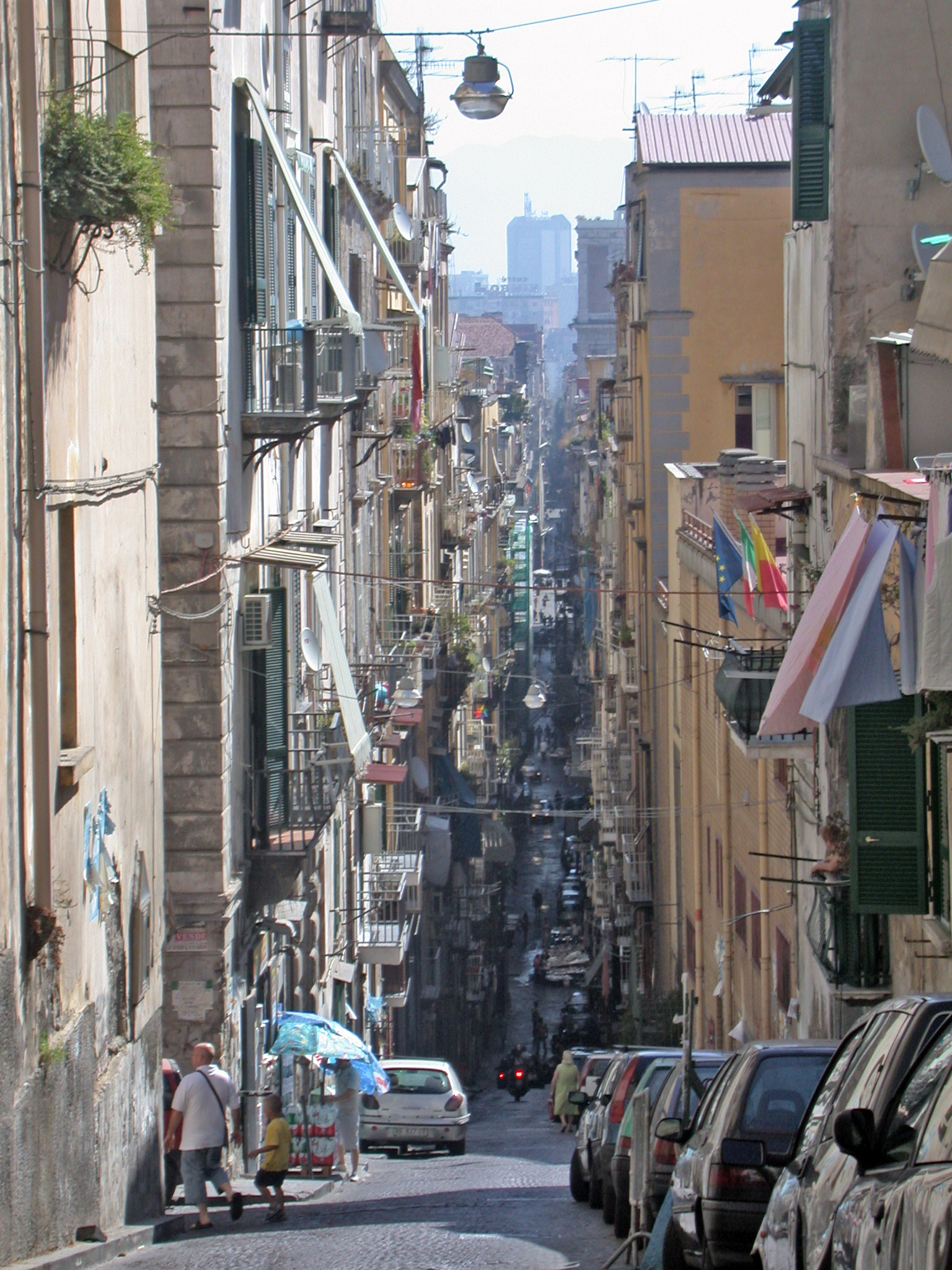
Tipikus nápolyi utcarészlet

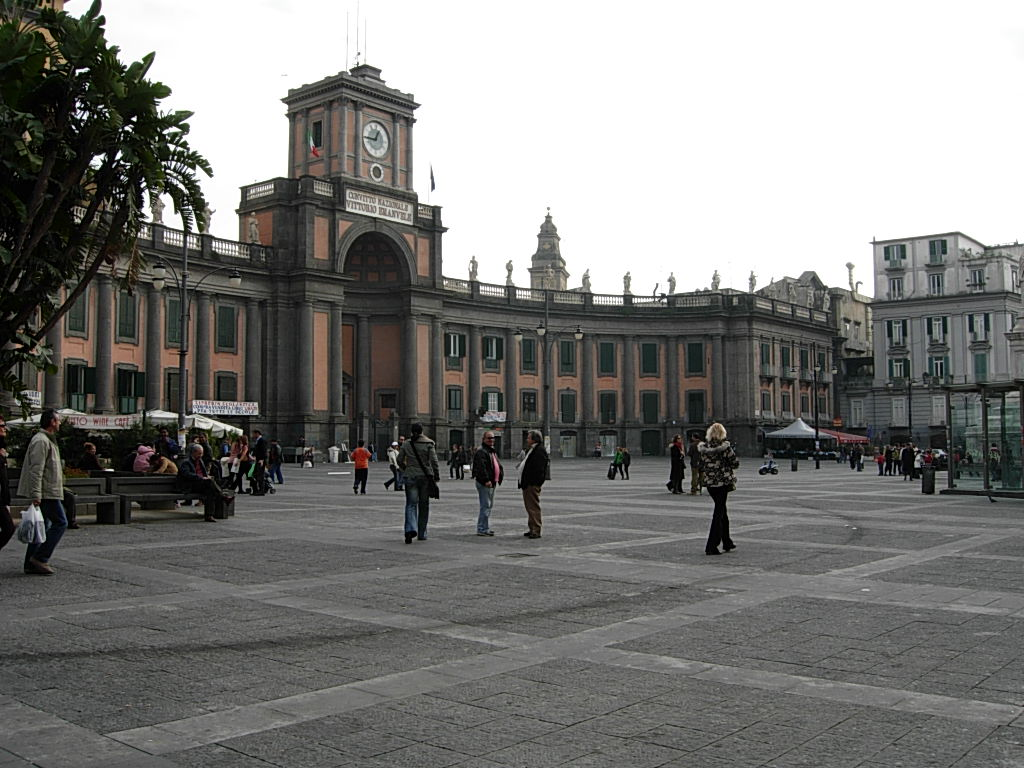
A Piazza Dante

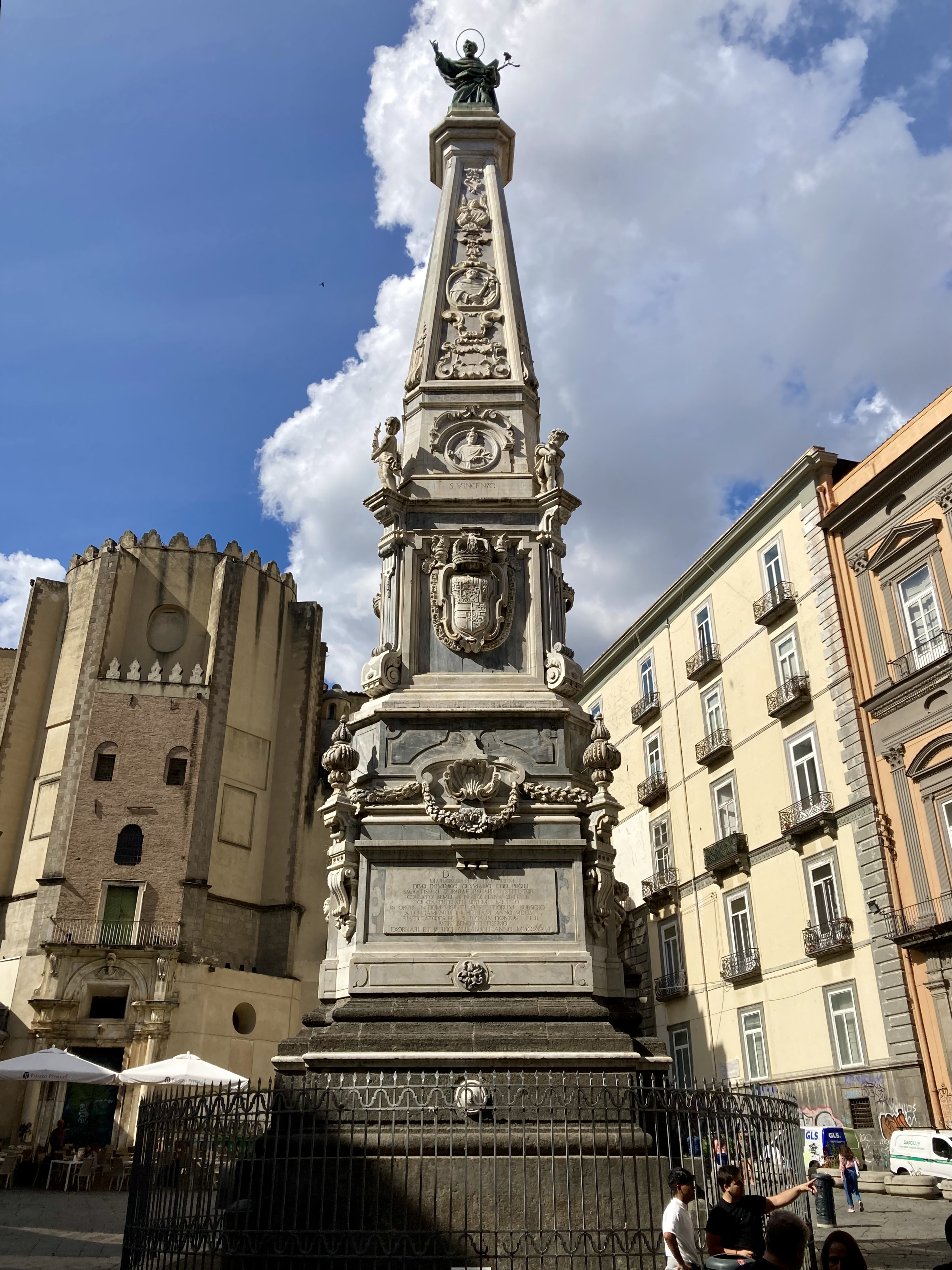
Szent Domonkos oszlopa

Az ókori Neápolisz, amelynek maradványai ma is láthatók a Vomero-dombtól délre, a Nápolyi-öböl partján alakult ki. Az első lakosai, az alapító görögök négyzethálós utcaszerkezetet alakítottak ki, amely ma is visszatükröződik az utcák elrendezésében. A történelmi városközpont határai délen a tengerpart, nyugaton a Via Monteoliveto – Via Toledo – Piazza Dante – Via E. Pessina, északon a Piazza Cavour – Via Foria, keleten pedig a Via Carbonara – Piazza Garibaldi – Corso Garibali tengely. Három fő, kelet-nyugat irányú út szeli át (az ókorban decumanusnak nevezték a főutcákat), amelyeket a köznép ókori nevükön említ mind a mai napig. Ezek a következők:
- Decumano Superiore – a legészakibb decumanus. Megnevezését illetően ma három részre van osztva: Via Sapienza, Via Anticaglia és Via Santi Apostoli. A Vico Purgatorio és a Via San Paolo utcák kereszteződésénél ellipszis alakú boltívek láthatók, amelyek az egykori római kori amfiteátrum maradványai. Számos középkori, reneszánsz, barokk és rokokó palota illetve templom található az utca mentén: Santa Maria Regina Coeli, Santi Apostoli, Santa Maria Donna Regina Nuova stb.
- Decumano Maggiore – mai megnevezése Via Tribunali. A Piazza Belliniről indul, déli végét a Castel Capuano zárja. Számos középkori, reneszánsz, barokk és rokokó palota illetve templom található az utca mentén: San Paolo Maggiore, San Lorenzo Maggiore, Santa Maria delle Anime del Purgatorio ad Arco stb. Az utcát a Miraglia, San Gaetano és Sisto Riario Sforza terek szakítják meg.
- Decumano Inferiore – a leghosszabb decumanus. Megnevezését illetően ma három részre van osztva: Via Maddaloni, Via Croce Benedetto és Via San Biagio dei Librai. Ismertebb nevén Spaccanapoli, azaz Nápoly választó, miután gyakorlatilag kettészeli Nápoly óvárosát. Az évszázadok során a Spaccanapoli a város főutcája volt. Számos középkori, reneszánsz, barokk és rokokó palota illetve templom található az utca mentén (San Francesco delle Monache, Santa Marta, Palazzo Filomarino stb.). Az utcát a Gesù Nuovo és San Domenico Maggiore terek szakítják meg.

A főutcákra merőlegesen alakultak ki az ókorban a mellékutcák, azaz a cardók. Ezek közül napjainkban a legjelentősebb a Via San Gregorio Armeno, amelynek a mentén bethlemes figurákat készítő és értékesítő műhelyek állnak. Egy mellékutca átalakításával alakult ki a decumanusokra merőleges Via Duomo, amely az egyetlen jelentős és személyforgalmat is lebonyolítani képes észak–déli irányú út a városban. Nevét az utcában álló dómról kapta. A történelmi városközpont szűk utcáinak egy része egyirányú és csakis a célforgalom használhatja. Járdák nincsenek, emiatt a gyalogosok a gyorsan közlekedő motorbiciklisekkel és az autósokkal osztoznak az utcákon. A történelmi belváros déli részét átlósan átszeli a Corso Umberto, vagy ahogyan a helyiek nevezik, a Rettifilio (átlós út), amelyet számos középkori épület lebontásával alakítottak ki a 20. század első felében. Az út mentén pompás paloták és közintézmények sorakoznak. A történelmi városközpontban nincsenek parkok és nagy kiterjedésű terek, kivéve a Santa Chiara templom kolostorának udvarát.
A város mindenekelőtt nyugati és északi irányban terjeszkedett. Nyugati irányban a Vomero-domb és a tengerpart közötti részen épült ki. Itt épült fel a királyi palota valamint az operaház is. A város központjának számító Piazza del Plebiscito a 19. század elején Joachim Murat nápolyi király megbízásából épült Napóleon dicsőítésére. Miután a császár hatalmát megdöntötték a Boubonok kerültek vissza a nápolyi trónra, de I. Ferdinánd király folytatta a téren elkezdett építkezést és felépült a kolonádokkal körbefogott San Francesco di Paola. A tér keleti végét a királyi palota tömbje zárja le. Északon csatlakozik hozzá a kicsiny Piazza Trieste e Trento, amelyet a város egyik leghangulatosabb terének tartanak. A szökőkúttal díszített teret korábban Piazza San Ferdinando név alatt ismerték az itt található templom után. Innen indul északi irányba a Via Toledo, a spanyol alkirályok idején kiépült főutca, amely tulajdonképpen elválasztja az óvárost a Don Pedro de Toledo alkirály által alapított úgynevezett spanyol negyedtől (Quartieri Spagnioli). A negyed nevét az Aragóniai-ház uralkodásával az ide telepedett spanyolok után kapta. A spanyol negyedtől északabbra a Montesanto negyed található, amely napjainkban is a camorra egyik fő bázisának számít. Tőle északra szintén egy kevésbé jó hírű negyed, a Sanità található, amely napjainkban szintén a camorra egyik felségterülete. A Piazza Trieste e Trentóról kiinduló másik főutca a keletnek tartó Via San Carlo, amely nevét a hírneves operaházról kapta. Az operaházzal szemben áll a milánói mintájára felépült passzázs, a Galleria Umberto I. A Via San Carlo a Piazza Municipióba torkollik. A kiterjedt teret a Castel Nuovo tömege uralja. A tértől északkeletre kezdődik a történelmi belváros, délkeletre pedig a tengerpartot szinte teljesen elfoglaló kikötő (Molo Angioino). A Piazza Municipio Nápoly kereskedelmi és adminisztratív központja. Az enyhén lejtős teret az 1994-es G7 országok találkozója alkalmával újították fel. Közepén II. Viktor Emánuel 19. századi lovasszobra áll (Tommaso Solari és Alfonso Balsico műve). A teret körülvevő épületek közül a legfontosabbak a San Giacomo degli Spagnoli templom, a Palazzo del Municipio valamint a Teatro Mercadante színház.
A Via Toledo a történelmi belváros nyugati oldalát határolja. Az út egyik kiszélesedése a Dante Alighieriről elnevezett tér (Piazza Dante). A teret a költő, 19. században Tito Angelini által készített szobra uralja. Régen Largo del Mercatello (Piactér) néven ismerték. 1765-ben Foro Carolina névre keresztelték a nápolyi király feleségének tiszteletére. A teret Luigi Vanvitelli alakította át. A nevéhez fűződik a félköríves elhelyezkedésű oszlopok és szobrok kialakítása.
A történelmi óváros északnyugati sarkában találkozik a Via Toledo folytatása, a Via E. Pessina, valamint a kelet-nyugat irányú Via Foria. A Via Foria e nyugati része kiszélesedik. Közvetlenül a két utca sarkán áll a Nemzeti Múzeum épülete, vele átellenben pedig a város második híres passzázsa, a Galleria Principe di Napoli. A múzeumtól keletre a Via Foria még inkább kiszélesedik. Ez a tér Cavour nevét viseli (Piazza Cavour). Korábban Largo delle Pigne néven volt ismert. Virágágyások díszítik melyek közepén Mazzinni, Imbriani és Semmola mellszobrai láthatók. Az egykori San Gennaro kapu zárja a teret. 1450-ben építették át, amikor a városfalakat áthelyezték. A teret egy szökőkút díszíti. A Via Foriától északra, a Capodimonte-dombra felkúszó negyed a Vergini nevet viseli.
A történelmi városközpontot délről a Via Carbonara határolja valamint a nagy kiterjedésű Piazza Garibaldi, ahol a pályaudvar is található. Ettől délre alakultak ki a város legújabb negyedei, többek között a Centro Direzionale üzleti negyed valamint a ipari negyed.
A város egykori határát képező Vomero-dombot egy erőd, valamint egy kamalduli remetelak határolta. Napjainkban a dombon kialakult negyedben a város tehetősebb társadalmi rétege el. Ennek központja a Luigi Vanvitelliről elnevezett tér. A domb és a város között siklóvasutak biztosítják az összeköttetést. A Piazza Trieste el Trento közelében indul a Via Chiaia, amely felkapaszkodik a dombra. Ez Nápoly legelőkelőbb bevásárlóutcája. A Via Chiaiatól délre, a Vomero-domb déli csücskében húzódik a Pizzofalcone negyed. Az ókorban itt állt Nápoly egyik elődje, Paleopolisz. A Vomero-domb, a tőle nyugatra fekvő Posillipói-domb valamint a tengerpart közé ékelődnek a Chiaia és Mergellina negyedek. Az előbbi alapításakor tipikus üdülőtelepülés volt, míg az utóbbi egy kis halászfalu. A Posillipói-domb alatt alagutak biztosítják az összeköttetést Nápoly peremkerületeivel. A chiaiai tengerpart mentén húzódik a város legnagyobb zöldterülete a Villa Comunale, valamint a tengerparttal párhuzamosa futó Via Partenope mentén állnak a város legelőkelőbb szállodái.
Nápoly elsősorban a 19. század második felében és a 20. század első felében terjeszkedett rohamosan. Ekkor épültek ki a történelmi várost körülölelő tömbháznegyedek valamint ipari területek, többek között az acélművek Bagnoliban.

## Látnivalók

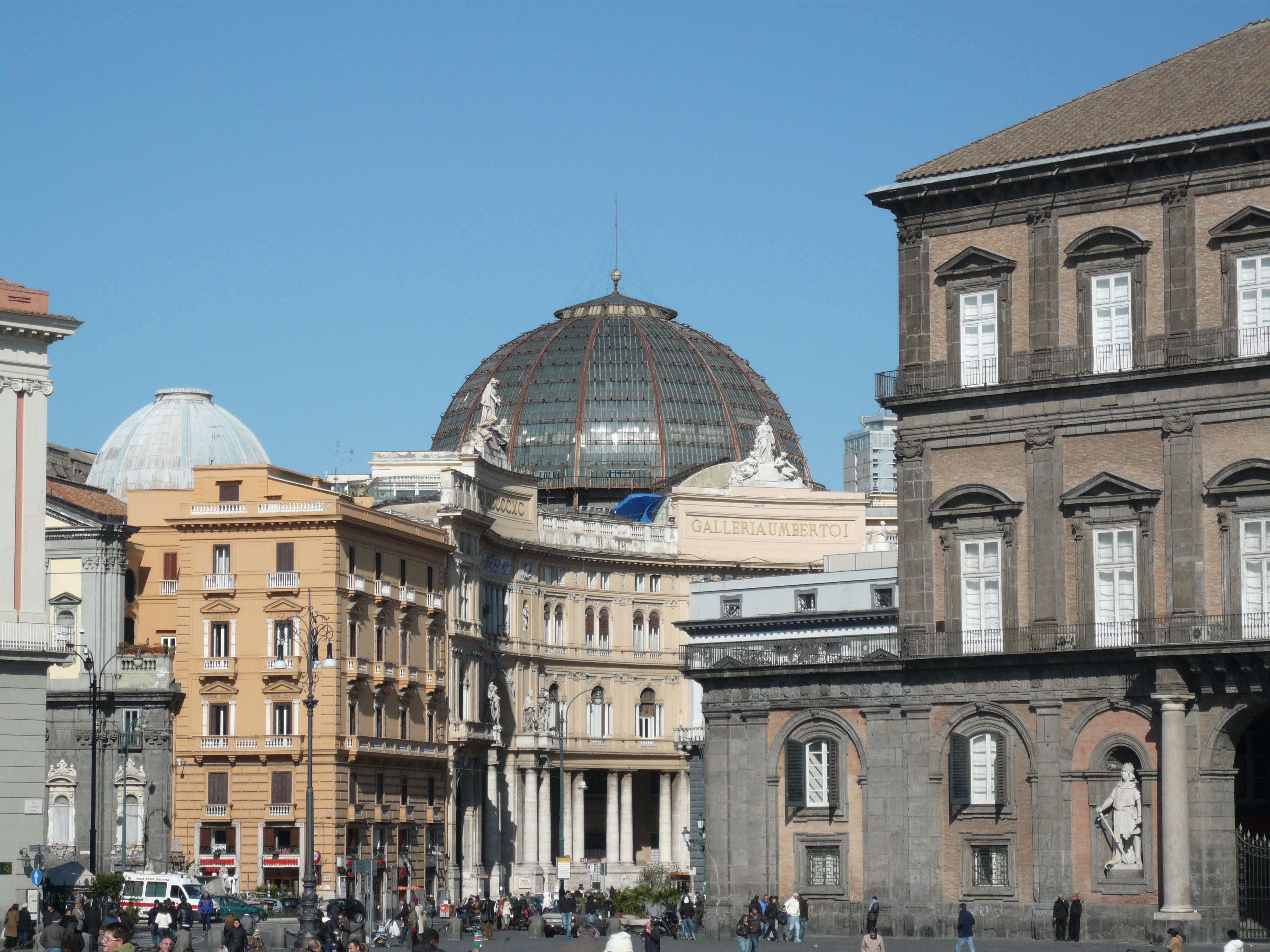
A Piazza Trieste e Trento: jobbra a királyi palota, középen a Galleria Umberto

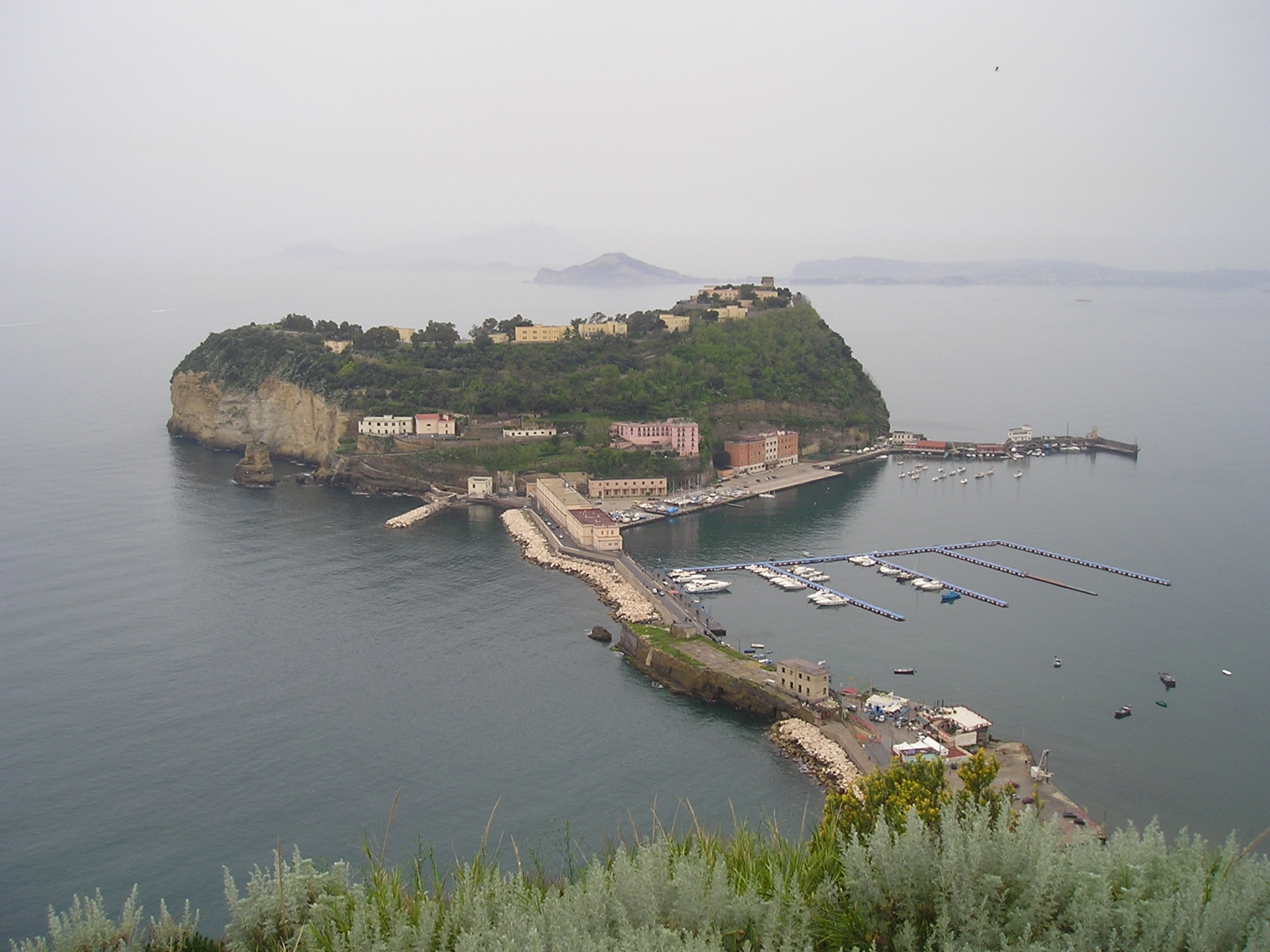
Nisida látképe

### Nápoly történelmi központja
Nápoly történelmi központja Európa egyik legnagyobb történelmi városközpontja és egyben Olaszország legsűrűbben lakott pontja, 1995 óta az UNESCO világörökség része. Az óváros a mai napig megőrizte régi szerkezetét. A küméi telepesek idejéből származó utcahálózat egy része máig fennmaradt. A város arculatának alakulása végigkövethető az Anjou- és Aragóniai-kori építkezéseken, a Bourbon-ház újításain át, a modern városmegújító mozgalmakig.

### Földalatti Nápoly
Napoli Sotteranea, azaz Föld alatti Nápoly a neve a város alatt húzódó barlangrendszernek, melyet egykori vízvezetékek, katakombák, alagutak együttese alkot. Kialakulását elsősorban a vidék geológiájának köszönheti, ugyanis a Vezúv és a Campi Flegrei vulkánjainak hamuja által létrehozott tufarétegekre települt, amely könnyen bányászható, de ugyanakkor ellenálló kőzet, így ideális építőanyag. A barlangrendszert kutatók magukat városi szpeleógusoknak nevezik. A barlangrendszer egy része látogatható.

### Nisida
Nisida egy sziget a Posillipoi-foktól északra, a Pozzuoli-öbölben. Közigazgatásilag még a városhoz tartozik. Római időkben villákat építettek itt, a Bourbonok uralkodása alatt börtönszigetként működött, ma egy jachtkikötőnek illetve NATO bázisnak ad otthont.

### Vezúvi villák
A vezúvi villák a 18. század során, a Bourbonok uralkodása idején épültek a város délkeleti részén, a vulkán lejtőin, az új nápolyi arisztokrácia számára. A villák sora Ercolanoig (egykori Herculaneum) nyúlig. A 121 villából számosat helyreállítottak és megnyitottak a nagyközönség számára.

## Kultúra

### Művészetek

#### Ókori emlékek

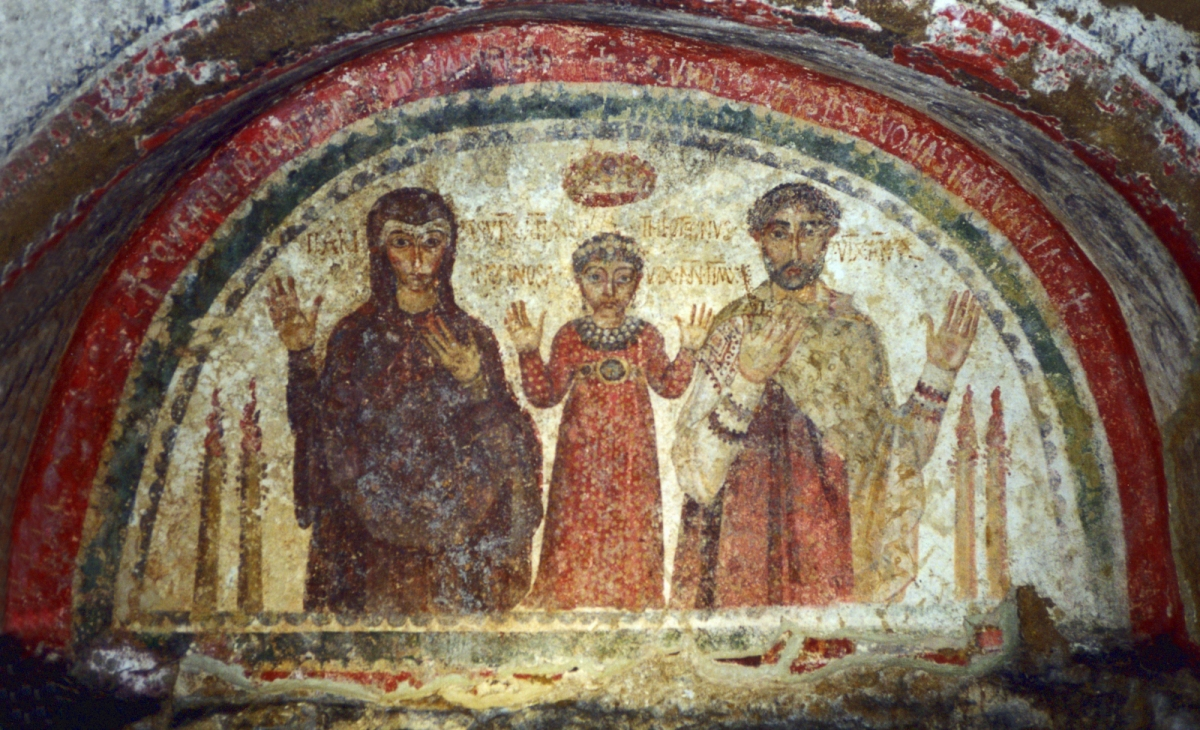
Freskó a San Gennaro-katakombákban

Ez a vidék az ókorban Magna Graecia legészakibb része volt, ahol a görög nyelv és kultúra még a Római Birodalom fénykorában, Augustus uralkodása idején is virágzott. A görög művészeti kultúra emlékei azonban elpusztultak, s csak a környező településeken (Cumae, Pompeji) maradtak fenn. Nápolyban a Piazza Bellinin láthatók a régi városfalak maradványai, amelyeket építkezések során tártak fel. Jelentős viszont a nápolyi Régészeti Múzeumban őrzött ókori tárgyak gyűjteménye. Itt őrzik a Herculaneumban és Pompejiben feltárt kincsek nagy részét.

#### Kora középkori emlékek
A kora középkor és Bizánc emlékei alig találhatók meg Nápolyban és környékén. Ebbe a korba a San Gennaro-katakombák nyújtanak a leginkább betekintést. A dóm keresztelőkápolnája szintén ebből az időszakból származik (5. század), de ekkor épült fel a San Giorgio Maggiore előcsarnoka is. A román stílus művészeti emlékei is ritkák. A legjelentősebb korabeli emlék a Santa Reparata kápolna a dómban.

#### A gótika kora

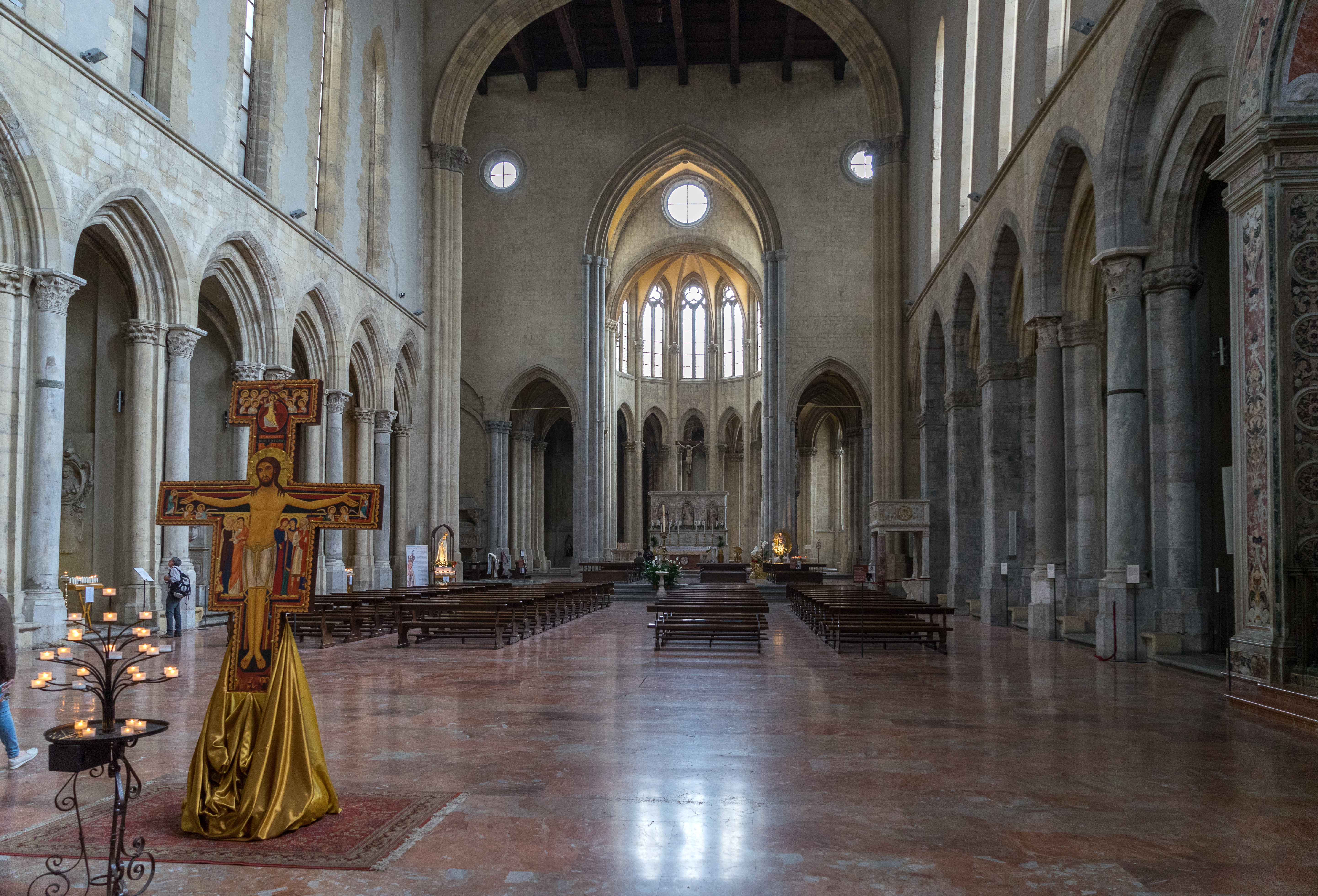
A San Lorenzo Maggiore-templom belsője

Nápoly tele van gótikus építészeti emlékekkel. Az Anjoukkal került ide a francia gótika és ez tovább élt az Anjouk után is – spanyol-katalán változatban. Elsősorban gótikus szerzetesi templomok épültek. A ferenc-rendiek San Lorenzo Maggiore-temploma és kolostora élményszerű építészeti emlék hatalmas, francia mérműves ablakaival. A Domonkos-rendiek hatalmas San Domenico Maggiore-temploma is e korban épült. Az uralkodók és az uralkodóház tagjai más templomok építését is támogatják e korban, hogy temetkezőhelyeikről gondoskodjanak. Így épült meg a Santa Maria Donna Regina Vecchia (a régebbi) temploma és a San Giovanni a Carbonara-templom is. Gótikus még a San Pietro a Majella-templom, is, amelyet azonban később átalakítottak. A világi emlékek közül a gótika korában átalakult a Castel dell’Ovo és a Castel Nuovo. A Castel Nuovában levő Sala dei Baroni már az úgynevezett katalán-gótika remeke.
A gótikus szobrászat emlékanyaga a leggazdagabb. Francia szobrászok, neves toscanai mesterek (köztük a leghíresebb Tino di Camaino) és helybeli kőfaragók munkái, elsősorban síremlékek díszítik a templomokat. Királyok és a királyi család tagjai, nagyurak baldachinos, emeletes síremlékei, udvari emberek sírlapjai a gótikus templomok legszebb díszei. Ez emlékek közül a legnagyobb a Santa Chiara-templombeli Róbert király síremléke, amely a második világháború bombázásai folytán erősen megsérült. A királyi család tagjairól készített szobrok a háború alatt is épen maradtak. Nagyszabásúak és magyar szempontból nevezetesek a Santa Maria Donna Regina-templomban magyar Mária királyné korai gótikus és a San Giovanni a Carbonara-templomban levő Durazzói László király késő gótikus síremléke.
Gótikus festészeti emlékek már csak szórványosan maradtak meg. Itt dolgoztak a nagy trecento festők, Giotto és társai, de csak Simone Martini (Anjou Róbertet ábrázoló táblaképe a Capodimontei Múzeumban) és Pietro Cavallini és tanítványai freskóiból maradtak töredékek a Santa Maria Donna Regina-templom kórusában és a dómban.

#### A reneszánsz

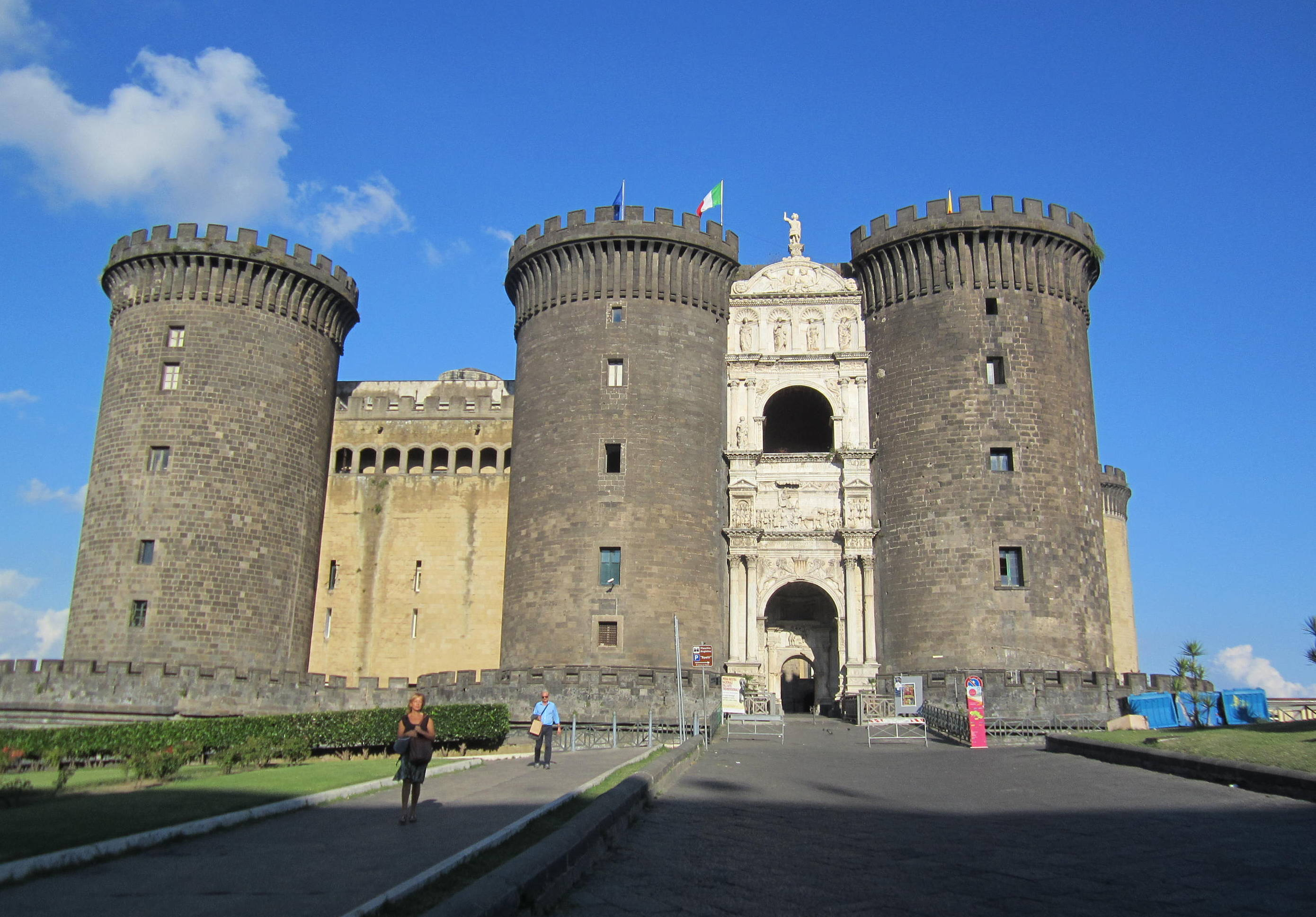
A Castel Nuovo és reneszánsz bejárata

A reneszánsz kor emlékei között található a Castel Nuovo bejáratának a római diadalíveket utánzó, I. Alfonz aragóniai király Nápolyba való bevonulását megörökítő reneszánsz építménye vagy a kapu hajdani, francia reneszánsz bronz kapuszárnyai a királyi palotában. Ezek eredete mutatja legjobban, hogy a reneszánsz mint királyi művészet került Nápolyba, a firenzei reneszánszon nevelkedett francia és spanyol-nápolyi művészek közreműködésével. Ennél korábbi emlék a firenzei Donatello és tanítványa, Michelozzo szoborműve a Sant’Angelo a Nilo-templomban: Brancacci kardinális síremléke. A következő évtizedekben a városban megtelepedő toszkán, genovai, pisai mesteremberek és kereskedők, majd pedig a Mediciek egyik ágának letelepedése után vert gyökeret a reneszánsz Nápolyban. A város polgárainak, előkelőinek igényei szerint készültek reneszánsz épületek, szoborművek. A Sanseverinók palotájának reneszánsz falát őrzi a barokk Gesù Nuovo homlokzata, firenzei reneszánsz stílusban épült a Palazzo Cuomo, a Palazzo Gravina és a Pontano-kápolna. A Sant’Anna dei Lombardi-templom az egyike a legtipikusabb firenzei quattrocento-belsőknek: Brunelleschi-típusú, racionálisan kiképzett falsíkok és oszlopok, sok kápolna körös-körül. Köztük Antonio Rossellino és Benedetto da Maiano, firenzei művészek által szobrászilag is tökéletesen kialakított kápolnák, vagy Guido Mazzoni, közép-itáliai reneszánsz művészet szoborcsoportja. További reneszánsz látnivalók Giuliano da Maiano műve, a Porta Capuana, valamint a Santa Caterina a Formiello-templom.
A reneszánsz a 15. század végén már helyi művészek munkája nyomán, önállóan terebélyesedett ki. A legnevesebb reneszánsz épület, a dómban levő Caraffa-kápolna, Tommaso Malvito alkotása. Az ő és a 16. századi reneszánsz szobrászat másik nagy alakjának, Giovanni da Nolának szobrai csaknem valamennyi régi nápolyi templomban megtalálhatók: főleg síremlékek ezek a manierizmus elmerevedő stílusában.
Reneszánsz festészeti emlékek – a Capodimontei Múzeumban levőket kivéve – nemigen találhatók Nápolyban . Néhány ismeretlen mester munkáját lehet látni a San Severino e Sossio-, vagy a San Pietro Martire-templomban.

#### A barokk kora

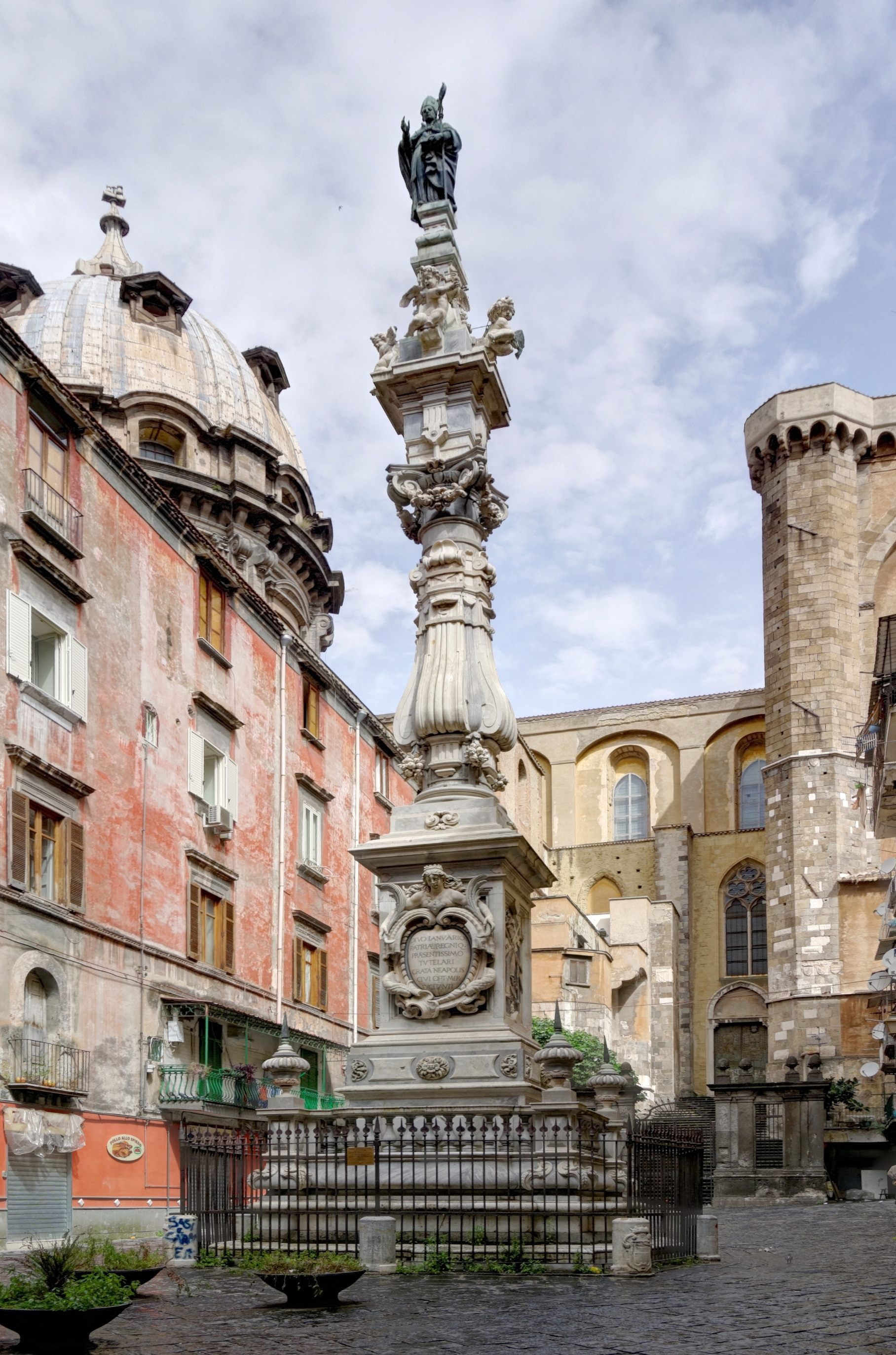
Szent Januáriusz emlékoszlopa

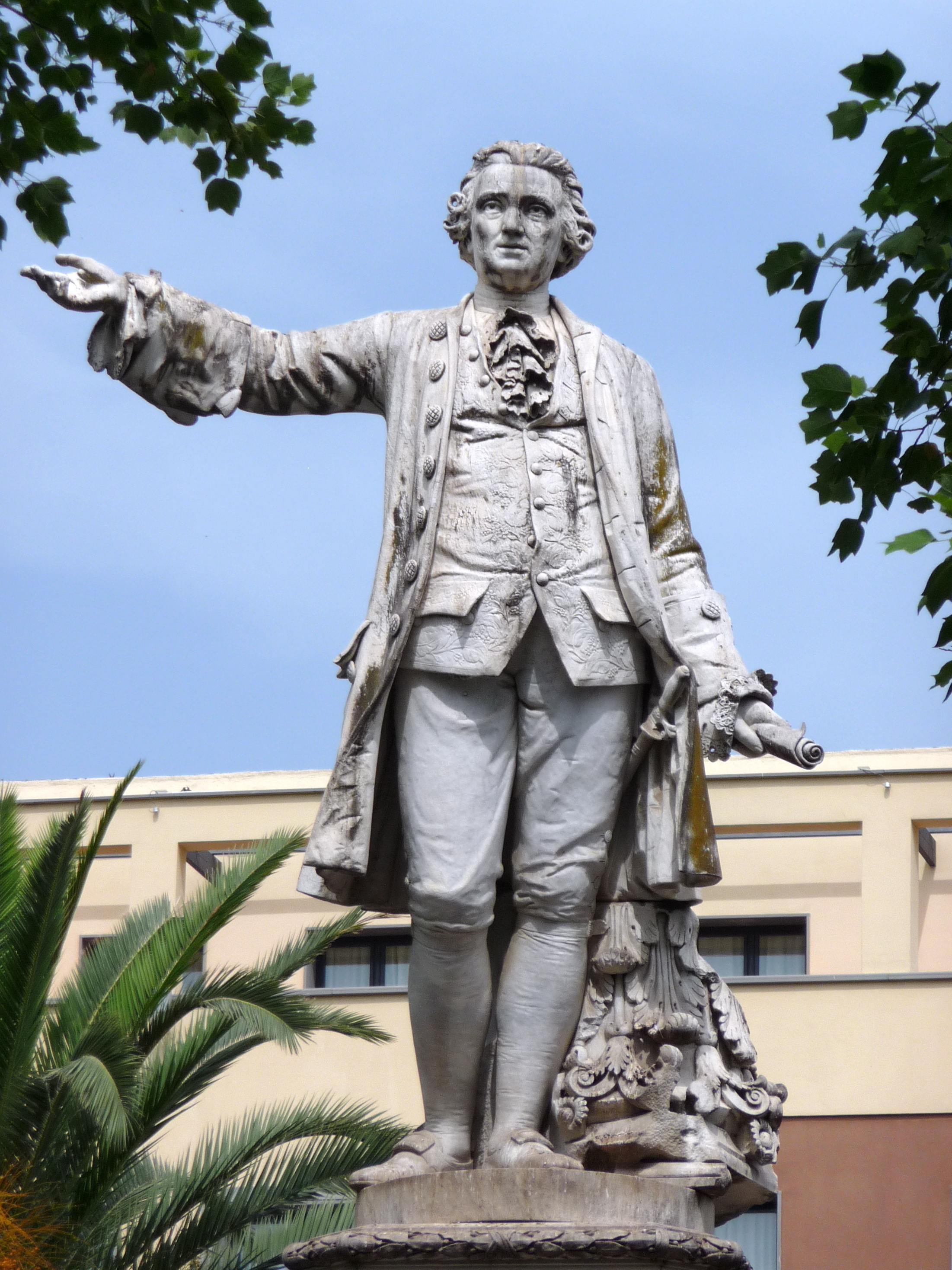
Luigi Vanvitelli szobra Casertában

A 16. század vége felé Nápolyban is megjelentek a jezsuiták, a spanyol uralom támaszai és az ellenreformáció szellemében pezsgő egyházi és művészeti életet teremtettek. A 16–17. század fordulóján nagy építészeti tevékenység kezdődött a városban. A római Domenico Fontana megépítette a királyi palotát. A 17. században az észak-itáliai Bergamóból származó Cosimo Fanzago a régi omladozó nagy templomokat barokk stílusban teljesen újjáépítette (Santa Maria Maggiore, San Giorgio Maggiore, a dóm kincstára). Ő tervezte a Szent Januáriusz emlékét hirdető Guglia di San Gennarót is. Sok főoltár is az ő művészetét és ízlését hirdeti. Az épületbelsők és külsők barokk jellemzői a sokszínű márványozás, a gazdag profilozás és aranyozás, ami még a római barokkot is felülmúlja és igen közel áll a spanyol barokkhoz. Ekkor építették fel és díszítették a jezsuiták kolostorát (ma egyetem), valamint templomát, a Gesu Nuovót, amely példája lett az egész környék templomépítészetének. E kor Nápolyban az első városrendezés korszaka. A spanyolok megnyitották a Via Toledót, s a mellette levő utcákat.
A 17. századi barokk szobrászat egyik első mestere, a római nagybarokk építészet és szobrászat vezetőmesterének apja, Pietro Bernini volt, akinek művei a Girolamini-templomban láthatók. A század közepén a carrarai származású Giuliano Finelli díszítette szobrokkal a dóm San Gennaro-kápolnáját és ezekkel a helyi iskola túlzottan mozgalmas stílusát alakította ki.
Az építészettel és szobrászattal ellentétben a nápolyi barokk festészet külön iskolát jelentett az egyetemes itáliai barokk művészetben. A stílus elindítója, Michelangelo Merisi (Caravaggio) kétszer is járt Nápolyban, közvetlen halála előtt. Két képe (a Santa Maria della Misericordia és a Capodimontei Múzeumban) még ma is a város nagy látnivalója. A capodimontei képtárban a régi képeknek csaknem fele az olasz és különösen a nápolyi barokk mesterek munkái, amelyeket a Nápoly környéki templomokból menekítettek a városba a második világháború idején. Caravaggio művészete nagy hatással volt a korabeli festőkre. A spanyol származású Jusepe de Ribera, az Észak-Itáliából származó Giovanni Lanfranco és Bartolomeo Schedoni, a firenzei Artemisia Gentileschi szintén az erős fények és mély árnyékok mesterei voltak. A nápolyi származásúak közül Massimo Stanzione is a nagy Caravaggio követője volt. A nápolyi iskola nagy mesterének, Mattia Pretinek főműve a San Pietro a Majella-templom mennyezetén látható. A genovai Luca Giordano főműve a Girolamini-templomának belsejében, a bejárati főfalat foglalja el.
A zene volt az, ami évszázadokon át éltette a nápolyi kulturális életet. Hírneve nemcsak Olaszország területére korlátozódott, hanem Európa-szerte is ismert volt. Az első zenekonzervatóriumokat a 16. század elején alapították a nápolyi alkirályok. Ezek kezdetben templomok keretein belül működtek, melyeket később egyesítettek Joachim Murat uralkodása alatt San Pietro a Majella megnevezés alatt. A 17. századra Nápoly lett az európai zenei képzés központja, a 18. század elején már Európa konzervatóriumaként emlegették. A városban éltek és alkottak olyan nagyhírű zeneszerzők, mint: Alessandro Scarlatti, Giovanni Battista Pergolesi, Niccolò Piccinni, Domenico Cimarosa, Gioachino Rossini, Vincenzo Bellini, Gaetano Donizetti, és még sokan mások. 1737-ben megépült a San Carlo operaház, amely a mai napig a világ egyik vezető operaháza. Ebben a házban született meg a közkedvelt opera buffa (vígopera).
A barokk második nagy fellendülése a nápolyi Bourbonok királysága (1734 után) első évtizedeiben következett be. A 18. századi barokk építészet ízlésében még inkább a spanyol túlzásokat utánozta és kialakult a nápolyi barokk építészet több speciális vonása. Az ideköltözött király kibővíttette a királyi palotát Luigi Vanvitellivel. Madrano tervezte a San Carlo színház első épületét, a falakon kívül a capodimontei királyi palotát, Vanvitelli az egyetem eredeti épületét (jelenlegi múzeumot), Porticiban a királyi nyaralót. Ugyanő tervezte – a Guglia di San Gennaro mintájára – Guglia di San Domenicót, s ehhez hasonlóan építették később a Guglia dell’Immacolatát a Gesú Nuovo előtt. A városrendezés is nagy ütemben folyt tovább: meghosszabbították a Via Toledót, Vanvitelli megtervezte végében a Foro Borbonicót, a mai Piazza Dante ősét. Meghosszabbították a Via Foriát is és megépítették mellette a város legnagyobb épületét, az Albergo dei Poverit, a szegények szállóját, amelynek mestere a 18. század második felének nagy nápolyi építésze, Ferdinando Fuga volt. A harmadik nagy építész, Ferdinando Sanfelice a paloták építésében jeleskedett és közben kialakította a tipikus nápolyi barokk palotatípust: a palota homlokzatának közepén kétemeletnyi magas diadalívszerű óriási kapuzatot nyitott, benn az udvarban, a kapuval szemben levő udvari homlokzaton díszes, kétkarú nyitott lépcsőházat épített, tehát a királyi palota nagy, 17. századi lépcsőjét utánozta jóval kisebb helyen.
A nápolyi Bourbonok 18. századi barokkjának legnagyobb festője Francesco Solimena volt, akinek műveit – a Capodimontei Múzeumban levőkön kívül – a Gesú Nouvóban és a San Domenico Maggioréban látni.

##### A betlehemek

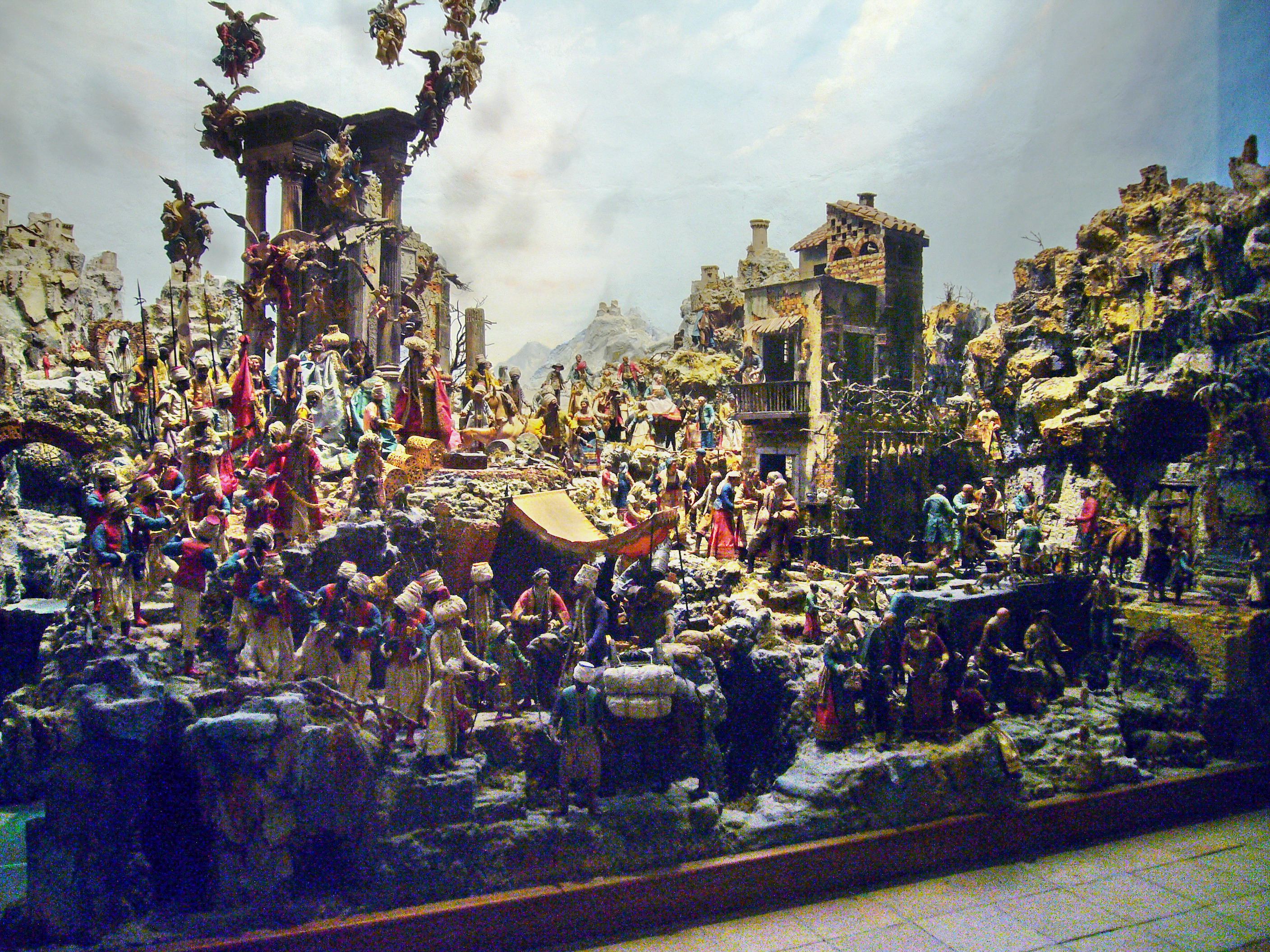
Bethlehem a nápolyi San Martino kolostor múzeumában

A 18. században különleges iparművészeti-szobrászati ág terebélyesedett ki: a betlehemek (Presepe) készítése. Első emlékei, nagy fából faragott figurái még a 14. századból valók. Első nagyobb csoportjuk azonban az Aragóniái-házból való királyok korából maradt fenn, amelynek mesterei a prenzlaui Alemanno testvérek voltak. A 16. századi nagy figurákat már nápolyi szobrászok faragták, akik közül a márványszobrászat nagy mestere, Giovanni da Nola volt a leghíresebb. A 16. század második felétől a 18. századig – érdekes módon – nyomuk sincs a betlemeknek. Ezután új típusuk jelent meg: nem templomban, hanem magánházak, elsősorban előkelő házak számára készültek. Az alakok a régiekhez képest harmadára kisebbedtek, sokszor nem készültek egész alakok, csak a fej és lábak, amelyeket dróttal kapcsoltak össze és valódi textíliákba öltöztettek, teátrális kompozíciókká váltak, mindig több és több figurával, állattal, tárgyakkal. Ezek a népi betlehemek divatba jöttek a királyi udvarban, az előkelőségek között és a templomokban. Jónevű irodalmárok, dilettáns színházi rendezők foglalkoztak az alakok, a csoportok és a jelenetek összeállításával a karácsony körüli időkben. A faragott és színes alakok még kisebbek lettek, a jelenetek viszont óriásiak, de ezek is lassanként kimentek a divatból, bár a 19. század végi naturalizmus kora ízlésének tökéletesen megfeleltek. A magántulajdonban lévő drótbábuk a padlásra és az ócskapiacra kerültek, a legnagyobb szoborcsoportok a nápolyi, a Nápoly-környéki és a nagy külföldi múzeumokba kerültek. Ez az „ipar” Nápolyban ma is megvan, mesterei a Spaccanapolin és Via San Gregorio Armenón élnek.

#### A 19–20. század művészete

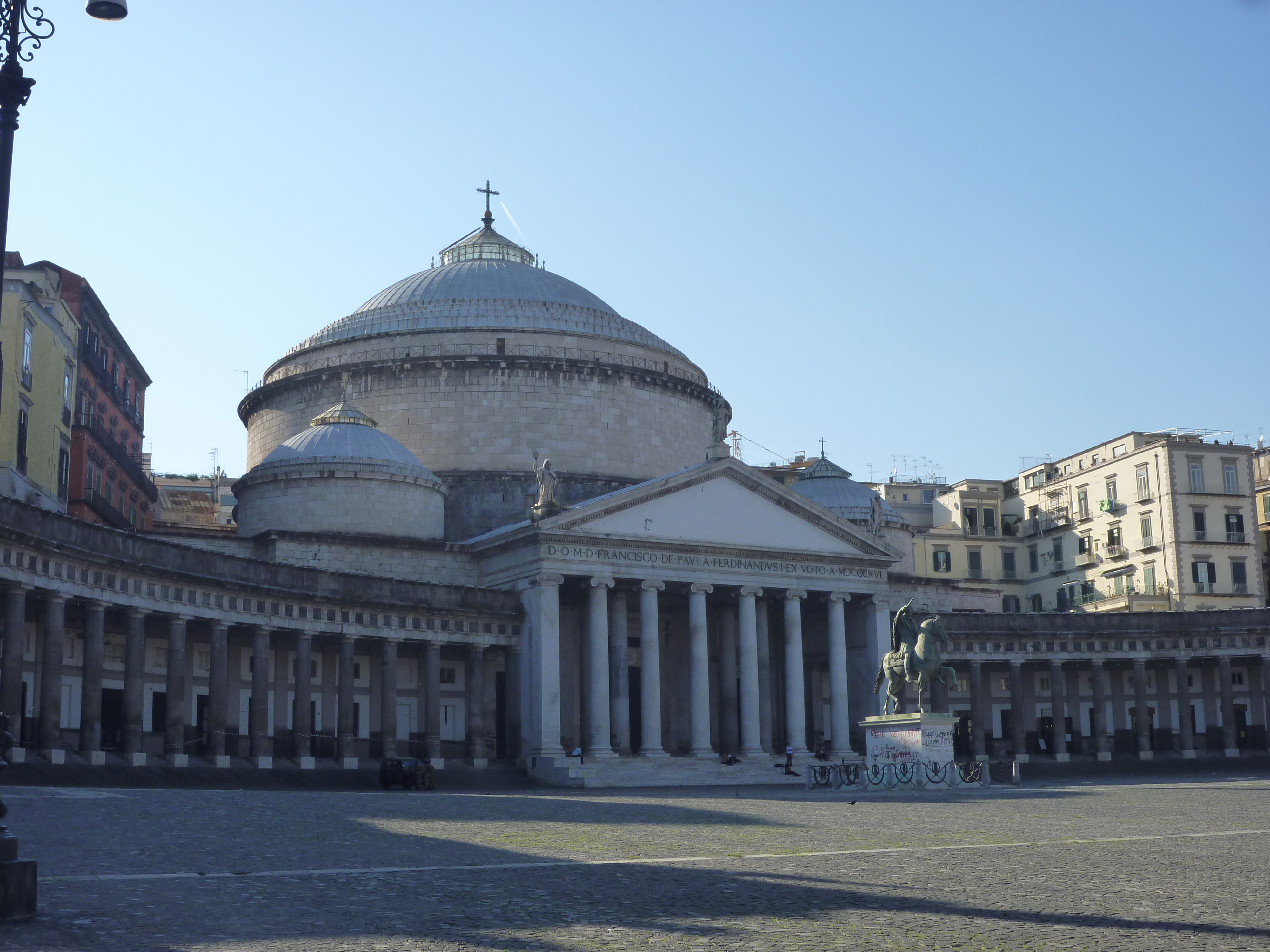
A San Francesco di Paola-templom a Piazza del Plebiscitón

A 19. század elején a nápolyi építészetnek még voltak figyelemre méltó alkotásai, de a klasszicizmus után a kapitalizmus korának építészete már belefulladt a jellegtelenségbe. Ez időkben legfeljebb új utakat nyitottak, alagutakat építettek a közlekedés modernizálására, és Róma vagy Milánó épületeit utánozták. A 19. század elején alakítják ki a Piazza del Plebiscitót, amikor a San Francesco di Paola templomát építették fel a római Pantheon mintájára, eléje a térre félkör alakban a kollonádokat. Újjáépítették a San Carlo színházat, felhúzták mellette a Palazzo del Municipiót, a városházát.
A nápolyi zene egyik érdekessége a canzone napolitana, azaz nápolyi dal. Ezek a dalok azok, amelyek az évszázadok során beépültek a köztudatba sőt világhírnévre is szert tettek: O sole mio, Torna a Surriento, Funiculì, Funiculà stb. Eredete a 19. század elejére vezethető vissza, amikor az éves piedigrottai (Nápoly egyik negyede) fesztivál alkalmával dalfesztivált is rendeztek. Az első fesztivál nyertes dalát, Te voglio bene assaie, Gaetano Donizetti írta.
A 20. század eleji városrendezés során került sor a városközpont, a Via Diaz és környéke újjáépítésére, ahol megépítették a rendőrség (Questura), a posta és a nagybankok márványpalotáit valamint a személyhajó-állomást és a Posillipón túli városrészben a százezres stadiont. A második világháború után a lebombázott városrészek helyén új, vasbeton-üveg felhőkarcolókat emeltek, bérházakat építettek, és megépült a modern vasútállomás is.
A szobrászat 19. századi emlékei, a tereken felállított emlékszobrok az akadémiák unott merevségével nem nagyon lelkesítik a nézőket, ahogyan a 20. század egyetlen köztéri szobra, az első világháború győztes hadvezérének, Diaznak hatalmas lovasszobra is csak a reneszánsz lovasszobrok késői utánzata.

### Oktatás

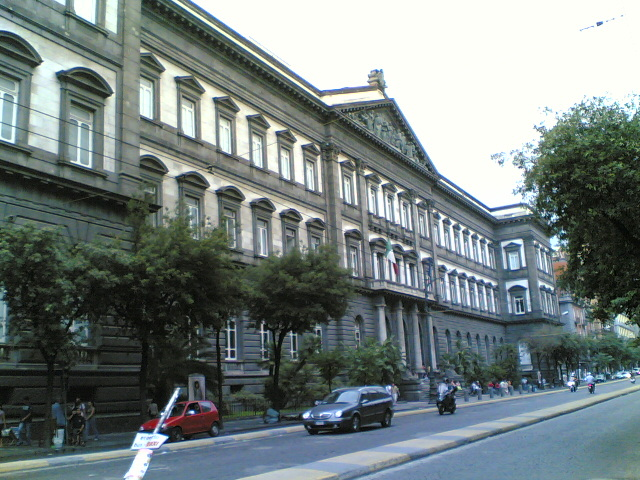
A Nápolyi II. Frigyes Egyetem főépülete

Nápolyban kilenc felsőoktatási intézmény működik. Ezek közül a legnagyobb és legjelentősebb a II. Frigyes német-római császár nevét viselő Nápolyi II. Frigyes Egyetem. Az intézményt 1224-ben alapította a császár és egyben szicíliai király, és így Olaszország második legrégebbi egyeteme. Az egyetemnek műszaki, jogi és bölcsész kara van. A városban működő további felsőoktatási intézmények:
- Seconda Università degli Studi di Napoli – az egyetemet 1989-ben alapították a II. Frigyes  tehermentesítésére. Karai a Nápoly környéki településeken (Aversa, Capua, Caserta, Santa Maria Capua Vetere) működnek. A városban csak az orvosi kar székel, amely egy jelentős klinikát is üzemeltet.[54]
- Università degli studi di Napoli L'Orientale – az 1700-as években alapították és Európa legrégebbi keleti tudományokkal foglalkozó tanintézete. Arab, kínai nyelvészetet oktatnak valamint politikai tudományokat.[55]
- L'Università degli Studi di Napoli Parthenope – 1919-ben alapították. A kezdetben gazdasági tanulmányokra összpontosító intézményben ma műszaki tudományokat is oktatnak és jogot.[56]
- Pontificia Facoltà Teologica dell'Italia Meridionale – 1969-ben alapított teológiai főiskola, amely az 1224-ben a jezsuiták által alapított iskola hagyományait folytatja.[57]
- Accademia di Belle Arti – művészeti főiskola.[58]
- Conservatorio di Musica San Pietro a Majella – 1826-ban alapította I. Ferenc nápolyi király több kisebb addig önállóan működő zeneiskola egyesítésével.[59]
- Università Telematica Pegaso – a város legfiatalabb főiskolája, 2006-ban alapították. Jog és humántudomományok területén nyújt képzést.[60]
- Università degli studi Suor Orsola Benincasa – A Benincasa Orsolya apácarend alapította a 17. század elején. Humántudományok területén nyújt képzést.[61]

### Múzeumok

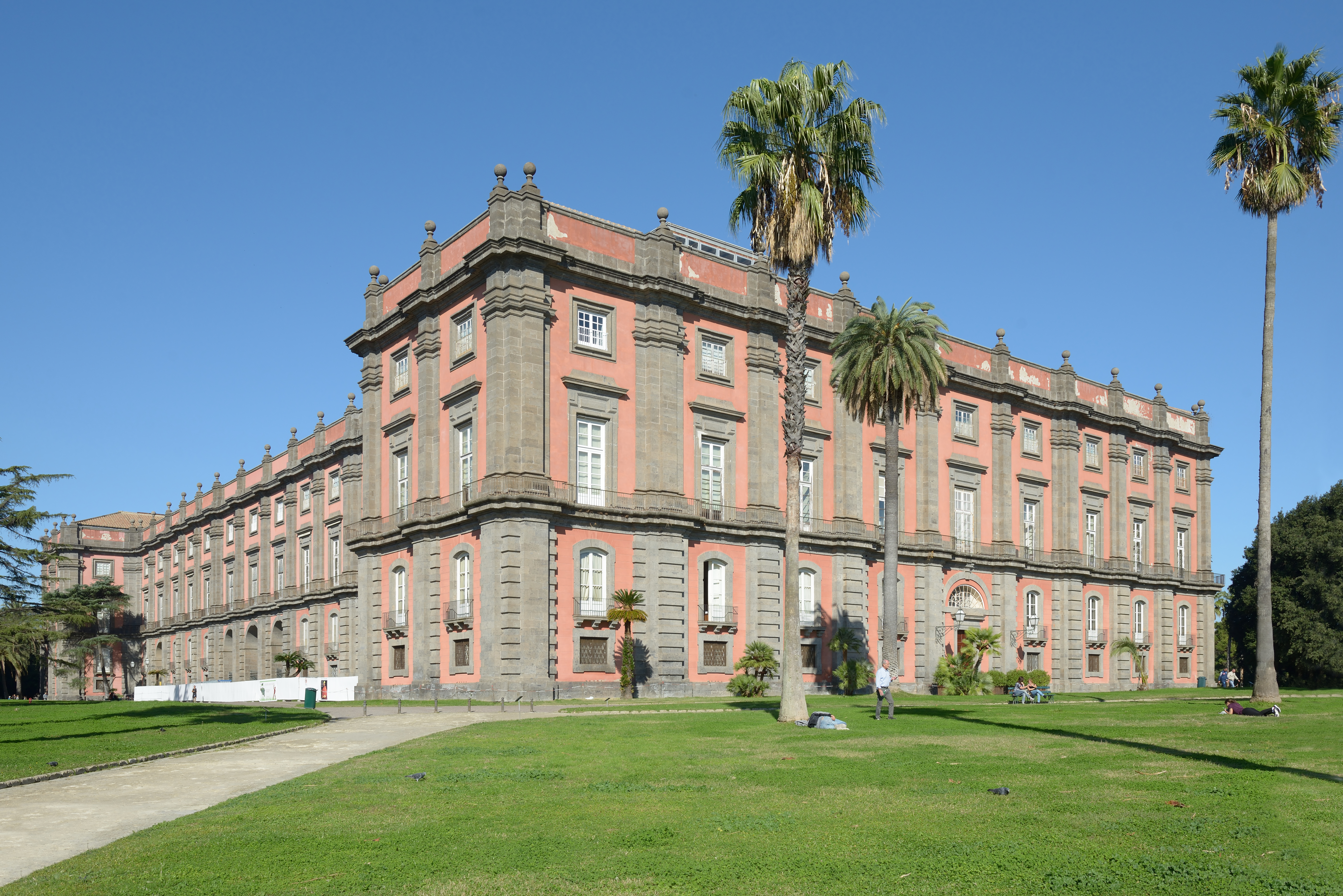
Museo Nazionale di Capodimonte

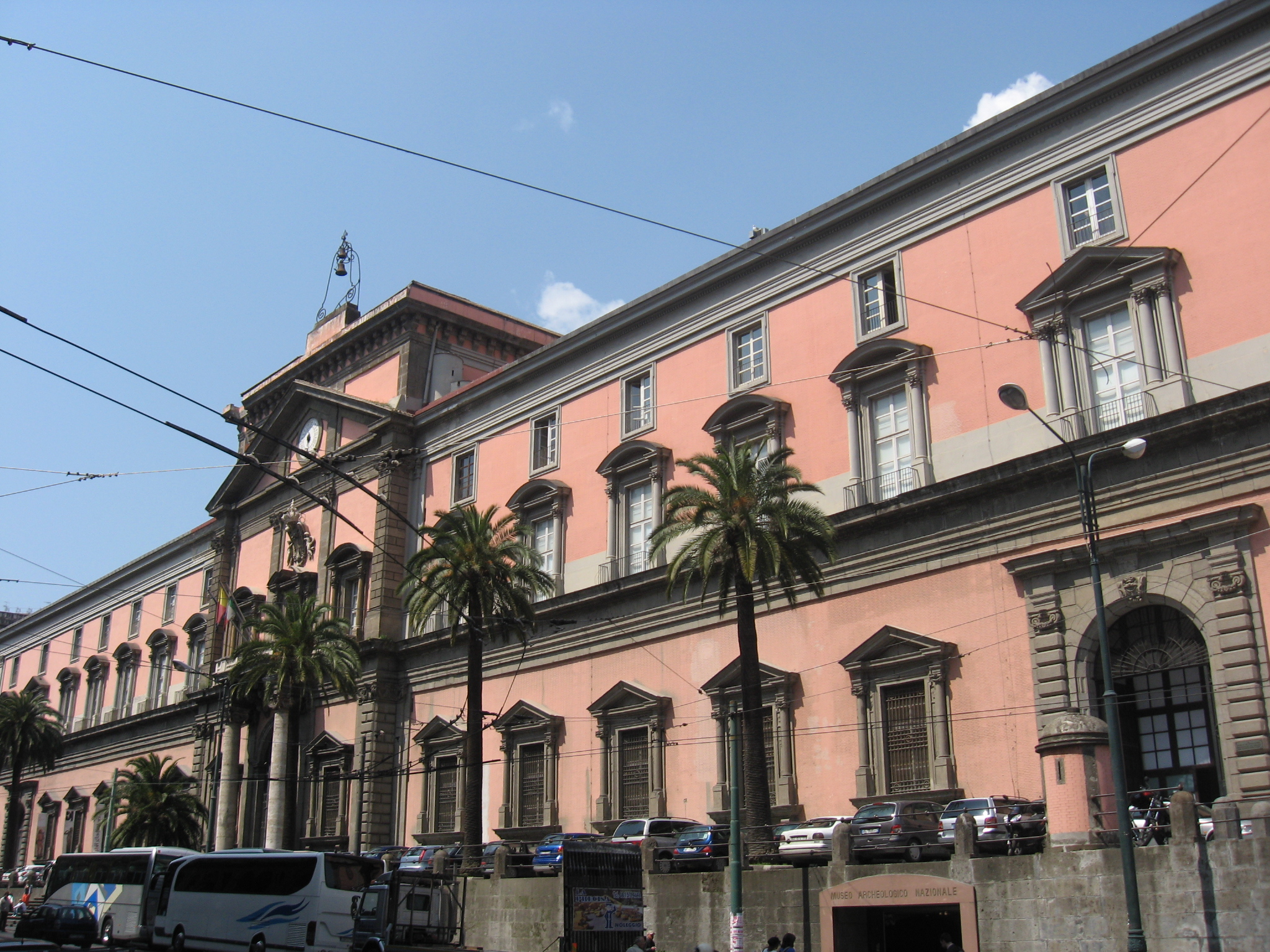
Museo Archeologico Nazionale di Napoli

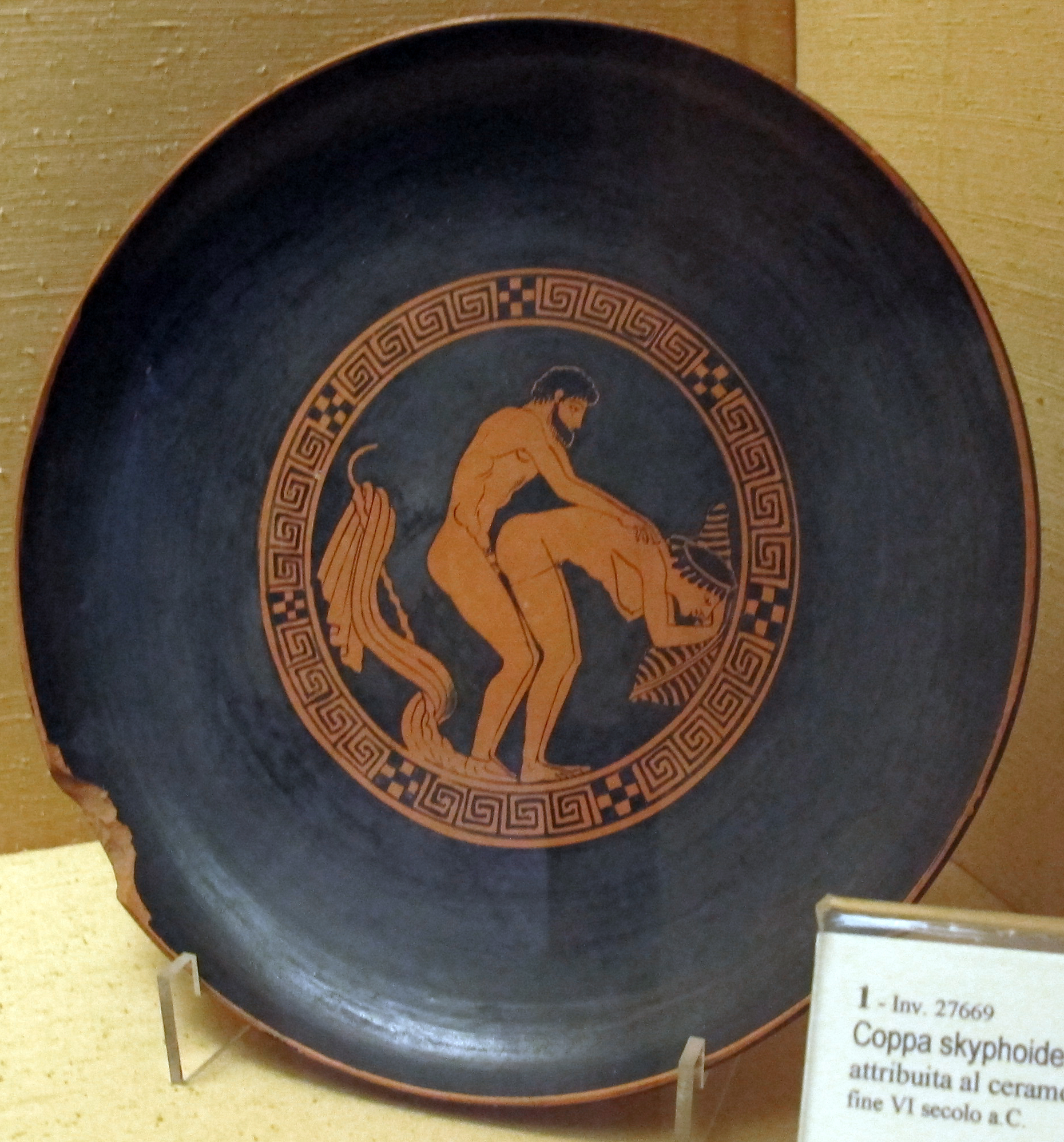
Ókori festett tál, Museo Archeologico Nazionale di Napoli

Nápolyban az alábbi múzeumok működnek:
- Museo Principe Diego Aragona Pignatelli Cortes – több kiállítást is tartalmaz: a Banco di Napoli iparművészeti gyűjteményét valamint egy hintókat és régi angol meg francia automobilokat felvonultató kiállítást. Chiaiában található a Villa Pignatelliben.
- Museo Archeologico Nazionale di Napoli – a régészeti múzeum az egyik leggazdagabb Olaszországban, elsősorban az értékes Pompejiból és Herculaneumból származó műtárgyaknak köszönhetően.
- Museo Nazionale di Capodimonte – a Capodimonte-palota berendezési tárgyait mutatja be, valamint néhány egykori királyi lakosztály is megtekinthető. Ezenfelül a Nápolyi Nemzeti Galéria kiállításai is itt láthatók értékes 13-18. századi festményekkel.
- Museo di San Martino – a San Martino kolostorban berendezett múzeum Nápoly spanyol- és Bourbon-kori emlékeit mutatja be (porcelánok, festmények, szobrok stb.)
- Museo M.A.D.R.E. – (Museo d’Arte Contemporanea Donna Regina) a modern művészetek múzeuma rengeteg értékes alkotást vonultat fel Carlo Alfanótól Gilberto Zorioig
- Museo Artistico Industriale Filippo Palizzi – a Filippo Palizzi Iparművészeti múzeum elsősorban gazdag kerámia és porcelán gyűjteményéről híres, melynek darabjai nemcsak a nápolyi manufaktúrákból származnak, hanem találhatók közöttük etruszk, római sőt egyiptomi darabok is.
- Museo d’Arte della Fondazione Pagliara – elsősorban berendezési tárgyak és 16-18. századi festmények láthatók .
- Museo dell’Attore Napoletano – a Piazza Municipio egyik aluljárójában berendezett múzeum 400 nápolyi színész képét mutatja be.
- Museo Civico Castel Nuovo – várostörténeti múzeum a Castel Nuovo falain belül.
- Cittá della Scienza – interaktív múzeum elsőorban gyerekek számára, mely a különféle tudományos felfedezéséeket mutatja be.
- Museo Nazionale Ferroviario di Napoli "Pietrarsa"
- Stazione Zoologica Anton Dohrn – a világ egyik legrégebbi akváriuma
- Museo di Anatomia Umana – az anatómiai múzeumban egyrészt az orvostudomány fejlődése követhető végig viasz- és papírmasé figurák révén, ugyanakkor egy patológiai kiállítás is látható formalinban konzervált emberi szervek preparátumaiból.
- Museo di Anatomia Veterinaria – állatorvosi gyűjtemény.
- Musei di Mineralogia, Zoologia, Antropologia e Paleontologia – a Nápolyi II. Frigyes Egyetem antropológiai, ásványtani, állattani és őslénytani gyűjteményei.

### Nemzeti Könyvtár
Az első nápolyi könyvtár 1804-ben nyitotta meg kapuit a mai Nemzeti Régészeti Múzeum épületében. A gyűjteményt 1816-ban a Capodimonte-palotába helyezték át, neve pedig Bourbon Királyi Könyvtár lett. Mai nevét 1860-ban, az Olaszországgal való egyesülés után kapta. 1922-ben helyezték át végleges helyére a nápolyi királyi palotába. Ma közel kétmillió kötetet, 20 000 kéziratot, 8000 időszakos kiadványt tartalmaz, s ezzel a firenzei és római után, Olaszország harmadik legnagyobb könyvtára. Értékes darabjai az 1800 Herculaneumból származó papírusztekercs valamint Közel- és Távol-Keleti könyveinek gyűjteménye.

### Tudományos intézmények
Egyetemein kívül kevés tudományos intézet székel a városban. A legjelentősebbek a Città della Scienza (A tudomány városa – a tudomány és technika interaktív múzeuma) valamint az Acquario Dohrn (Európa egyik legrégebbi akváriuma). A nápolyi botanikus kertet 1807-ben alapították Joseph Bonaparte megbízásából. A második világháború után elhanyagolták, csak az 1980-as években újították fel. Tizenkét hektáros területén 25 000 növényfaj él. Az obszervatóriumot 1812-ben kezdték el építeni Joachim Murat parancsára, majd 1819-re készült el a Capodimonte-domb tetején.

### Hagyományok

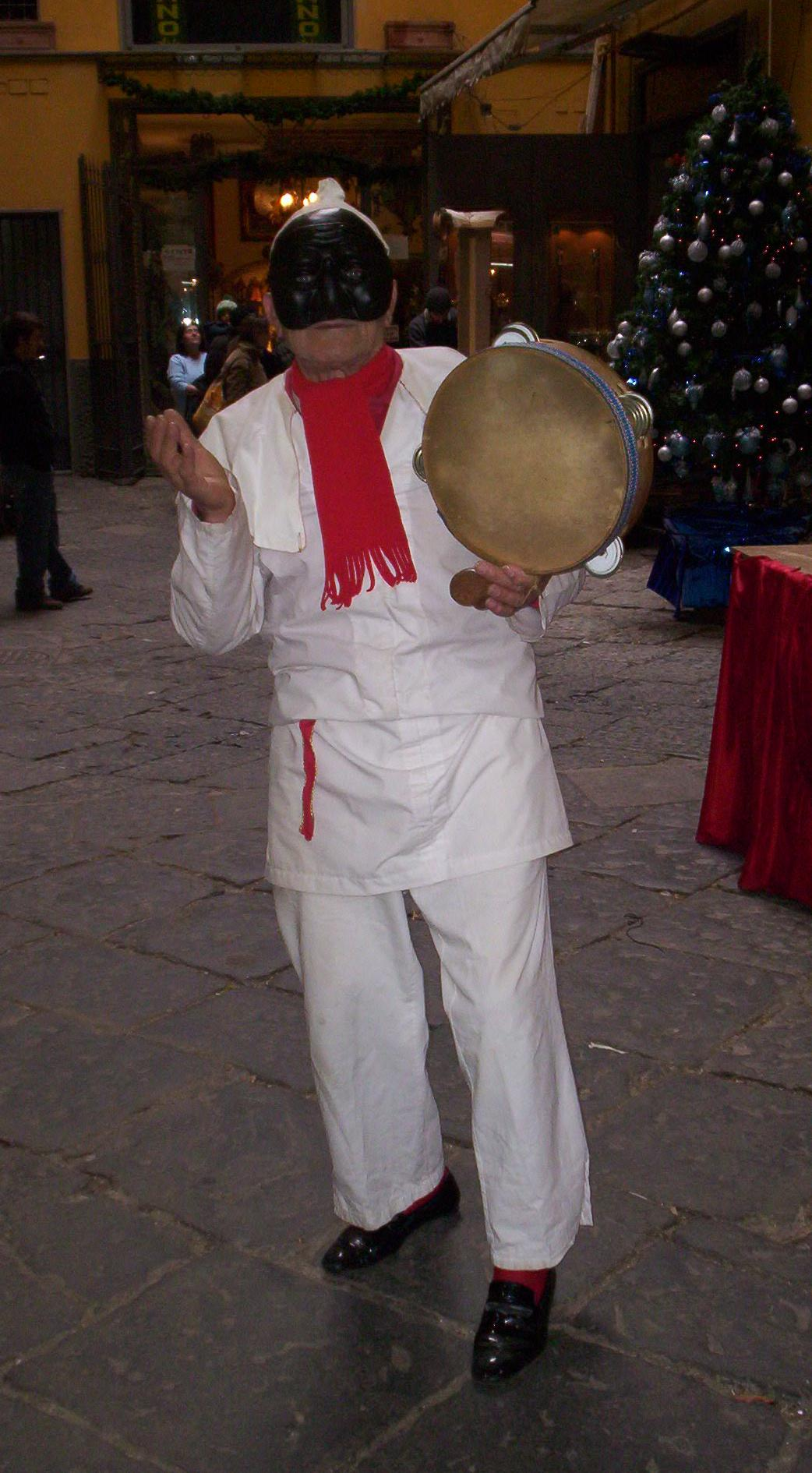
Pulcinella

#### Sceneggiata
A sceneggiata az operett műfajának sajátos nápolyi változata. Kizárólag nápolyi nyelvjárásban adják elő. A leggyakrabban szerelmi árulásokról, személyes csalódásokról valamint a bűnözés a fő témájuk. Az első világháborút követően alakult ki és azóta töretlen sikere van a helyi lakosság körében. A sceneggiatákból származik számos világhírű nápolyi sláger, mint például a Lacreme napuletane amelyet 1925-ben írt Libero Bovio és Francesco Buongiovanni. A sceneggiaták esetében, az amerikai musicalokkal ellentétben, a cselekmény egy dal köré épül, emiatt van az, hogy egy-egy dal (pl. Lacreme napuletana) sokkal híresebb és időtállóbb lesz, mint maga az egész alkotás. A leghíresebb sceneggiata a Zappatore (magyarul A rögtörő), melyet 1929-ben írt Libero Bovio és többször is megfilmesítettek, legutóbb 1980-ban. A történet egy nehéz körülmények között élő földművesről szól, aki minden áldozatot meghoz, hogy fiát kellő iskoláztatásban részesítse, ennek ellenére a fia eltávolodik tőle, sőt le is tagadja.

#### Pulcinella
Pulcinella a nápolyi karneválok és fesztiválok elmaradhatatlan alakja. Leggyakrabban púposként ábrázolják (Nápolyban úgy tartják, hogy a púpos férfiak szerencsét hoznak), bő, fehér zubbonyban és fehér kalappal. Maszkja fekete, horgas orral. A jókedvű, balkezes embert reprezentálja, aki örökké szegény és éhes, de énekével és mandolinja segítségével mindig felülkerekedik problémáin.

#### Nápolyi népi hangszerek
A mandolin a nápolyi népzene alaphangszere. A nápolyi mandolin a legrégebbi (a 18. század közepén jelent meg), leghagyományosabb változat. Cseppszerű formája, nagyon öblös, domború teste van, ovális hanglyukkal, a húrláb magasságában megtört tetővel. A nyak a 10. bundnál csatlakozik a testhez. A helyi népdalokat, a canzone napoletanákat ezen a hangszeren játsszák. A zampogna a dudának a nápolyi változata, a ciaramella pedig egy kétsípú oboaszerű hangszer. A hagyományok szerint karácsony idején a város utcáit vidéki pásztorok népesítették be, akik zenéjükkel szórakoztatták a lakosokat. Napjainkban azonban egyre inkább kiszorítják őket a karácsonyi énekek.

#### La smorfia
A La smorfia egy nápolyi hagyomány, amely az álmokat magyarázza és számokhoz rendeli hozzá. Sok nápolyi ezzel a módszerrel határozza meg a számokat, amelyeket később majd megjátszik majd a lottón. Például aki Istenről álmodik, az 1-es számot játssza meg; aki őrült emberről az a 22-t; a rémálom, a 90-es számot jelenti.

### Média
| Napilapok                                                | Időszaki kiadványok            | Televízió | Rádió |
| -------------------------------------------------------- | ------------------------------ | --- | --- |
| - Il Denaro - Il Mattino - Metropolis - Roma - Seracittà | - Ca*maldoli - Città metropoli | - Canale 8 - Canale 21 - Telelibera 63 - Telelibera 63 (Napoli) - Rete+Italia - Tele Akery Napoli Nova - Televomero Napoli | - Radio Bellissima - Kiss Kiss Napoli - Prima Radio - Radio FM Music - Radio Napoli Doc - Radio Magic - Radio Max - Radio Stereo 5 |

## Konyhaművészet

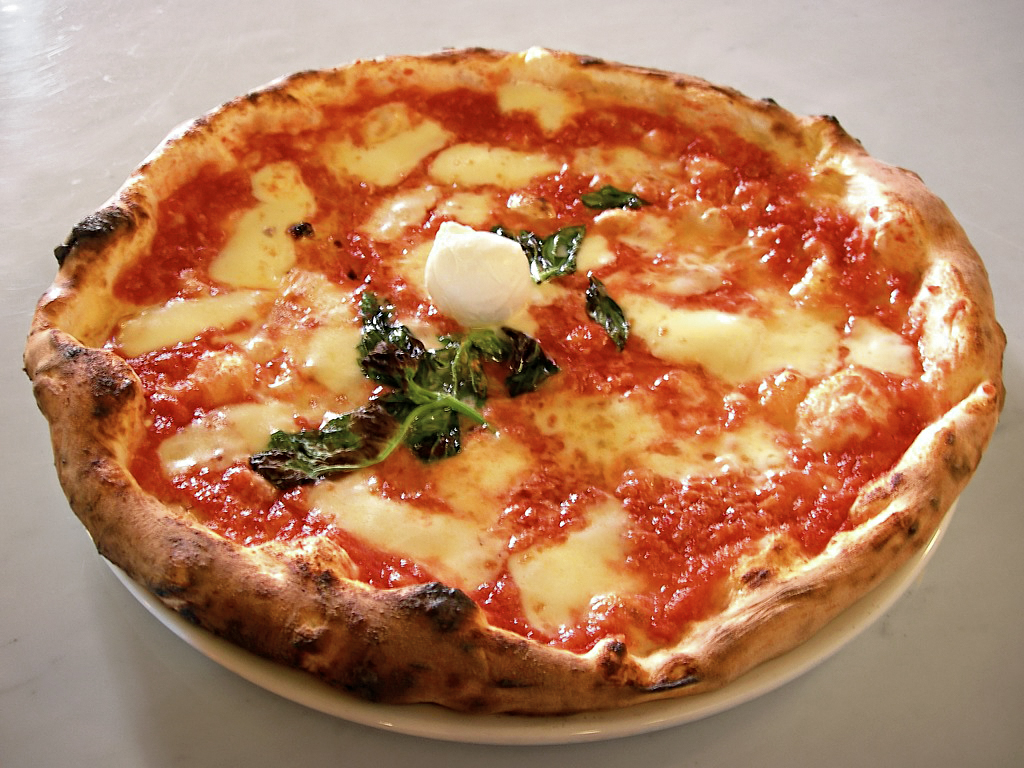
Pizza Margherita

Nápoly a pizza őshazája. A modern pizza feltalálását nápolyi Raffaele Espositónak tulajdonítják, aki az 1780-ban alapított és ma Pizzeria Brandi néven még mindig működő Pietro… e basta cosi sütödében dolgozott, és 1889-ben a szavojai I. Umberto király és Margit (Margherita) királyné látogatása alkalmából különleges pizzát készített. A pizza az olasz nemzeti színekben készült: zöld (bazsalikom), fehér (mozzarella) és piros (paradicsom), és készítője a királynéról nevezte el. A Melanzane alla parmigiana szintén tipikus nápolyi étel: padlizsán szeletek összesütve mozzarella sajtban, parmezán sajtban, paradicsom szószban. Híres nápolyi cukrászsütemények a babà (Magyarországon szavarinként ismert), a sciù (csokoládé vagy kávékrémmel megtöltött tészta) és a pastiera (többrétegű, rizsből vagy lágyított búzából készült sütemény). Nápolyi különlegesség a Sfogliatella, amely leginkább a croissanthoz hasonlít. A nápolyi konyhából alakult ki az olasz-amerikai konyha.

## Sport
Nápolyban több híres sportegyesület működik:
- az SSC Napoli labdarúgócsapat, amelyet a nápolyiak szívvel-lélekkel támogatnak. A csapat 1987-ben és 1990-ben ért el kimagasló sikereket, amikor Diego Maradona is a csapatnál játszott. Ekkor megnyerték a Scudettot (az olasz bajnokságot) és az UEFA-kupát. 2004-re a csapat csődbe ment, majd Napoli Soccer név alatt újjászületett az olasz labdarúgó bajnokság C osztályában. Ma ismét a régi megnevezése alatt játszik az élvonalban. A labdarúgócsapat hazai stadionja a fuorigrottai Diego Armando Maradona.
- a nápolyi kosárlabdacsapat az Eldo Napoli jelenleg az olasz bajnokság A osztályában játszik. Székhelyük a bagnoliban fekvő Palabarbuto Arena.
- Circolo Nautico Posillipo (vagy ismertebb nevén Posilipo Napoli) az egyik legnagyobb és legsikeresebb olasz vízilabdaklub, melynek székhelye Nápoly városában található.

## Politika
A várost 1946 és 1975 között jobboldali illetve kereszténydemokrata képviselőtestület által választott polgármester vezette. 1975 és 1985 között a kommunisták jelöltje vitte a várost kereszténydemokrata koalícióban. 1984 és 1993 között kereszténydemorkata, szocialista és ismét kereszténydemokrata vezetés vitte a várost.
1993-tól a helyhatósági választásokon a polgármestert közvetlenül lehet választani. Az alábbi polgármesterek voltak:
- Antonio Bassolino – 1993-2000 – Baloldali Demokratikus Párt
- Riccardo Marone – 2000-2001 – Baloldali Demokratikus Párt
- Rosa Russo Iervolino – 2001-2011 – Margaréta / Demokrata Párt
- Luigi de Magistris – 2011 óta – független baloldal (Értékek Olaszországa)

## Gazdaság
Nápoly Olaszország negyedik gazdasági központja Róma, Milánó és Torino után. A világ 91. leggazdagabb városa a vásárlóerőt tekintve. A város bruttó éves terméke 43 milliárd dollár. Amennyiben Nápoly külön ország lenne, a világ 68. gazdasága lenne. A gazdasági élet alapja a turizmus, kereskedelem, ipar és kisebb részben a mezőgazdaság. A nápolyi kikötő a Földközi-tenger egyik legnagyobb forgalmú áruterminálja. A város gyors gazdasági fejlődésen ment keresztül a második világháború után és a munkanélküliség is jelentősen csökkent. Annak ellenére, hogy számos ipari konglomerátum bezárt a nápolyi életre még mindig rányomja bélyegét a politikai korrupció és a szervezett bűnözés. Az EURISPES tanulmányai Nápoly és egyben Dél-Olaszország gazdasági mutatóit vizsgálják összehasonlítva az ország többi részével. Ezek szerint Észak-Olaszországban a lakosság 2,4%-a él a szegénységi küszöb alatt, a munkanélküliség pedig 3,8%; Közép-Olaszországban ezek a mutatók 1,6% illetve 6,1%; Dél-Olaszországban a lakosság 7,3%-a él a szegénységi küszöb alatt és 17,9%-k munkanélküli. Amíg a feketegazdaság a teljes olasz gazdasági termelés közel egyharmadát (kb 30%) adja, addig ez a mutató Dél-Olaszországban 70% körüli.
A város egy fő hazai és nemzetközi turisztikai központ. Már az 1700-as évek óta nevezetes hely, amióta az európai arisztokrácia köreiben elterjedt a Nagy Körút gyakorlata. A nemzetközi látogatók tekintetében Nápoly a 166. helyen volt 2008-ban, 381 000 látogatóval.
| Hozzáadott érték            | Hozzáadott érték            | Hozzáadott érték | Hozzáadott érték | Hozzáadott érték |
| --------------------------- | --------------------------- | ---------------- | ---------------- | ---------------- |
| Ágazat                      |                             |                  |                  | százalék         |
| Ipar (Olaszország)          | Ipar (Olaszország)          |                  | 21.5%            | 21.5%            |
| Ipar (Nápoly megye)         | Ipar (Nápoly megye)         |                  | 13.3%            | 13.3%            |
| Mezőgazdaság (Olaszország)  | Mezőgazdaság (Olaszország)  |                  | 2.5%             | 2.5%             |
| Mezőgazdaság (Nápoly megye) | Mezőgazdaság (Nápoly megye) |                  | 1.3%             | 1.3%             |
| Építőipar (Olaszország)     | Építőipar (Olaszország)     |                  | 5%               | 5%               |
| Építőipar (Nápoly megye)    | Építőipar (Nápoly megye)    |                  | 3.2%             | 3.2%             |
| Szolgáltatás (Olaszország)  | Szolgáltatás (Olaszország)  |                  | 70.9%            | 70.9%            |
| Szolgáltatás (Nápoly megye) | Szolgáltatás (Nápoly megye) |                  | 82.1%            | 82.1%            |
| 2003. évi adatok.           |                             |                  |                  |                  |

| Foglalkoztatottság             | Foglalkoztatottság             | Foglalkoztatottság | Foglalkoztatottság | Foglalkoztatottság |
| ------------------------------ | ------------------------------ | ------------------ | ------------------ | ------------------ |
| Ágazat                         |                                |                    |                    | százalék           |
| Ipar (Olaszország)             | Ipar (Olaszország)             |                    | 22.5%              | 22.5%              |
| Ipar (Nápoly megye)            | Ipar (Nápoly megye)            |                    | 15.8%              | 15.8%              |
| Mezőgazdaság (Olaszország)     | Mezőgazdaság (Olaszország)     |                    | 4.4%               | 4.4%               |
| Mezőgazdaság (Nápoly megye)    | Mezőgazdaság (Nápoly megye)    |                    | 2.8%               | 2.8%               |
| Építőipar (Olaszország)        | Építőipar (Olaszország)        |                    | 8.2%               | 8.2%               |
| Építőipar (Nápoly megye)       | Építőipar (Nápoly megye)       |                    | 9.1%               | 9.1%               |
| Egyéb szektorok (Olaszország)  | Egyéb szektorok (Olaszország)  |                    | 64.9%              | 64.9%              |
| Egyéb szektorok (Nápoly megye) | Egyéb szektorok (Nápoly megye) |                    | 72.2%              | 72.2%              |
| 2003. évi adatok.              |                                |                    |                    |                    |

Megyei szinten vizsgálva, a hozzáadott érték tekintetében Nápoly a 94. helyet foglalja el a 103 olasz megye sorában. A statisztikák azonban nem mutatják a feketegazdaság által termelt vagyont. A városban a munkanélküliségi ráta 28% körül alakul, s ez az érték leginkább a fiatal korcsoportoknál a legmagasabb. Az utóbbi évtizedben a munkanélküliségi ráta folyamatosan csökkent. Felszámolására a városban is több intézkedést tettek, ilyen többek között az új üzleti negyed, a Centro Direzionale megépítése, amely az irodaépületek mellett szállodáknak és egyéb vendéglátóipari egységeknek is otthont ad.

### Camorra
A camorra a szicíliai Cosa Nostrához hasonlítható maffiaszervezet, mely főleg Nápolyban és a környékén tevékenykedik. A 19. században alakult meg a Bourbon uralkodók titkosrendőrségeként. Szicíliai megfelelőjéhez hasonlóan elsősorban kalóztevékenységet folytatott. Ugyanakkor örökölte a maffia felépítését is: számos egymással háborúzó klánból áll, amelyek között gyakoriak a halálesetekkel járó leszámolások. A nápolyi feketegazdaságot gyakorlatilag a camorra irányítja, de Olaszországon kívül hatalmuk Európa több más országára is kiterjed.

## Közlekedés

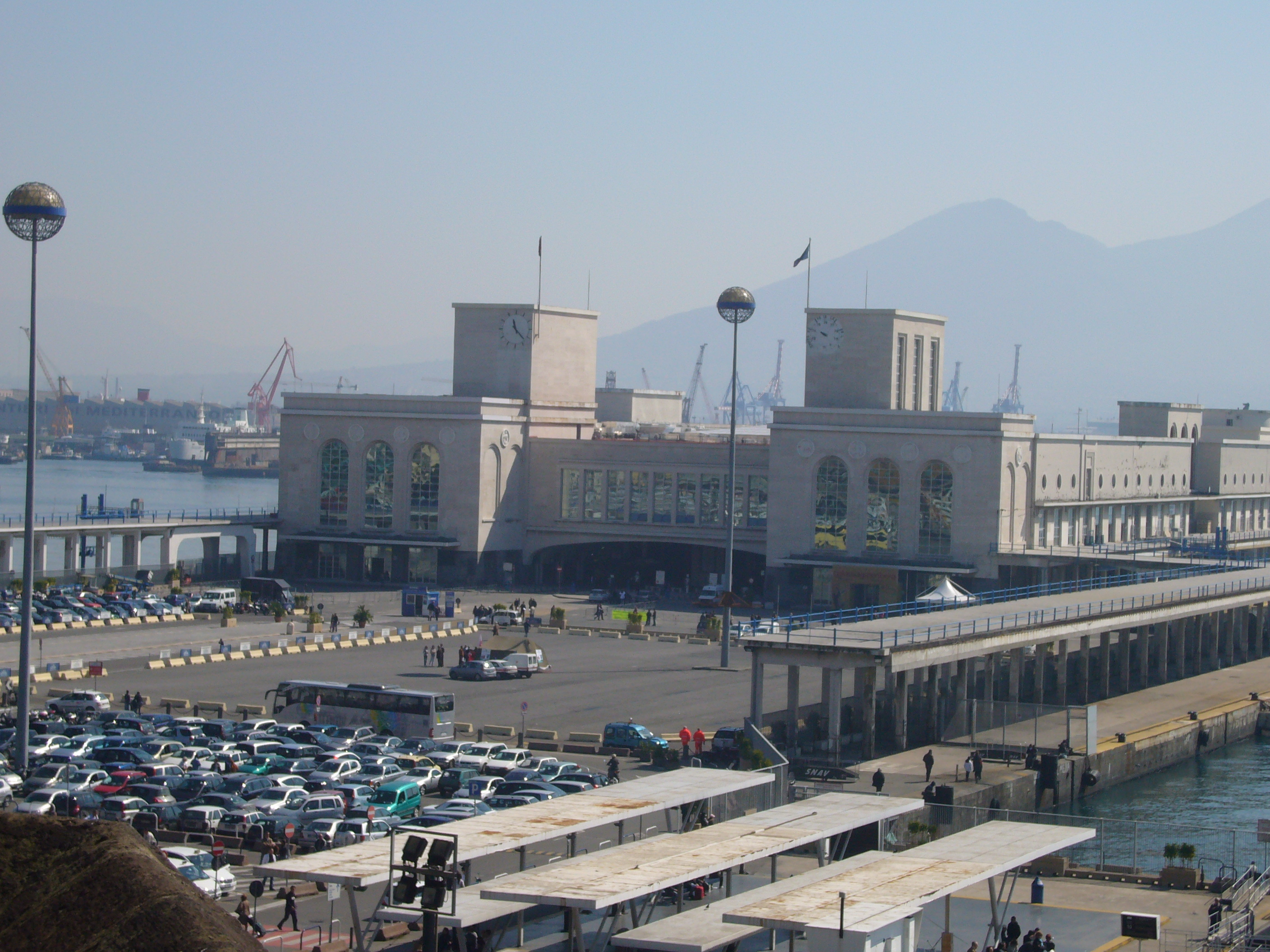
A nápolyi kikötő utasterminálja

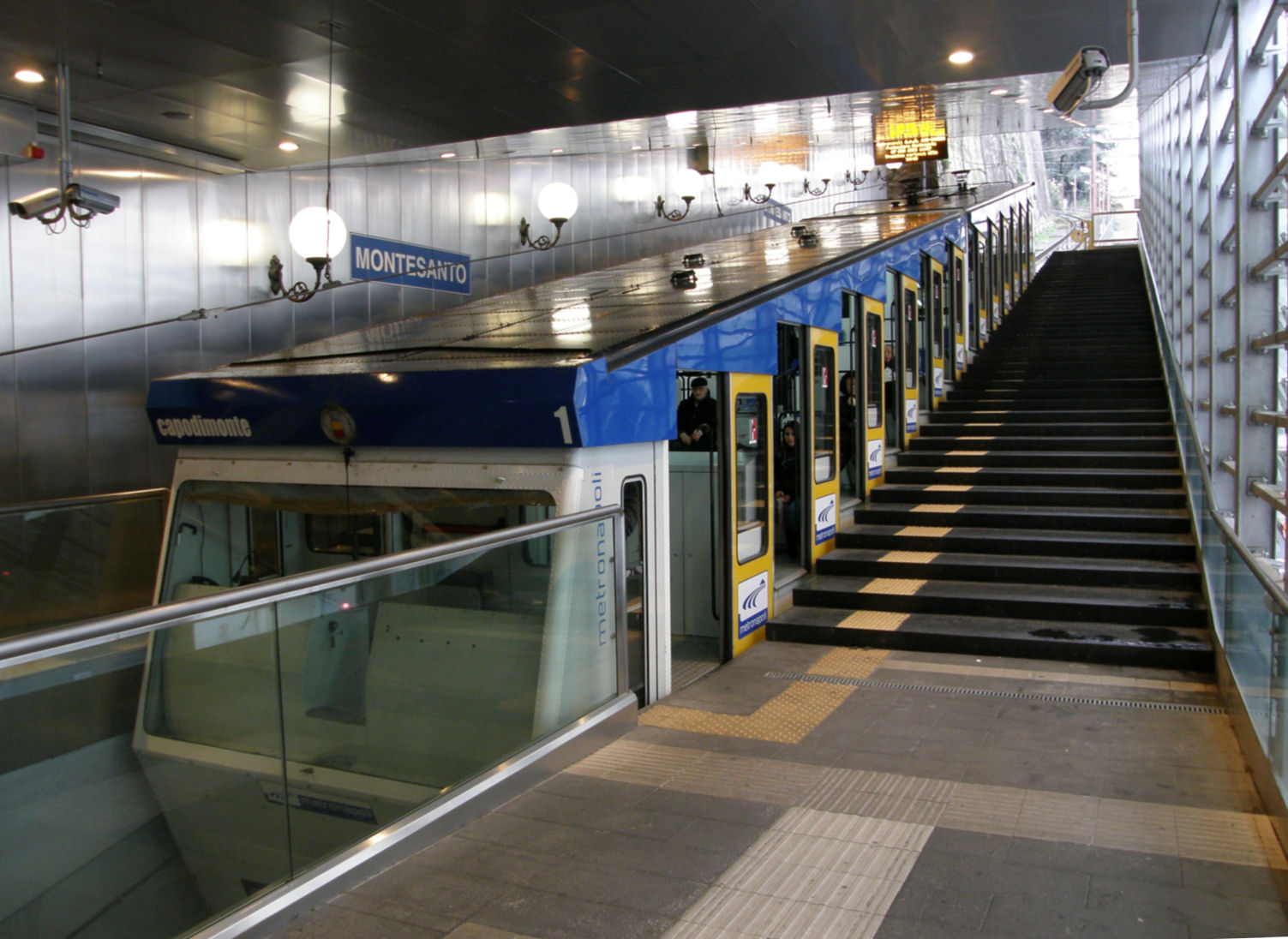
A montesantói sikló

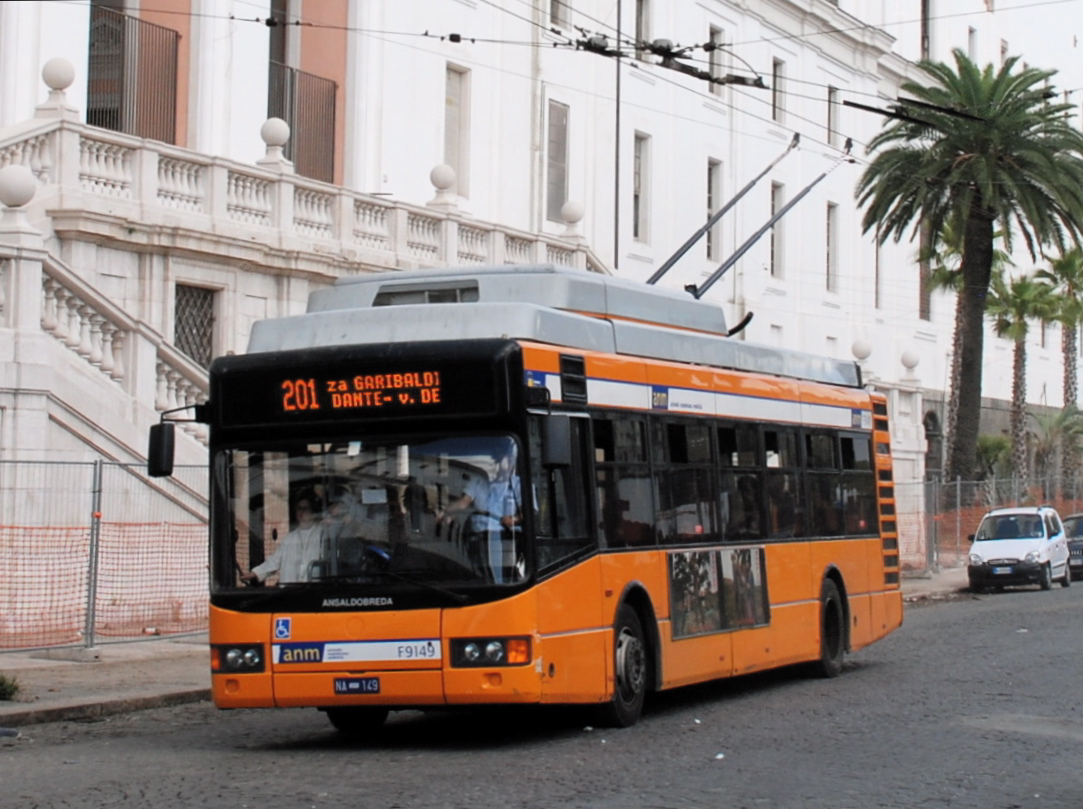
Nápolyi trolibusz

### Autóutak
Nápoly közúton könnyen megközelíthető. Az A1/E45 úgynevezett Autostrada del Sole (a nap autópályája) összeköti a várostRómával, Firenzével és Milánóval, déli irányban pedig Reggio di Calabriával. Az Adriai-partok irányába az A16-os autópálya vezet (Autostrade dei Due Mari – a két tenger autópályája).

### Vasút
A nápolyi főpályaudvar, a Napoli Centrale, Olaszország egyik legforgalmasabb vasúti csomópontja a Piazza Garibaldin található. Óránként indulnak nagysebességű vonatok (Eurostar Italia) Róma, Firenze, Bologna, Milánó felé. Két órás időközönkénti kapcsolata van Torinóval, Velencével, Veronával, Anconával, Barival és Reggio Calabriával. Naponta több vonat indul Trieszt, Udine, Bolzano, Taranto, Savona, Pisa irányában. A tranzitáló vonatok a város alatt, a 2-es metró alagútjában közlekednek, ezzel csökkentve a menetidőt. A főpályaudvar alatti metrómegálló bővítve van két sínpárral ezen vonatok fogadása céljából. Ugyanakkor a pályaudvar jelentős ingaforgalmat bonyolít le. A Circumvesuviana vonatok végállomása a közeli Porta Nolana állomásról indulnak és érkeznek be. Egyéb forgalmasabb pályaudvarok a Napoli-Mergellina valamint a Napoli-Piazza Leopardi és a Napoli-Campi Flegrei. A tartományi magánvasúttársaságok (Circumflegrea, Circumvesuviana, Ferrovia Cumana stb.) szerelvényei külön pályaudvarokra futnak be. A nápolyi főpályaudvar egyike a kiemelt tizenkét olasz pályaudvarnak (Grandi Stazioni), amelyeket a következő években átalakítanak és kibővítenek kereskedelmi központtá.
Érdekesség, hogy a skót Simple Minds zenekar 1998-ban megjelent, a város latin neve után a Néapolis címet kapó albumának a borítóján a nápolyi főpályaudvar várótermében látható a zenekar.

### Repülő
A nápolyi nemzetközi repülőtér (IATA:NAP, ICAO:LIRN) Dél-Olaszország legnagyobb repülőtere. Nápoly Capodichino körzetében fekszik. Elérhető autópályán (A1) illetve tömegközlekedéssel (autóbusz). Két terminálja van: az 1-es terminált használják a menetrend szerinti járatok, míg a 2-es terminál a charterjáratok számára van fenntartva.

### Hajózás
Nápolyban található Olaszország egyik legjelentősebb kikötője úgy teher-, mint személyforgalom szempontjából. Rendszeres járatok indulnak Tunéziába, Korzikára, Szardíniára, Szicíliára valamint a környező szigetekre. Nápoly növekvő jelentőségű kereskedelmi kikötő. A jachtkikötő a chiaiai partok előtt található Mergellinában.

### Városi közlekedés
Nápoly közlekedési hálózatának kialakulásában elsősorban a város geomorfológiai viszonyai játszottak nagy szerepet, hiszen a dombos vidék megakadályozta a kötöttpályás tömegközlekedési formák kialakulását, így a város közösségi közlekedésének alapját a buszjáratok képezik, amelyek nem csak a város különböző kerületeit, hanem a szomszédos városokat is összekötik. A villamosvonalak a fontosabb sugárutakon (corso) futnak, nagyjából a tengerparti városrészekben. Miután a város területe meglehetősen dombos vidék, a város közlekedésében fontos szerepet játszanak a siklóvasutak. A városban jelenleg három metróvonal üzemel. A hálózat kiépítése folyamatban van. Tervek szerint 2011-re a várost kilenc metróvonal szeli majd át.
Az elővárosi vasúti közlekedést öt vasúttársaság bonyolítja:
- Circumvesuviana – a Vezúv körüli településeket szolgálja ki
- Circumflegrea – a Campi Flegrei településeit szolgálja ki
- Metrocampania Nordest – az aversai vonalakat szolgálja ki
- Ferrovia Cumana – Pozzuolit és Cuma-t szolgálja ki
- Ferrovie dello Stato/Trenitalia – az állami vasúttársaság, amely egyben a távolsági összeköttetéseket is biztosítja.

## Galéria

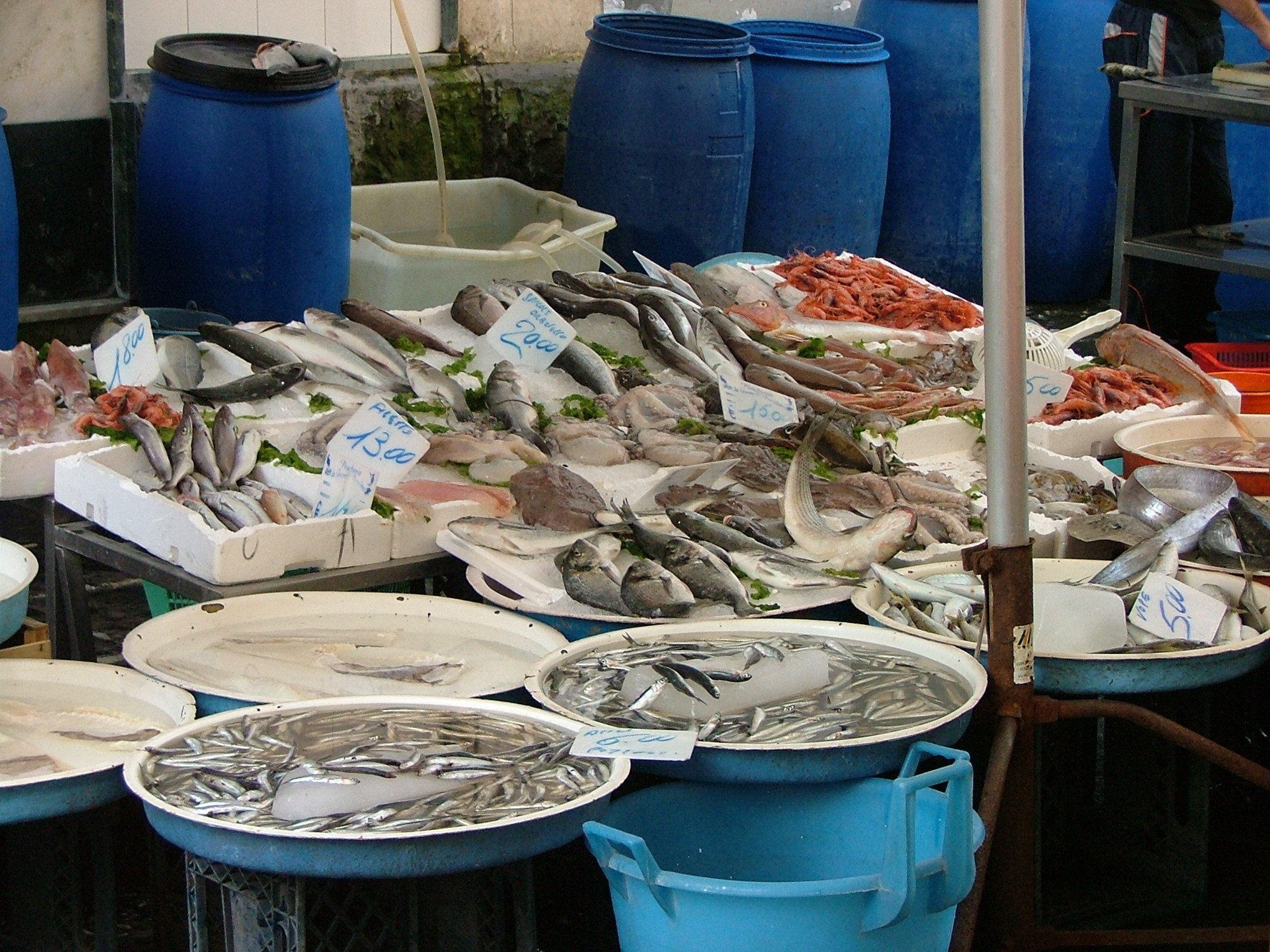
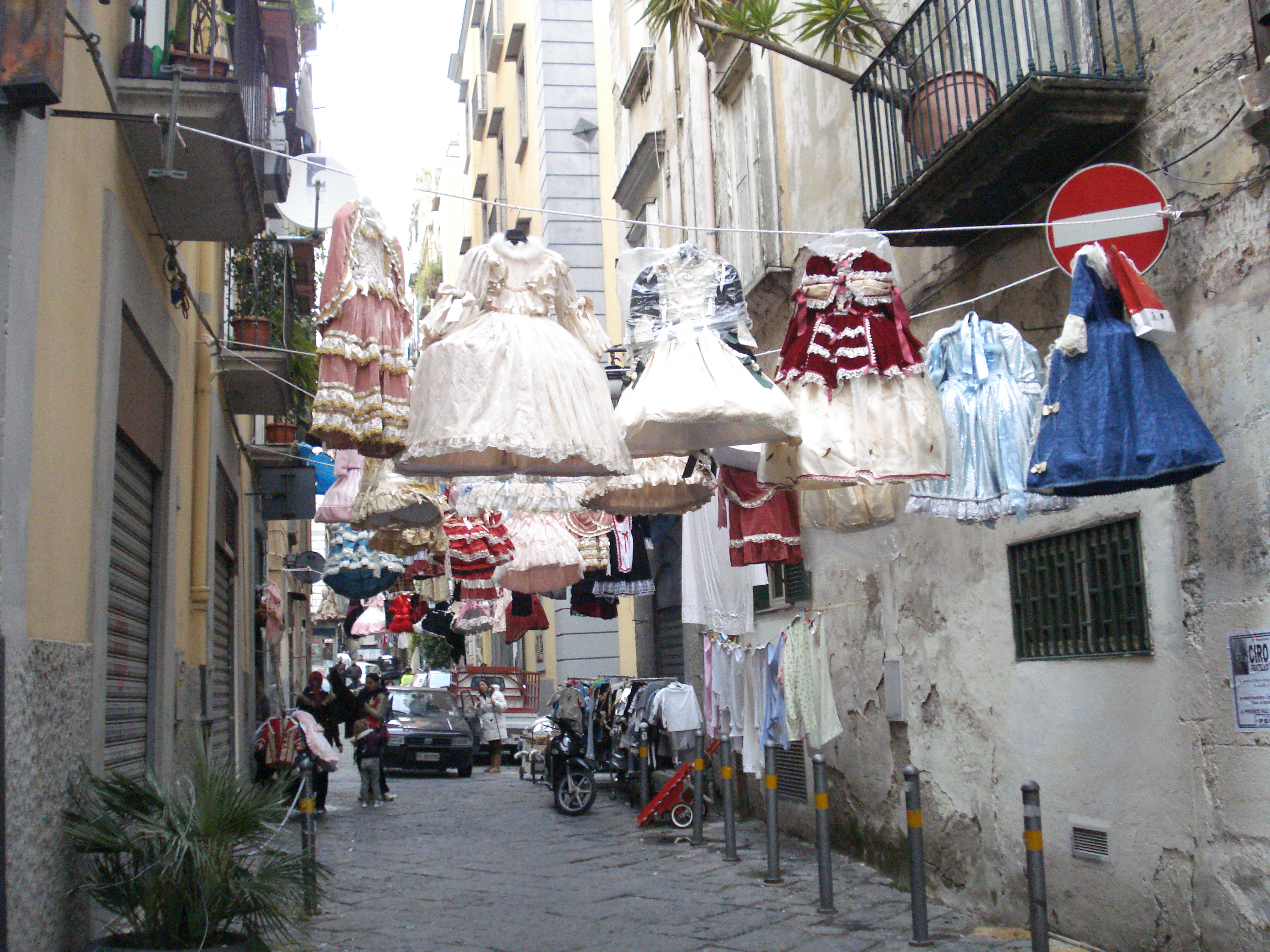
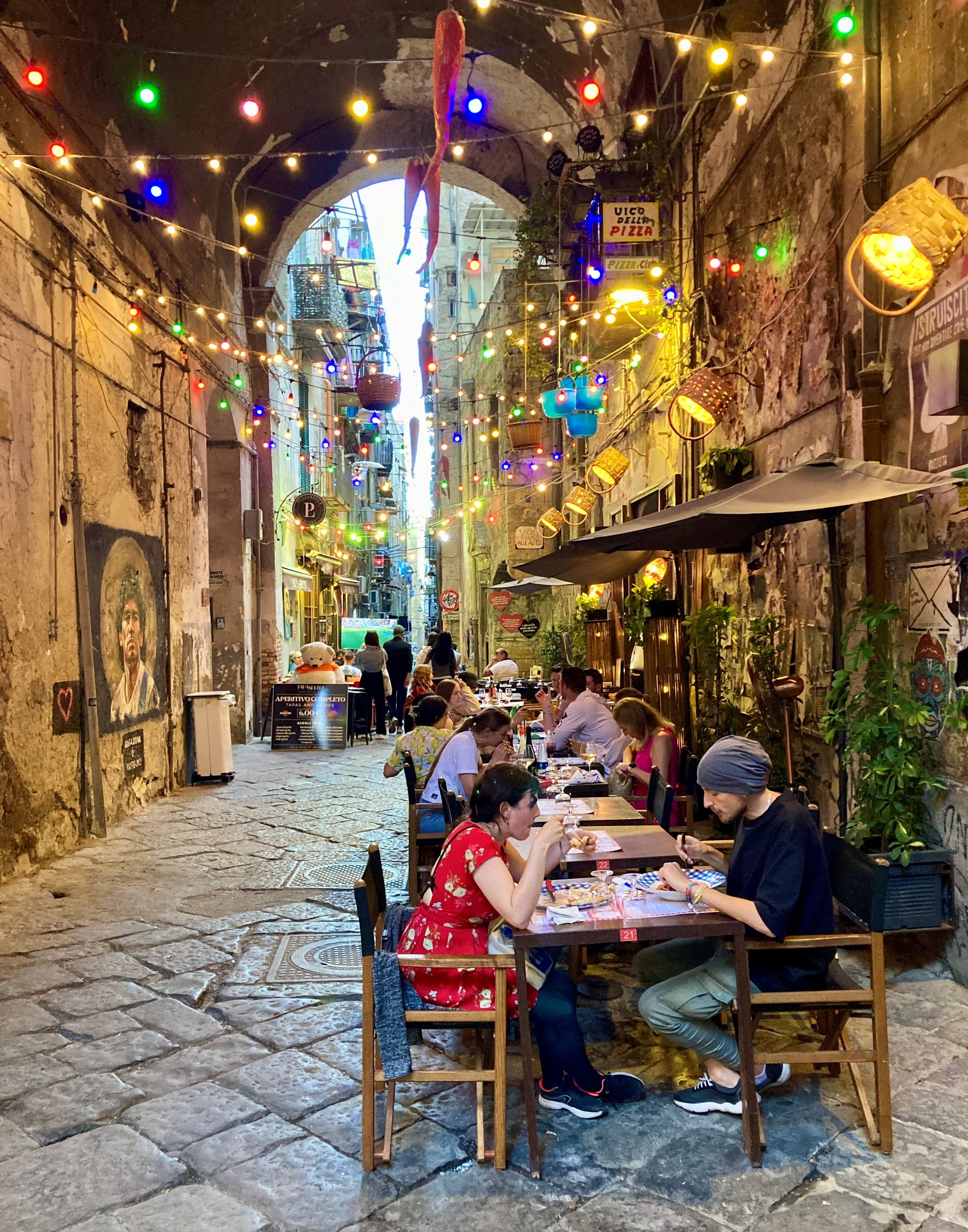
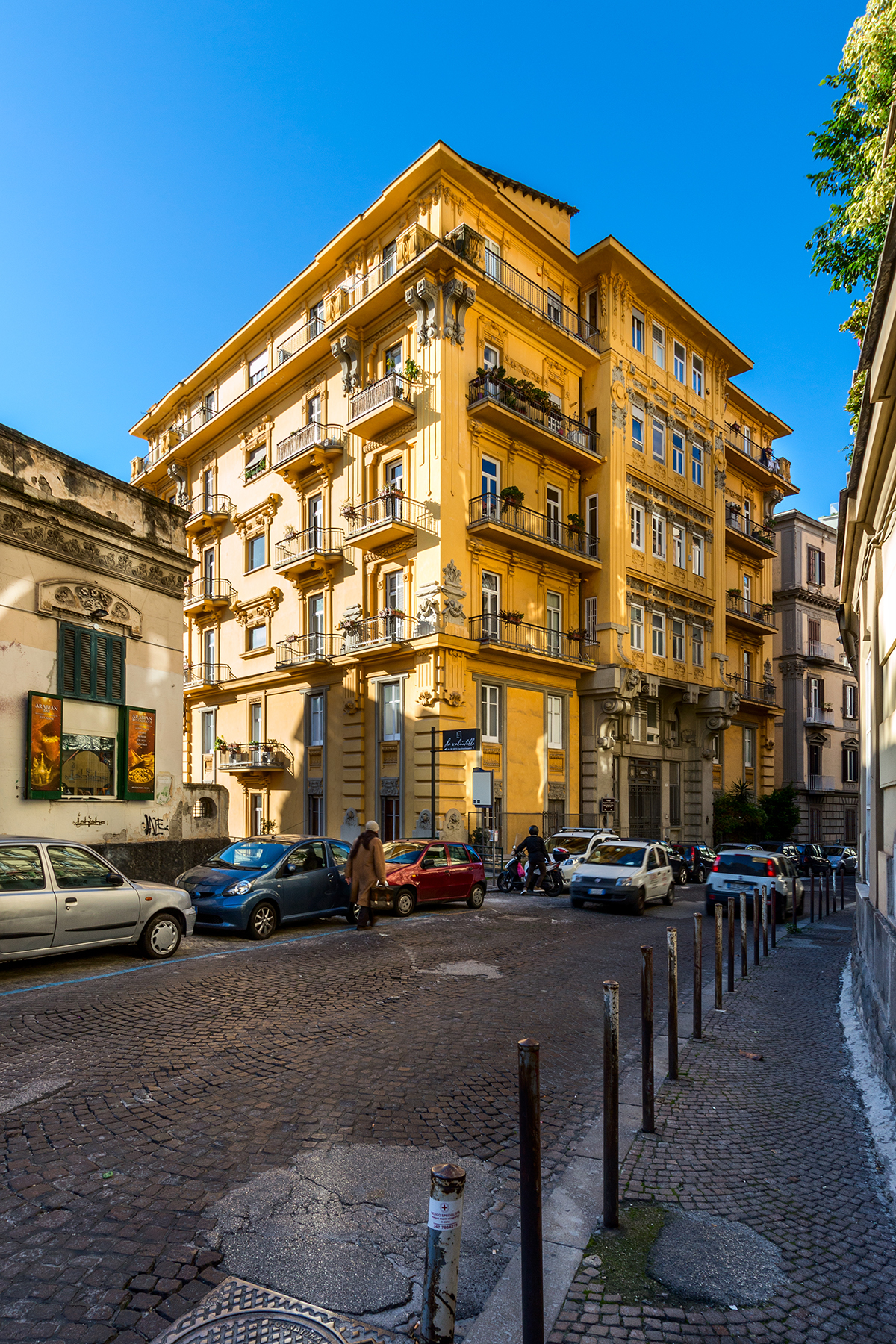
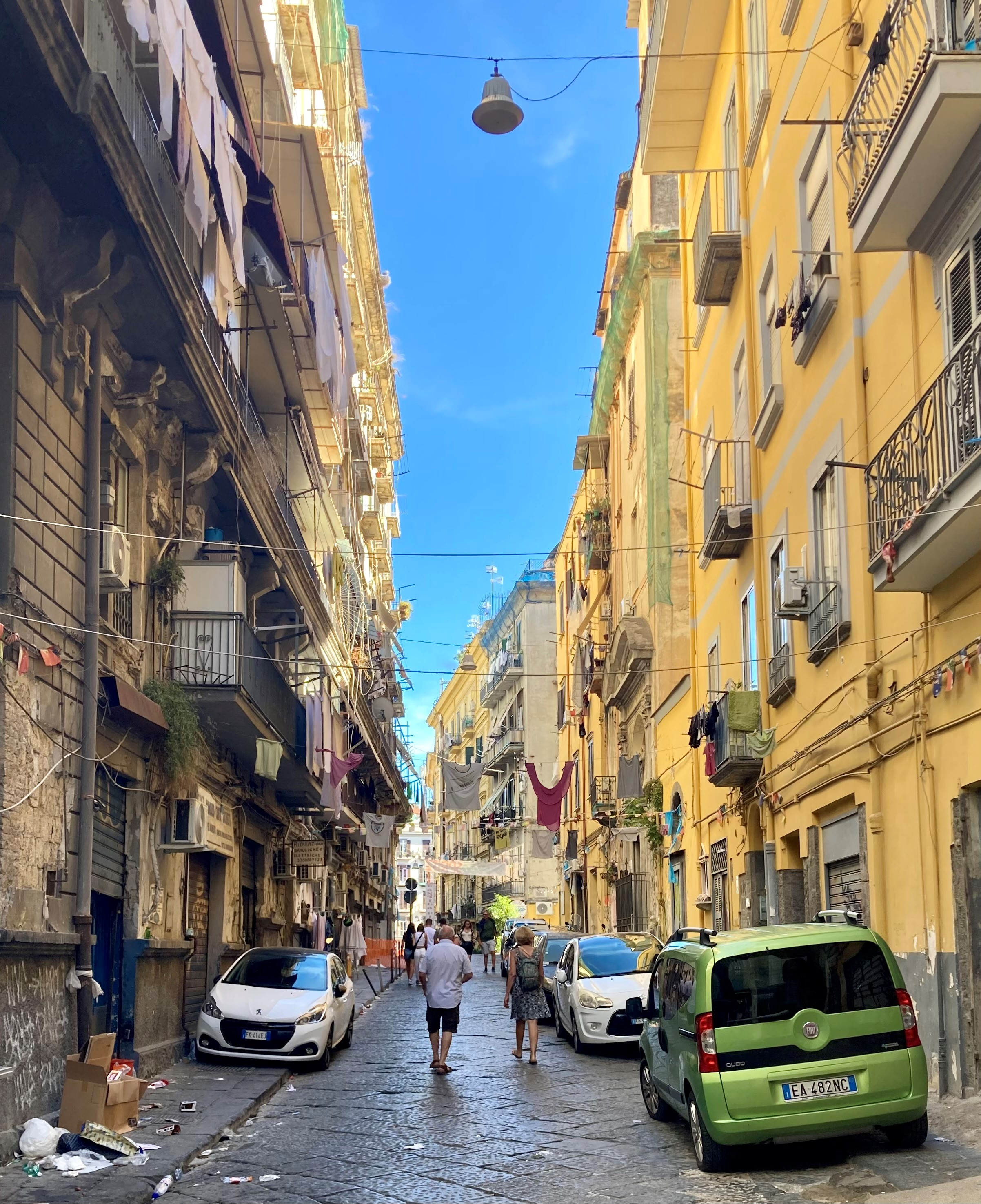
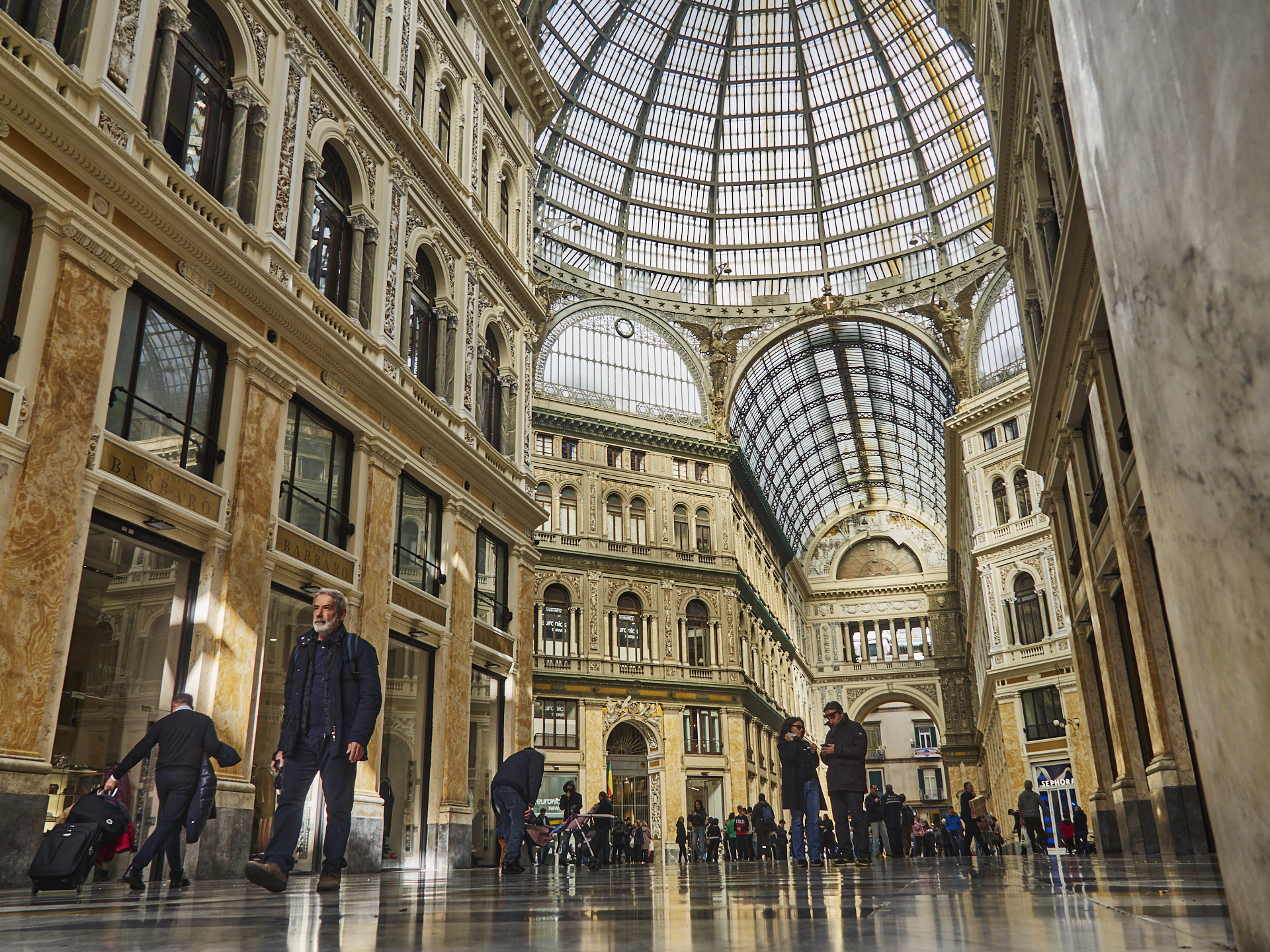

## Híres nápolyiak
| - Giuseppe Abbati (1836-1868) festő - Ferdinando Acton (1832-1891) admirális - Franco Alfano (1876-1954) zeneszerző - Martino Altomonte (1657-1745) festő - Francesco Araia (1709-1770) zeneszerző - Francesco Maria Avellino (1778-1850) régész - Francesco Baiano (1968) labdarúgó - Pietro Bardellino (1728-1806) festő - Georg Basta (1550-1607) tábornok - Giovanni Battista Basile (1575-1632) mesemondó - Giovanni Lorenzo Bernini (1598-1680) építész - Carlo Blasis (1797-1878) táncmester - Ruggero Bonghi (1826-1895) filozófus, politikus - Giovanni Alfonso Borelli (1608-1679) fizikus, csillagász - V. Bonifác pápa (619-625) - IX. Bonifác pápa (1350-1404) pápa 1389-1404 között - Giovanni Alfonso Borelli (1608-1679) fizikus, csillagász - Marco Borriello (1982) labdarúgó - Landolfo Brancaccio (?-1312) kardinális - Riccardo Broschi (1698-1756) zeneszerző - Patrizio Buanne (1978) operaénekes - Salvadore Cammarano (1801-1852) rendező, librettoíró - Francesco Cangiullo (1884-1977) futurista festő - Pasqualino Cangiullo (1900-1975) futurista újságíró és grafikus - Fabio Cannavaro (1973) labdarúgó - Michele Carafa (1785-1872) opera zeneszerző - Vincenzo Carafa (1585-1649) jezsuita apát - Renato Carosone (1920-2001) zenész - Battistello Caracciolo (1570-1637) festő - Francesco Caracciolo (1752-1799) admirális - Ferdinando Carulli (1770-1841) zeneszerző, gitáros - Enrico Caruso (1873-1921) operaénekes - Scipione Cerreto (1551-1633) zeneszerző - Benedetto Croce (1866-1952) filozófus, művészettörténész, esztéta - Gigi D’Alessio (1967), zenész | - Crescenzo D’Amore (1979) kerékpárversenyző - Girolamo d’Andrea (1812-1868) kardinális - Nino D’Angelo (1957) popénekes - Salvo D’Acquisto (1920-1943) katona és mártír - Luciano De Crescenzo (1928) író és filozófus - Eduardo De Filippo (1900-1984) színész, dramaturg - Enrico de Nicola (1877-1959) jogász, politikus - Fabricio Dentice (1530-1581) zeneszerző - Scipione Dentice (1560-1633) zeneszerző - Francesco De Pinedo (1890-1933) repülőpilóta - Roberto de Simone (1933) zeneszerző, rendező - Giambattista della Porta (1535-1615) drámaíró - Armando Diaz (1861-1928) tábornok, Olaszország marsallja - Fulco Ruffo di Calabria (1884-1946) repülőpilóta - Paolo Di Lauro (1953) Camorra-főnök - Antonio Di Natale (1977) labdarúgó - Harald Dohrn (1885-1945) kritikus - Achille D’Orsi (1845-1929) építész - Aniello Falcone (1600-1665) festő - Andrea Falconieri (1585-1656) zeneszerző - Farinelli (1705-1782) operaénekes - Giuliano Figueras (1976) bicikliversenyző - Vincent Gardenia (1922-1992) színész - Carlo Gesualdo (1566-1613) zeneszerző - Tommaso Giordani (1730-1806) zeneszerző - Luca Giordano (1632-1705) festő - Gennaro Granito Pignatelli di Belmonte (1851-1948) érsek - Alberto Grimaldi (1925) filmproducer - Nicolo Grimaldi (1673-1732) operaénekes - XII. Ince pápa (1615-1700) pápa 1691-1700 között - Szent Januáriusz nápolyi mártír - XXIII. János (ellenpápa) (1370-1419) ellenpápa (1410-1415) - Luigi Lablache (1794-1858) operaénekes - Leonardo Leo (1694-1754) zeneszerző | - Ruggero Leoncavallo (1857-1919) operaszerző - Giovanni Leone (1908-2001) politikus, államelnök - Pirro Ligorio (1514-1583) festő, építész - Goffredo Lombardo (1920-2005) filmproducer - Francesco Mancini (1672-1737) zeneszerző - Giambattista Marino (1569-1625) író - Nicola Matteis (1650-1703) zeneszerző - Roberto Murolo (1912-2003) énekes,népzenegyűjtő - Riccardo Muti (1941) karmester - Giorgio Napolitano (1925) politikus, államelnök - Giuseppe Patroni Griffi (1921-2005) filmrendező - Giovanni Pichler (1734-1791) ékszerész - Carlo Pisacane (1818-1857) politikus - Nicola Porpora (1686-1768) zeneszerző - Salvator Rosa (1615-1673) festő - Massimiliano Rosolino (1978) úszó - Francesco Rosi (1920) filmrendező - Carlo Rossi (1775-1849) Szentpétervárott működött építész - Gabriele Salvatores (1950) filmrendező - Jacopo Sannazaro (1458-1530) író - Domenico Scarlatti (1685-1757) zeneszerző - Filippo Smaldone (1848-1923) pap - Charles Piazzi Smyth (1819-1900) csillagász - Bud Spencer (Carlo Pedersoli) (1929-2016) vízilabdázó, színész - Publius Papinius Statius (40-96) író - Michele Tenore (1780-1861) botanikus - Totò (Antonio De Curtis) (1898-1967) színész - Massimo Troisi (1953-1994) színész, rendező - VI. Orbán pápa (1318-1389) pápa 1378-1389 között - Luigi Vanvitelli (1700-1773) építész - Giambattista Vico (1668-1744) filozófus - Paolo Sorrentino (1970) Európai Filmdíjjal kitüntetett rendező - Antonio Nocerino (1985) labdarúgó - Pino Daniele (1955-2015) énekes-dalszerző - Marisa Laurito (1951) színésznő, televíziós műsorvezető, énekesnő - Barbara D'Urso (1957), televíziós műsorvezető, színésznő |

### Adminisztráció
- Nápoly városi tanácsának honlapja (olaszul)

### Turizmus
- City of Naples Tourist Board (angolul)
- www.napoli.com (olaszul)
- Virtual Travels of Naples, Italy (angolul)
- La Città di Napoli (olaszul)
- www.napolinapoli.com (olaszul)

### Közlekedés
- Compagnia Trasporti Pubblici Napoli Archiválva 2006. november 2-i dátummal a Wayback Machine-ben (olaszul)
- Consorzio Unico Campania (olaszul)
- Azienda Napolitana Mobilita (olaszul)
- Aeroporto di Napoli (olaszul)
- Trenitalia (olaszul)

### Egyéb
- Nápoly.lap.hu – linkgyűjtemény